# Homosexualitat en el cinema

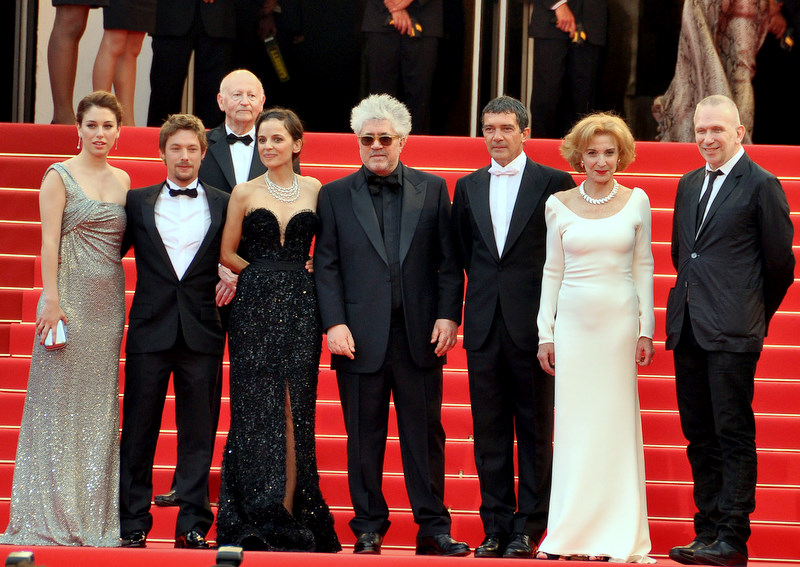
El repartiment de La piel que habito (Pedro Almodóvar, 2010) durant la seva presentació al 64è Festival Internacional de Cinema de Canes de 2011.

La homosexualitat en el cinema ha estat retratada de maneres molt diverses depenent de l'època, del país, o de la mirada personal del director. S'ha reflectit en comèdies, cinema experimental, de terror, històric, policíac, de denúncia social, biogràfic o de sèrie B.
Al llarg de la història del cinema hi ha hagut una considerable evolució en la forma d'enfocar aquesta temàtica. En les grans produccions de Hollywood, des dels seus inicis fins pràcticament la dècada de 1980, es retratava als homosexuals amb sorna i de manera estereotipada o en papers d'assassins despietats o pertorbats suïcides. Esment a part constituirien el cinema independent o les produccions realitzades en altres llocs com Europa.
Aquesta situació es va modificar gradualment fins a l'actualitat en la qual les grans productores de cinema realitzen pel·lícules dirigides gairebé exclusivament al públic LGBT, mostrant personatges i escenaris més realistes, exhibides en sales comercials o en els nombrosos festivals d'aquesta temàtica que se celebren a tot el món. Gran part d'aquestes pel·lícules actuals mostren el difícil que és “sortir de l'armari” i projecten a l'espectador la realitat en la qual es troben els homosexuals. No obstant això aquest canvi ja s'havia produït en el cinema europeu amb anterioritat.
Es pot diferenciar entre el Cinema de temàtica LGBT, que la seva temàtica gira entorn de personatges homosexuals i les seves relacions amb la resta, i les pel·lícules amb personatges LGBT en rols secundaris o la sexualitat dels quals no influeix en la trama de la pel·lícula. Gran nombre d'aquests films s'han centrat en l'homosexualitat i bisexualitat masculines, mentre que les femenines i la transsexualitat s'han abordat amb menor freqüència.

## Cinema dels Estats Units

### Cinema de Hollywood

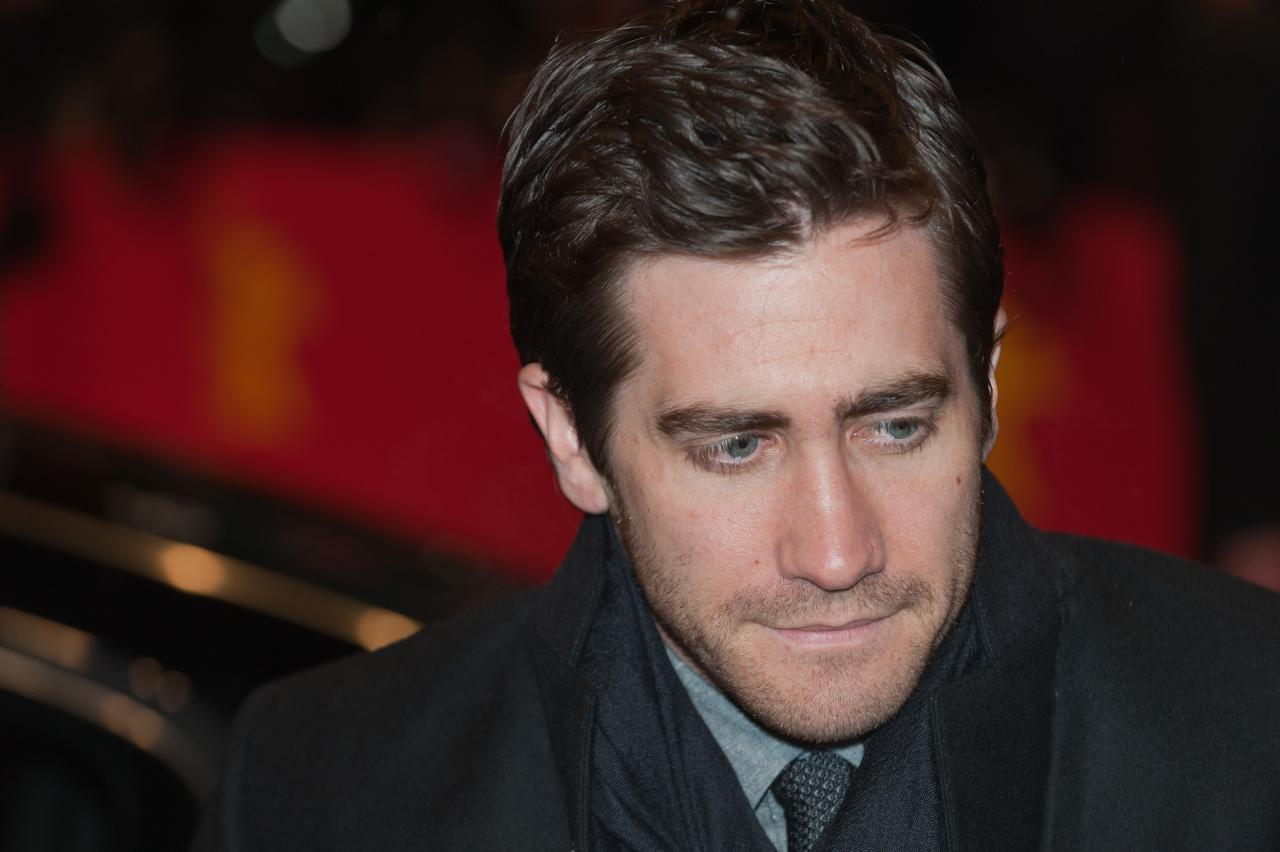
Jake Gyllenhaal, un dels protagonistes de Brokeback Mountain (Ang Lee, 2005), pel·lícula que va mostrar l'homosexualitat en un territori tan masculí i heterosexual com les pel·lícules de l'oest.

Partint del curtmetratge Lot in Sodom (James Sibley Watson i Melville Webber, 1933), que tractava als homosexuals/gais com depravats sàtirs àvids de sexe, no va ser fins al segle xxi quan la pel·lícula Brokeback Mountain (Ang Lee, 2005) va presentar al gran públic als homosexuals com a homes «comuns», amb aspecte tradicionalment masculí i sense cap mena de patologia que justifiqués la presència del propi personatge en el film.

#### Orígens: Cinema mut
L'homosexualitat ha estat present en el cinema des del principi de la seva història. Una de les primeres escenes homosexuals que es conserva procedeix d'un assaig experimental de Thomas Edison de 1895, on es pot veure a dos homes ballant junts mentre un altre toca el violí, encara que no tenia precisament aquesta intencionalitat. Posteriorment, en les primeres pel·lícules comercials, l'homosexualitat era considerada de forma humorística, emprant-se per a fer gags. Així, en una escena d'A Florida Enchantament (Sidney Drew, 1914), es pot veure a dues dones que deixen a les seves parelles de ball per a ballar juntes, la qual cosa provoca que els dos homes rebutjats també ballin junts.
Durant aquest període es retratava als homes homosexuals de forma estereotipada, exagerant l'efeminament perquè un públic popular pogués distingir sense necessitat de paraules als personatges gais. Serveix com a exemple una escena de la pel·lícula de Charles Chaplin Behind the Screen (Charles Chaplin i Edward Brewer, 1916), on Chaplin besa a una dona vestida d'home coneixent el seu veritable sexe, mentre un altre home que el veu comença a voletejar al voltant d'ells de forma manifestament efeminada per a captar la seva atenció, i Chaplin l'aparta de l'escena amb una puntada al darrere.

#### Cinema clàssic: des dels anys 30 als 60

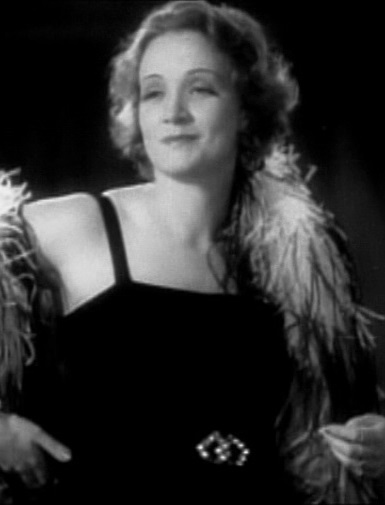
Marlene Dietrich en la pel·lícula Morocco (Josef von Sternberg, 1930).

En el cinema mut ja havia aparegut la figura del sissy (marieta en anglès) en les pel·lícules de Hollywood, però va anar després de l'arribada del sonor quan va gaudir de major popularitat. A pesar que mai es feia esment a les preferències sexuals o afectives d'aquests personatges, l'audiència els podia identificar fàcilment com a homosexuals per reflectir els clixés existents en la societat cap a ells. Aquests consistien a retratar-los com a personatges extremadament amanerats, llepafils, amb prims bigotis i sovint grotescament maquillats. Els sissys resultaven divertits als espectadors, ja que en comparació amb ells, els homes podien sentir-se més masculins i les dones més femenines. Algunes de les pel·lícules que incloïen sissys entre els seus personatges van ser The Broadway Melody (Harry Beaumont, 1929), Our Betters (George Cukor, 1932), L'alegre divorciada (Mark Sandrich, 1934) o Myrt and Marge (Al Broasberg, 1933).
Durant aquesta època es donava una paradoxa en comparar la reacció que generaven els homes caracteritzats amb robes o actituds considerades femenines i les dones que assumien un rol masculí. Mentre els primers eren objecte d'acudits i situacions còmiques, les segones eren considerades atractives tant per homes com per dones. Aquesta reacció es pot comprovar en el film Morocco (Josef von Sternberg, 1930), on Marlene Dietrich es vesteix amb un esmòquing d'home en un club nocturn i és aplaudida per tots els assistents quan fa un petó en la boca a una altra dona.

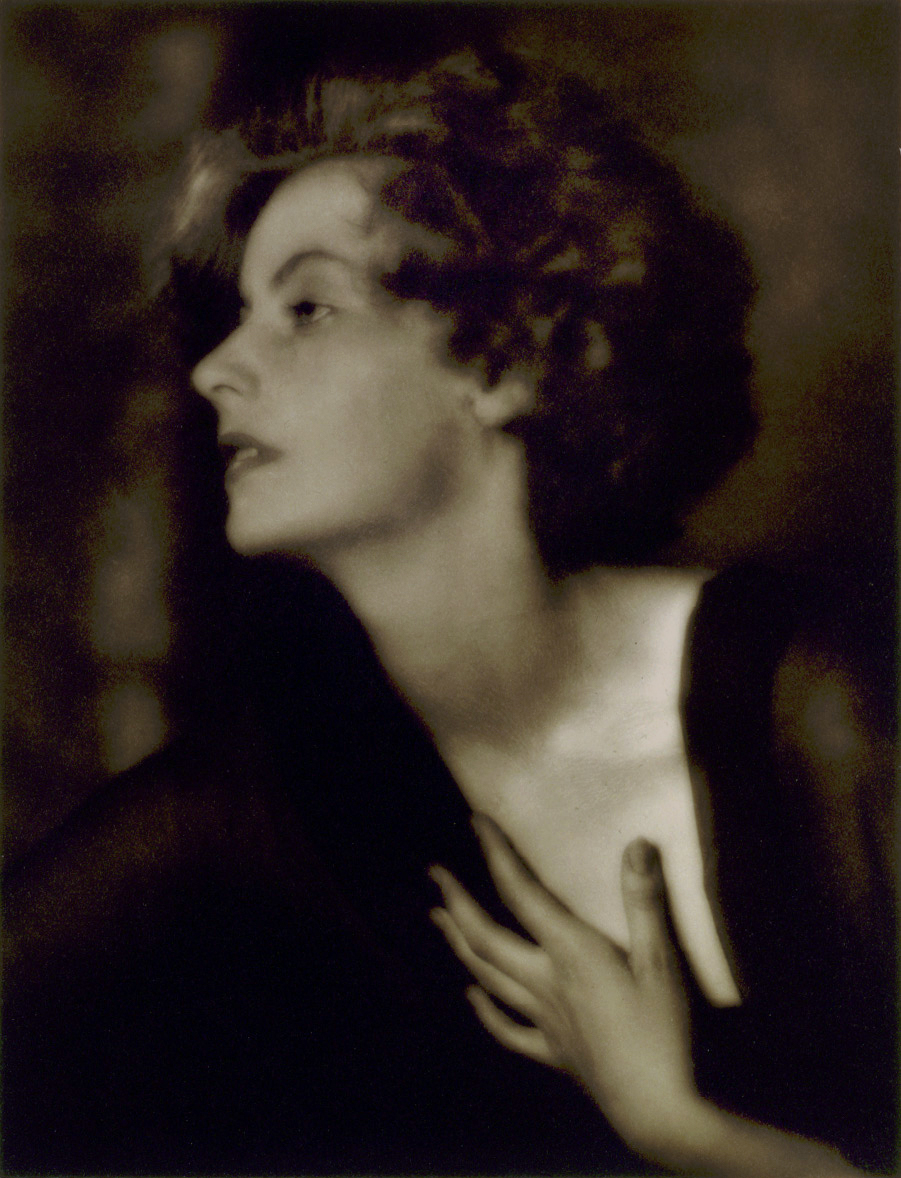
Greta Garbo, icona lèsbica

Una altra pel·lícula amb picades d'ullet al lesbianisme va ser Queen Christina (Rouben Mamoulian, 1933) on, a pesar que es va canviar la història per a no fer al·lusió directa a l'homosexualitat de aquesta monarca, es mostrava l'estreta amistat que li unia amb una de les seves serventes. La seva actriu protagonista, Greta Garbo, junt amb la ja esmenada Marlene Dietrich, es van convertir en dues icones lèsbiques per excel·lència de la història del cinema.
En els anys 30, l'Església catòlica i certes branques protestants, a través de la Legió per a la decència i de la Lliga de dones van amenaçar amb promoure boicots pel contingut d'algunes pel·lícules que consideraven indecents i poc exemplars per a la societat. Per a frenar aquestes pressions, la indústria de Hollywood va donar el vistiplau al Codi Hays, ideat per Bill Hays, l'objectiu del qual era censurar tots els temes considerats indecents. Entre ells, es trobaven els nus, els petons massa ardorosos, l'avortament, la prostitució o les perversions sexuals, entre les quals es va incloure com a tal l'homosexualitat. Entre 1934 i 1967 la censura va estar autoritzada a canviar diàlegs, escenes, personatges o trames que no concordessin amb els principis del codi. Així a Dies perduts (Billy Wilder, 1945) els dubtes que el seu protagonista té sobre la seva sexualitat, presents en la novel·la en la qual es basa, són silenciats. Foc creuat (Edward Dmytryk, 1947) canviava l'argument del llibre en què es basava, The Brick Foxhole de Richard Brooks, eliminant les referències d'assassinats contra homosexuals per a convertir-la en una pel·lícula sobre assassinats de jueus.

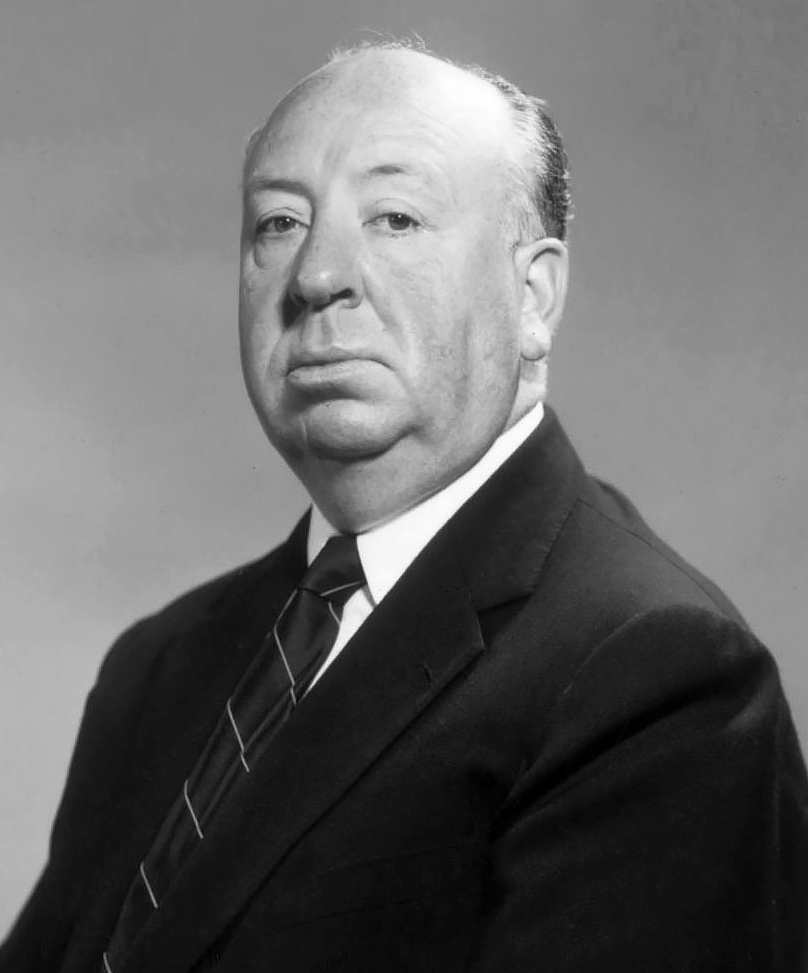
Tant en la seva etapa britànica com nord-americana Alfred Hitchcock va retratar l'homosexualitat en pel·lícules com Rebeca (1940) o La soga (1948)

La nova censura del Codi Hays va prohibir qualsevol referència explícita a l'homosexualitat encara que no va aconseguir erradicar-la. La major diferència amb el període anterior radicava que els homosexuals van deixar de ser un element còmic per a assumir el rol de vilans d'acord amb el concepte d'homosexualitat que el Codi Hays volia transmetre a la societat, i obligava a directors i guionistes a buscar formes suggerides i vetllades de contar el que es volia contar. En algunes pel·lícules com Dracula's Daughter (Lambert Hillyer, 1936), Rebecca (Alfred Hitchcock, 1940), o més tard, Caged (John Cromwell, 1950) es mostraven a lesbianes capaces de perseguir els seus objectius sense cap escrúpol encara que no es digués clarament que eren homosexuals. A Young Man with a Horn (Michael Curtiz, 1950), biografia del corneta de jazz Bix Beiderbecke, Lauren Bacall interpretava a una dona bisexual que viu una vida autodestructiva i desordenada. També al film La soga (Alfred Hitchcock, 1948) dos joves estudiants, interpretats per John Dall i Farley Granger, units per una suggerida relació amorosa assassinen a un company d'estudis.

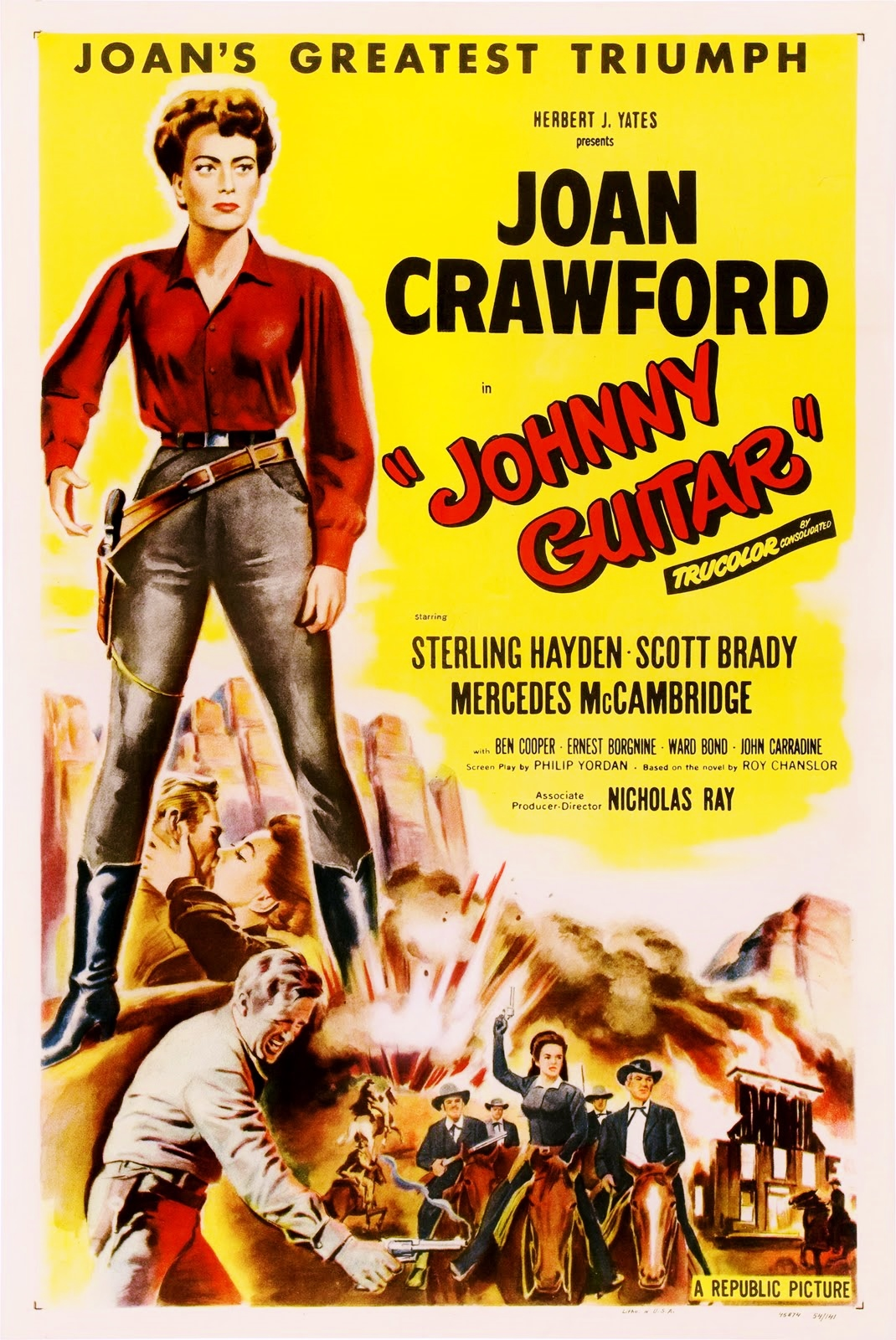
El (soterrat) duel entre Joan Crawford i Mercedes McCambridge a Johnny Guitar (1954) exemple de la manera d'abordar el lesbianisme en els anys del Codi Hays

Al no poder fer-se al·lusió directa a l'homosexualitat aquesta havia d'insinuar-se per mitjà de picades d'ullet perquè el públic pogués identificar-los fàcilment. Així en El falcó maltès (John Huston, 1941), un clàssic del cinema negre, el personatge interpretat per Peter Lorre, que en la novel·la de Dashiell Hammett és gai, és presentat al detectiu Sam Spade (interpretat per Humphrey Bogart) amb una música femenina, indicant que es perfuma amb gardenia i donant suport al mànec del seu bastó en la comissura de la seva boca.
També el western va comptar amb films on s'insinuava l'homosexualitat, com certes escenes entre Montgomery Clift i John Ireland en la pel·lícula dirigida per Howard Hawks Riu Vermell (1948). En una escena comparen les seves pistoles i la punteria d'aquestes quan disparen. També el lesbianisme vetllat de les protagonistes de Jane Calamitat (David Butler, 1953), protagonitzada per Doris Day, i Johnny Guitar (Nicholas Ray, 1954), amb un duel interpretatiu entre Joan Crawford i Mercedes McCambridge, són alguns exemples de la manera de retratar l'homosexualitat en aquesta etapa en les grans produccions de Hollywood. De fet un reflex de la manera en què la societat americana dels anys 50 percebia als gais va quedar retratada en el llargmetratge Te i simpatia (1956) de Vincente Minnelli. Basada en una obra teatral homònima de Robert Anderson, que va ser l'encarregat d'adaptar-la al cinema, relata els intents de corregir l'efeminament d'un jove d'una família ben situada socialment per a fer callar els rumors sobre la seva homosexualitat.

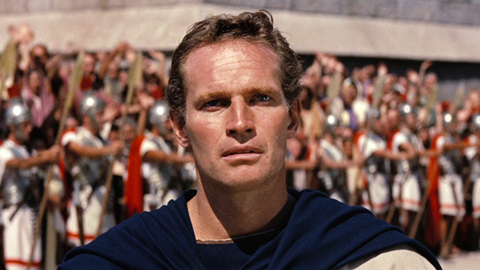
Charlton Heston (1923-2008), protagonista de Ben-Hur (William Wyler, 1959) pel·lícula on, amb dobles sentits, es mostrava l'homosexualitat saltant-se la censura del Codi Hays.

A la fi dels anys 50 van començar a insinuar-se relacions sexuals entre persones del mateix sexe en algunes pel·lícules i va anar llavors quan la censura va començar a funcionar de forma més notòria. Films com Ben-Hur (William Wyler, 1959) van poder sortejar-la gràcies al tractament gairebé subliminal de la relació gai que suggereix la pel·lícula. Segons afirma Gore Vidal, escriptor i guionista d'aquesta cinta, en el documental The Celluloid Closet, la trama de Ben-Hur girava al voltant de la relació homosexual que van mantenir els dos personatges principals durant la seva adolescència i en el film és tractada com una amistat. No va ocórrer el mateix amb Espàrtac (Stanley Kubrick, 1960), cinta en la qual la censura va eliminar una escena en la qual es podia veure a l'esclau Tony Curtis banyar al seu amo Laurence Olivier mentre tots dos personatges parlen vetlladament de la seva homosexualitat al·ludint al gust entre ostres o caragols. 

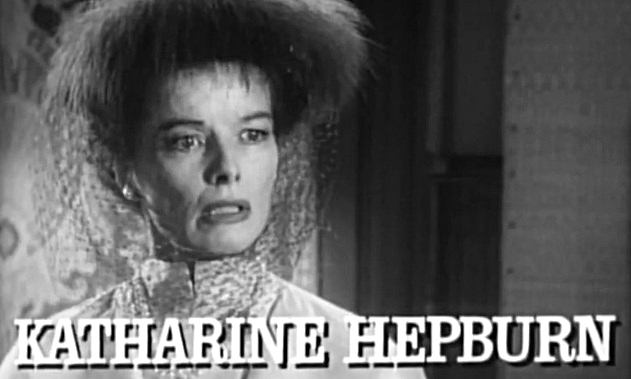
Katharine Hepburn va interpretar a una mare disposada a tot per a evitar fer pública l'homosexualitat del seu fill en De sobte, l'últim estiu (Joseph L. Mankiewicz, 1959).

També La gata sobre la teulada de zinc (Richard Brooks, 1958) i De sobte, l'últim estiu (Joseph L. Mankiewicz, 1959), ambdues basades en obres teatrals de Tennessee Williams, van ser censurades perquè l'homosexualitat dels seus protagonistes no es mostrés de manera directa, encara que subtilment va poder veure's retratada.
| «                                   | Mai en la meva vida havia vist tanta censura, van tallar i van tallar La gata sobre la teulada de zinc. No era possible que Brick (Paul Newman) hagués tingut algun tipus de desig sexual pel seu amic. Per a qualsevol en la longitud d'ona correcta, estava clar el que estàvem fent, però simplement no podíem usar la paraula (homosexual). Hi vaig xocar de front amb De sobte l'últim estiu. Quan comencem a tallar la pel·lícula, no tenia cap sentit. Era com treballar pel Kremlin, com escriure per a Pravda, aprenies a escriure o a rodar entre línies. Ho fèiem amb una presa de la cara de Katharine Hepburn, mentre Elizabeth Taylor li està explicant, acostant-se més i més a la veritat que la ‘’Lliga per a la decència’’ no ens permetia dir. | » |
| — Gore Vidal a The Celluloid Closet | |   |

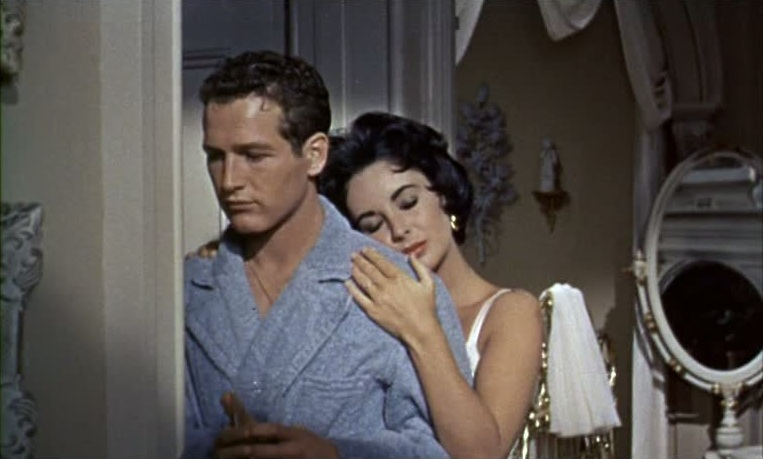
La pel·lícula La gata sobre la teulada de zinc (Richard Brooks, 1958) va ser censurada per a dissimular l'homosexualitat del protagonista mostrada en l'obra teatral escrita per Tennessee Williams.

A l'inici de la dècada dels 1960 la censura s'havia relaxat i el codi Hays havia deixat d'aplicar-se gradualment per a la majoria de les situacions que incloïa però encara quedava per derrocar l'últim tabú, l'homosexualitat. Els realitzadors, cansats de les limitacions, van començar a rodar pel·lícules que clarament tractaven sobre lesbianes i gais, però sempre sota el prototip que havia d'acompanyar a aquests personatges: portant una vida turmentada que culminés amb un final tràgic, bé a través d'una mort violenta o bé suïcidant-se. Alguns exemples d'aquest canvi d'actitud són el personatge de Sal Mineo, enamorat de James Dean, a Rebel sense causa (Nicholas Ray, 1956) que acaba mort en un tiroteig policial; a La gata negra (Edward Dmytryk, 1962); o a Tempesta sobre Washington (Otto Preminger, 1962), en el qual un senador és fet xantatge a causa de la seva homosexualitat.

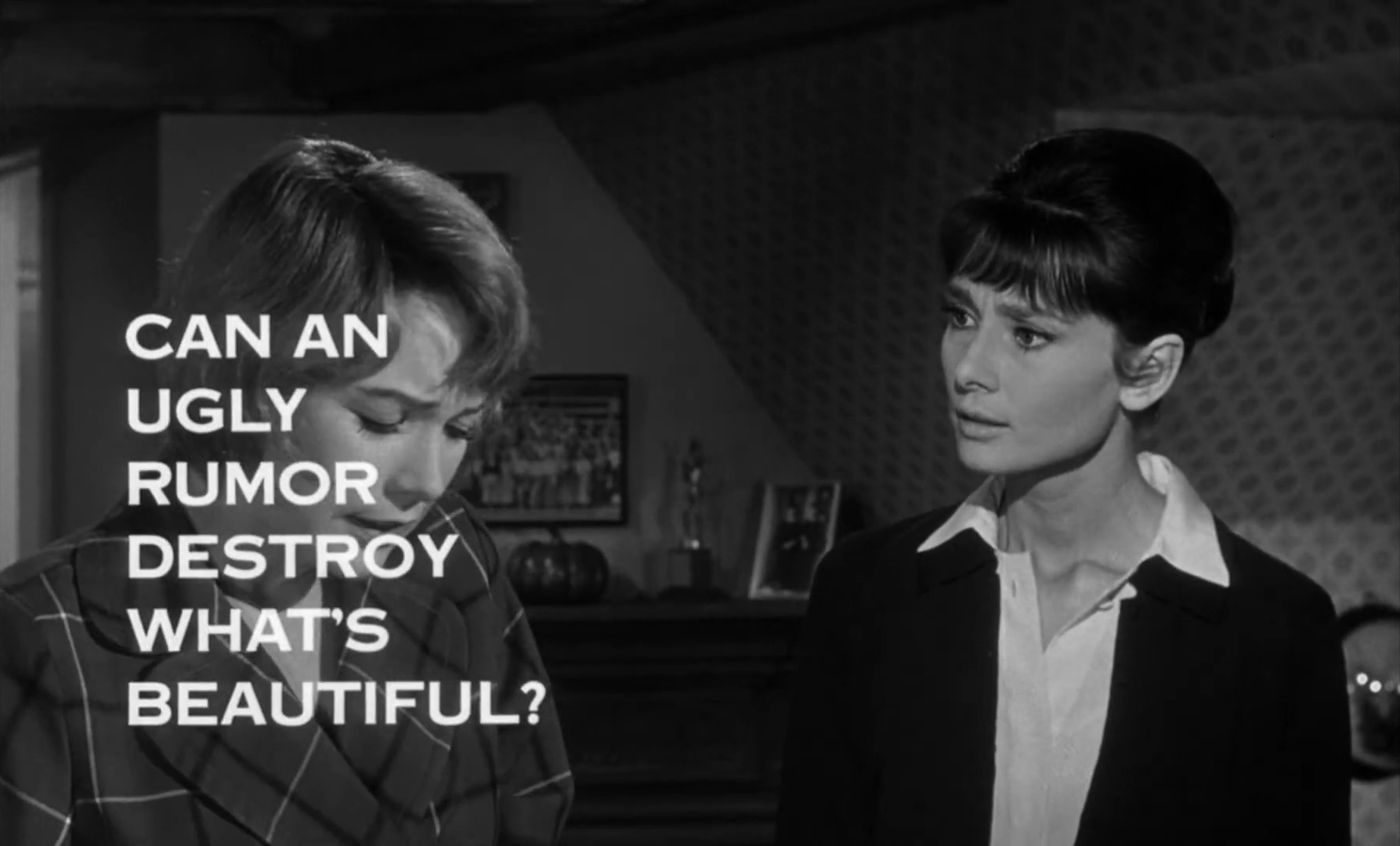
En La calúmnia (William Wyler, 1962) no s'esmenta el terme "lesbianisme" encara que queda clar que és motiu del rumor que desencadena la trama. En el rètol «Pot un lleig rumor destruir el que és bell?».

L'exemple paradigmàtic el constitueix La calúmnia (William Wyler, 1962) en la qual el personatge interpretat per Shirley MacLaine viu turmentat per haver-se enamorat de la seva companya de treball (Audrey Hepburn) i finalment acaba suïcidant-se.
A la fi de la dècada dels 60, la paraula homosexual ja era utilitzada habitualment sense embuts en algunes pel·lícules, encara que aquestes encara incidien en la visió truculenta de la vida de lesbianes i gais. The Detective (Gordon Douglas 1968) narra la història d'un detectiu que no assumeix la seva condició sexual, i a The Fox (Mark Rydell, 1968) un home s'interposa en una parella de dues dones lesbianes i aconsegueix convertir una d'elles en heterosexual, mentre l'altra mor aixafada per un arbre. Al caure la nova dècada dels anys 70 podem veure una atrevida tragicomèdia de temàtica gai: L'escala (Stanley Donen, 1969). Richard Burton i Rex Harrison encarnaven a una parella de perruquers homosexuals, embolicats en situacions desagradables en ser acusats d'escàndol a la moral. Aquesta pel·lícula no va poder estrenar-se a Espanya fins a 1976 i va tenir limitada difusió, en part entorpida per la vídua de Burton. finalment en 2011 es va projectar en una versió restaurada.

#### Cinema contemporani: A partir dels 70

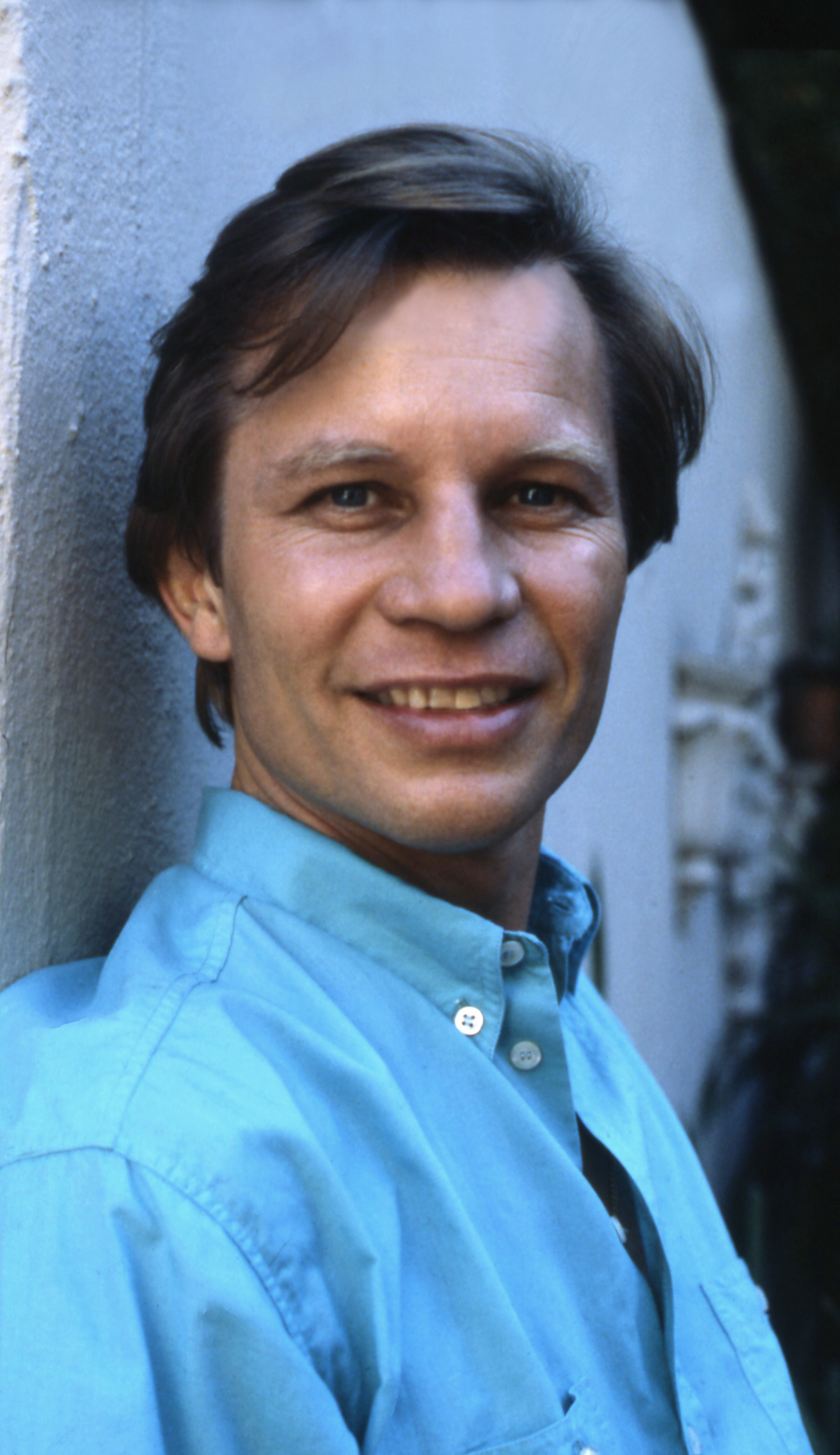
Michael York va interpretar a un homosexual sense complex de culpa en la cinta Cabaret (Bob Fosse, 1972)

A principis dels 70 es van rodar les primeres pel·lícules que indicaven una petita evolució en la relació entre la indústria cinematogràfica i l'homosexualitat, just quan el moviment LGBT estava fent els seus primers passos. The Boys in the Band (William Friedkin, 1970) va ser el primer film gai amb final no-tràgic produït a Hollywood, encara que la seva visió estereotipada dels gais no va ser ben rebuda entre els activistes LGBT. La pel·lícula mostra a un grup de gais en el qual preval l'amistat i la companyonia, malgrat que en moments del metratge alguns personatges reflexionen sobre la seva condició sexual amb certa autocompassió. La cinta Cabaret (Bob Fosse, 1972) va fer un pas més en mostrar a Michael York com un gai assenyat i sense sentiments de culpa cap a la seva sexualitat. Malgrat aquestes excepcions, i de poder-se mostrar lliurement l'homosexualitat, pel·lícules com Vanishing Point (Richard C. Sarafian, 1971) i Freebie i Bean (Richard Rush, 1974) reprenen el vell estereotip de delinqüents gais que finalment són ajusticiats per l'heroi heterosexual.

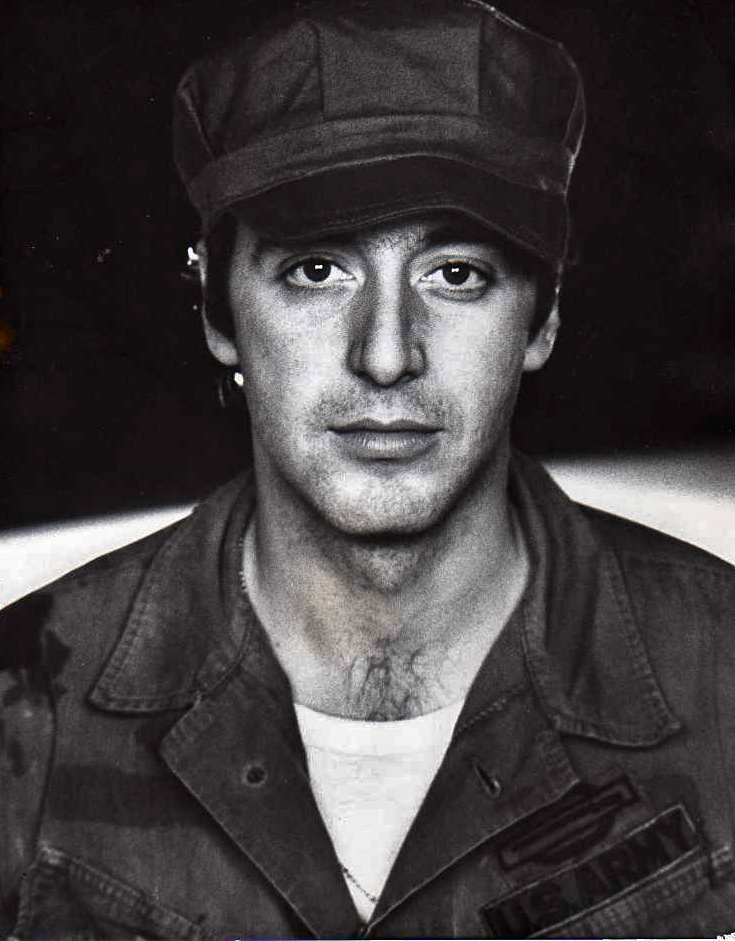
Al Pacino protagonista principal de la controvertida A la cacera (William Friedkin, 1980)

Passat ja el llindar dels 80, pel·lícules com a Finestres (Gordon Willis, 1980), El fan (Edward Bianchi, 1981) i A la cacera (William Friedkin, 1980) insistien en la visió de lesbianes i gais com a assassins dements i sense escrúpols. Aquesta última pel·lícula, l'argument de la qual tractava sobre un assassí en sèrie que localitzava a les seves víctimes en llocs d'ambient leather, va aconseguir una cosa inèdita fins llavors: els homosexuals, cansats de veure com el cinema de Hollywood continuava retratant-los de forma negativa i conscients de la influència d'aquest en l'imaginari col·lectiu de la societat, van organitzar protestes massives per diverses ciutats nord-americanes amb l'objectiu de detenir la seva distribució. Finalment la pel·lícula A la cacera va ser retirada de les pantalles i les manifestacions van servir perquè la indústria del cinema prengués consciència del cansament del col·lectiu LGBT respecte a la mala imatge que el cinema donava d'ells. Per a "arreglar-ho", en 1982, s'estrenaria la comèdia policíaca Més que col·legues (James Burrows, 1982), interpretada per Ryan O'Neal i John Hurt. Poc després va ser llançada Parting Glances (Bill Sherwood, 1986), debut en la pantalla de l'actor Steve Buscemi, qui interpreta a un músic homosexual portador del virus de la sida. Aquesta va ser la primera producció a abordar completament aquesta temàtica, diversos anys abans que pel·lícules posteriors més conegudes com a And the Band Played On (Roger Spottiswoode, 1993) i Filadèlfia (Jonathan Demme, 1993)
| «                                    | Va haver-hi una època de censura increïble, no d'imatges positives de gais i lesbianes, sinó d'imatges reals de gais i lesbianes. Els gais i les lesbianes han viscut fent front a l'ostracisme, estimant i sobrevivint. Hi ha moltes històries heroiques reals. | » |
| — Jan Oxemberg, directora de cinema. | |   |

A partir d'aquest moment el cinema dirigit al gran públic de Hollywood va començar a produir pel·lícules que tractaven amb respecte als homosexuals. Les pioneres van ser dues, totes dues rodades en 1982, Making love (Arthur Hiller), que retratava una relació entre dos homes i Personal Best (Robert Towne), que girava entorn de l'amor entre dones. En la primera, un metge casat experimenta una crisi en la seva sexualitat i inicia una història d'amor amb un escriptor gai interpretat per Harry Hamlin. La segona d'elles narra l'enamorament de dos atletes d'elit interpretades per Mariel Hemingway i Patrice Donnelly que es veu truncat en iniciar una d'elles una relació heterosexual.

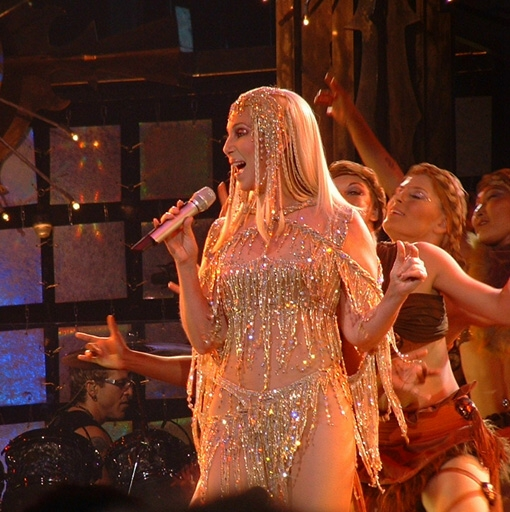
Cher ha participat en pel·lícules amb un missatge de la tolerància cap a l'homosexualitat com a Silkwood (1983)

En aquesta època i fins a principis dels 90, Hollywood va produir diverses pel·lícules en les quals els personatges i les relacions homosexuals, especialment lèsbiques, es van representar de forma diversa. Si en Silkwood (Mike Nichols, 1983) el personatge interpretat per Cher viu la seva homosexualitat obertament, en altres pel·lícules com El color púrpura (Steven Spielberg, 1985), Tomàquets verds fregits (Jon Avnet, 1991)o El silenci dels anyells (Jonathan Demme, 1991) els personatges lèsbics no es mostren com a tal en comparació a les novel·les en les que es basen. Una altra representació del lesbianisme en aquest període es troba a Instint bàsic (Paul Verhoeven, 1992), amb la qual es van repetir les manifestacions de les associacions LGBT estatunidenques per presentar el personatge bisexual encarnat per Sharon Stone com una assassina. També la profunda amistat entre les protagonistes de Thelma i Louise (Ridley Scott, 1991) ha estat interpretada sovint com una relació lèsbica.

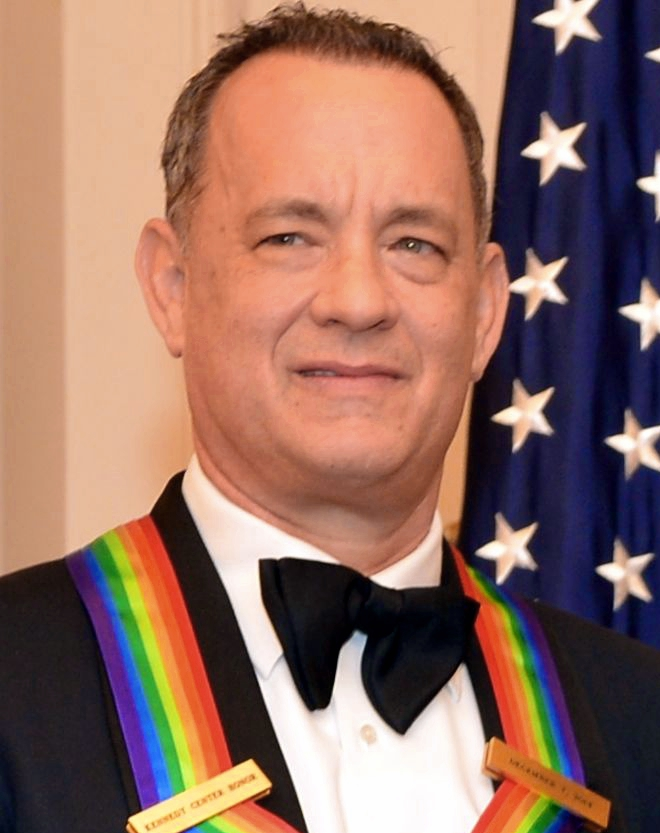
La interpretació de Tom Hanks, com un advocat seropositiu a Philadelphia (Jonathan Demme, 1993), li va atorgar el premi Oscar a millor actor

Philadelphia (Jonathan Demme, 1993) va ser la segona de gran pressupost i actors famosos a abordar el tema del sida (després de And the Band Played On) als Estats Units, i també va marcar un canvi a principis de la dècada de 1990 en les pel·lícules de Hollywood relacionat amb la representació més realista dels homosexuals. No obstant això, el fet que els personatges de Tom Hanks i Antonio Banderas no intercanviessin mostres d'afecte típiques d'una relació, com els petons, i l'absència de dones homosexuals va atreure revisions desfavorables d'alguns crítics de cinema LGBT. En una entrevista del documental The Celluloid Closet (Rob Epstein i Jeffrey Friedman, 1996) Hanks va assenyalar que algunes escenes en les quals es mostrava més afecte entre ell i Banderas van ser descartades, inclosa una escena de tots dos en el llit junts (encara que l'edició DVD d'aquesta pel·lícula sí que inclou aquesta escena). La pel·lícula va guanyar el Oscar al Millor Actor protagonista (Tom Hanks) i a la millor cançó (Bruce Springsteen per Streets of Philadelphia). La pel·lícula estava parcialment inspirada en la història de Geoffrey Bowers, un advocat que en 1987 va demandar a la signatura legal Baker & McKenzie per acomiadament improcedent en un dels primers casos de discriminació per sida. 

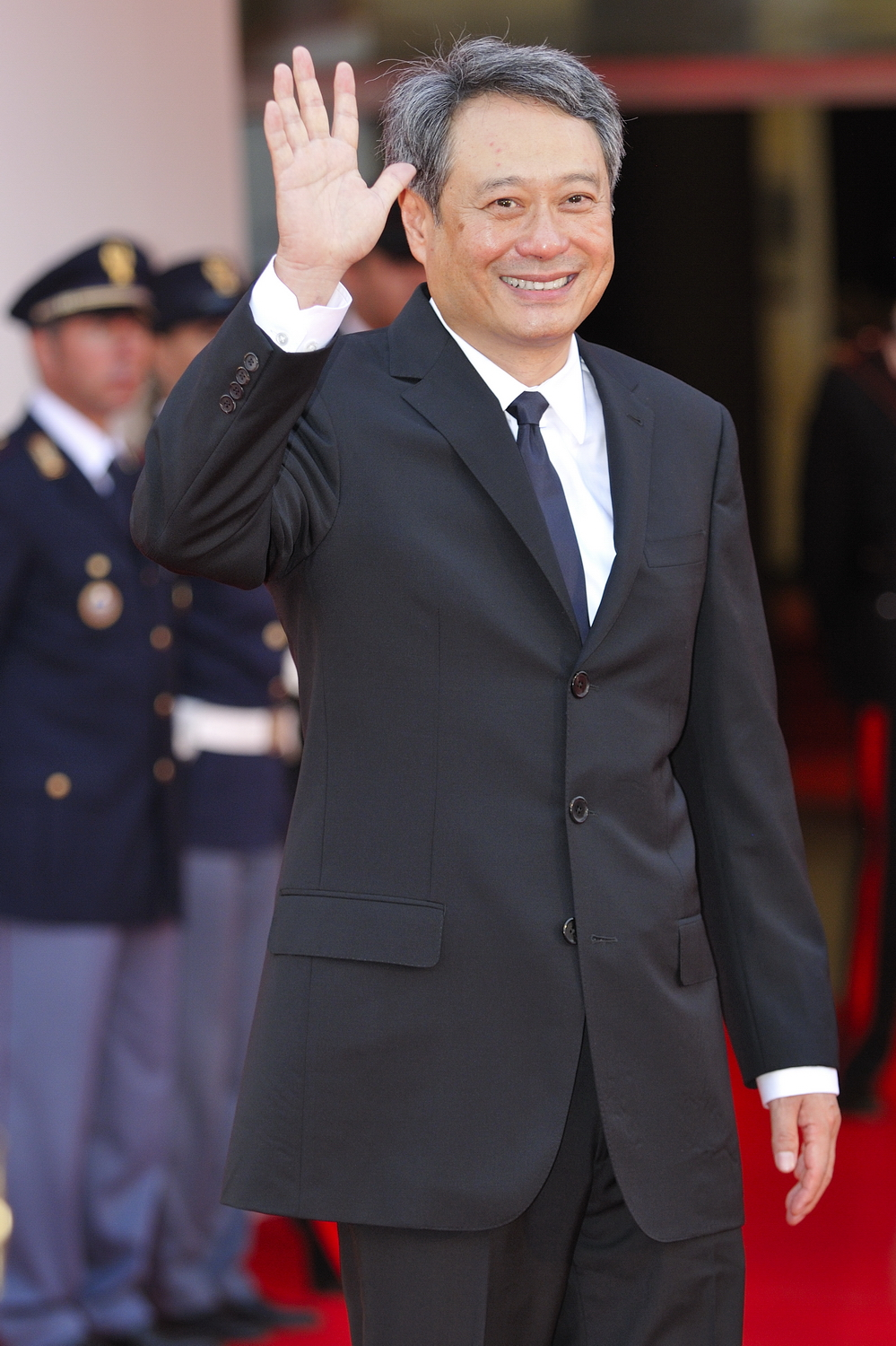
En la carrera del director taiwanès Ang Lee es troben algunes significatives pel·lícules de temàtica LGBT com The Wedding Banquet (1993) o Brokeback Mountain (2005)

Des de mitjan 1990 la indústria nord-americana presenta una línia de comèdies que aborden l'homosexualitat com a argument central o secundari, amb personatges amables i positius. The Wedding Banquet (Ang Lee, 1993) emprava l'estructura de comèdia d'embullo a l'estil de George Cukor en la qual un dels membres d'una feliç parella homosexual es casa amb una noia, amb la complicitat de la seva autèntica parella, per a guardar les aparences abans els seus tradicionals pares. Una estructura similar empra In & Out (Frank Oz, 1997) protagonitzada per Kevin Kline, Tom Selleck i Matt Dillon. En aquesta ocasió un professor de literatura veu exposada la seva, fins llavors oculta, homosexualitat arran de la confessió d'un antic alumne, actor cèlebre, durant el lliurament d'un premi per televisió. La boda del meu millor amic (P. J. Hogan, 1997), amb un repartiment encapçalat per Julia Roberts i Cameron Diaz, és una eixelebrada comèdia en la qual el personatge gai de Rupert Everett dona suport a la seva amiga en una farsa per ajudar-la a conquistar un noi que està enamorat d'una altra. Un altre exemple l'encarna Millor, impossible (James L. Brooks, 1997), en el qual el sorrut escriptor encarnat per Jack Nicholson, enamorat d'una cambrera Helen Hunt, aprofita un contratemps sofert pel seu veí, un artista homosexual Greg Kinnear, com a excusa per a festejar-la. To Wong Foo, Thanks for Everything! Julie Newmar (Beeban Kidrom, 1995), es va beneficiar del seu repartiment Patrick Swayze, John Leguizamo i Wesley Snipes, per a contar les aventures d'un grup de drag queens en un viatge per pobles de l'interior dels Estats Units. En clau juvenil figura Perseguint l'Amy (Kevin Smith, 1997), interpretada per Ben Affleck i Jason Lee, en la qual dos amics són dibuixants de còmic i un d'ells s'enamora d'una dibuixant lesbiana interpretada per Joey Lauren Adams. En la pel·lícula American Beauty (Sam Mendes, 1999), guanyadora de cinc premis Oscar, també s'aborda el tema de l'homosexualitat en un dels seus personatges secundaris.

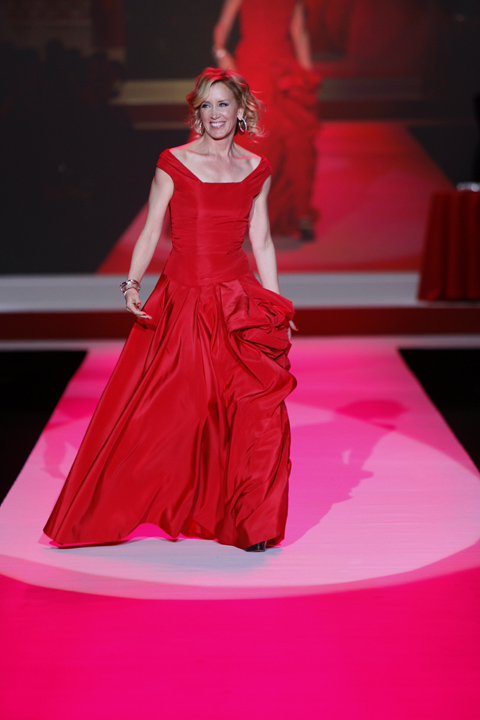
Felicity Huffman protagonitzà Transamerica (Duncan Tucker, 2005), pel·lícula que aborda la transsexualitat i les relacions familiars.

A Una casa a la fi del món del 2004, dos amics s'enfronten les seves relacions passades, inclosa la seva pròpia.
Cal destacar que en els Premis Óscar de 2006 van rebre nominacions 3 pel·lícules amb temàtica LGBT: Brokeback Mountain (Ang Lee, 2005) amb 8 nominacions i 3 estatuetes, Transamerica (Duncan Tucker, 2005) amb 2 nominacions i Capote (Bennett Miller, 2005) biopic de l'escriptor Truman Capote que va obtenir 5 nominacions i premi al millor actor per a Philip Seymur Hoffman. En 2008 Sean Penn va obtenir l'Oscar al millor actor per la seva interpretació en la pel·lícula Milk (Gus Van Sant, 2008), basada en la biografia del polític gai Harvey Milk. Entre altres pel·lícules destacades del final de la dècada trobem L'enginyós senyor Ripley (Anthony Minghella, la tragicòmica I Love You Phillip Morris (Glenn Ficarra i John Requa, 2009), interpretada per Jim Carrey i Ewan McGregor, o Prayers for Bobby (Russell Mulcahy, 2009) basada en la novel·la homònima de Leroy Aarons i interpretada per Ryan Kelley i Sigourney Weaver, que s'origina en una història real ocorreguda a finalitats dels anys setanta i principis dels vuitanta.

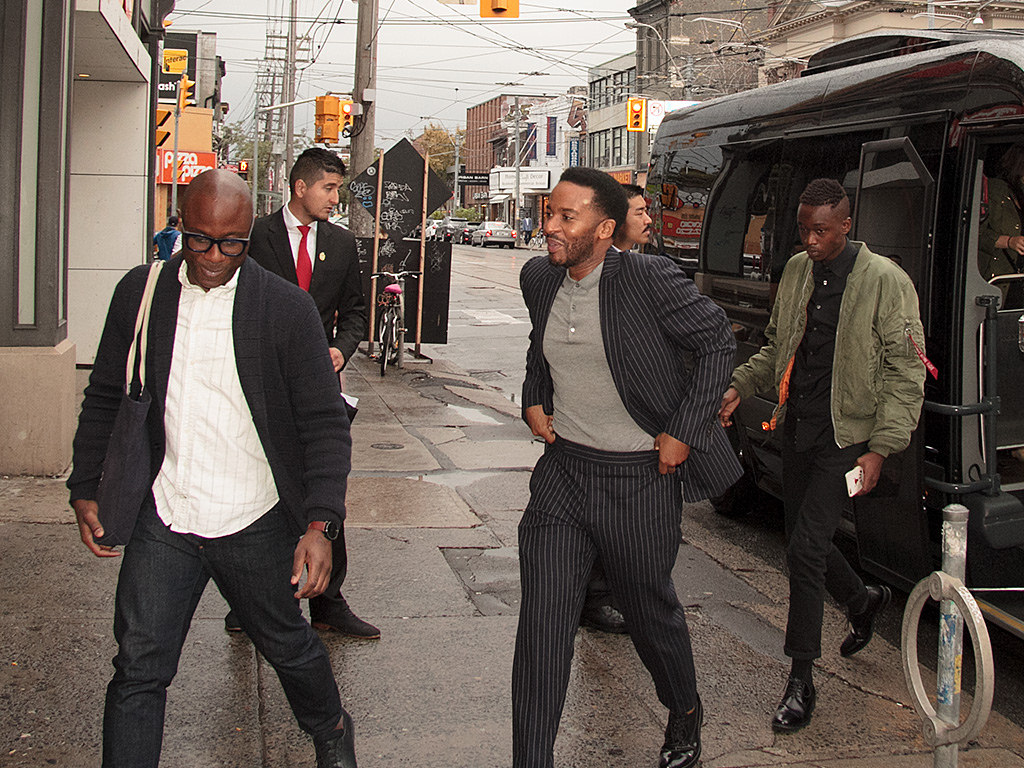
Barry Jenkins (guionista i director) al costat dels actors André Holland (Kevin) i Ashton Sanders (Chiron) de la pel·lícula Moonlight, Oscar i Globus d'Or a millor pel·lícula en 2017.

En l'edició de 2017 dels Premis Oscar la pel·lícula Moonlight (Barry Jenkins, 2016) va ser proclamada com Óscar a la millor pel·lícula de l'any després que, arran d'una confusió en el lliurament dels sobres, Faye Dunaway i Warren Beatty inicialment comunicaren que el premi corresponia al musical La La Land (Damien Chazelle, 2016). Moonlight es va alçar amb els Óscar a millor pel·lícula, millor actor secundari (Mahersala Ali) i millor guió adaptat (Barry Jenkins i Tarell Alvin McCraney) i també va aconseguir el Globus d'Or 2017 a la millor pel·lícula, narrant la història d'un jove afroamericà que creix en una conflictiva zona de Miami. Estructurada en tres parts, corresponents a la infància, l'adolescència i l'edat adulta, Moonlight mostra la vida de Chiron (Alex Hibbert, Ashton Sanders i Trevante Rhodes), un noi orfe de pare, tímid i retret, la mare del qual és addicta al crack i els seus companys de classe li fan bullying, qui gradualment descobreix la seva homosexualitat al costat del seu amic Kevin (Jaden Piner, Jharell Jerome i André Holland).

### Cinema independent i de gènere
La principal diferència entre la indústria de Hollywood i les productores de cinema independent en tractar el tema de l'homosexualitat radica que aquests últims ho fan sense jutjar la sexualitat dels personatges o qüestionar les seves motivacions. Les primeres produccions cinematogràfiques se circumscriuen al denominat "cinema d'explotació" que presenta diverses temàtiques lascives de la ficció d'explotació com el crim, el sexe, la violència i les drogues.

#### Orígens: Cinema Cautionary (1930-1940)
Les primeres representacions de l'homosexualitat en el cinema independent nord-americà es remunten al denominat cinema cautionary dels anys 30 del segle xx. En aquest tipus de pel·lícules es mostraven temàtiques com el consum de drogues, el mestissatge, la promiscuïtat, la homosexualitat, el avortament i la fornicació amb la finalitat oficial d'educar i "prevenir" a l'audiència. Malgrat això constantment s'introduïen idees errònies i gaudien d'alta popularitat. El cinema cautionary va tenir lloc per la falta de censura prèvia a l'aplicació del denominat Codi Hays.

#### Cinema d'explotació (1950-1970)

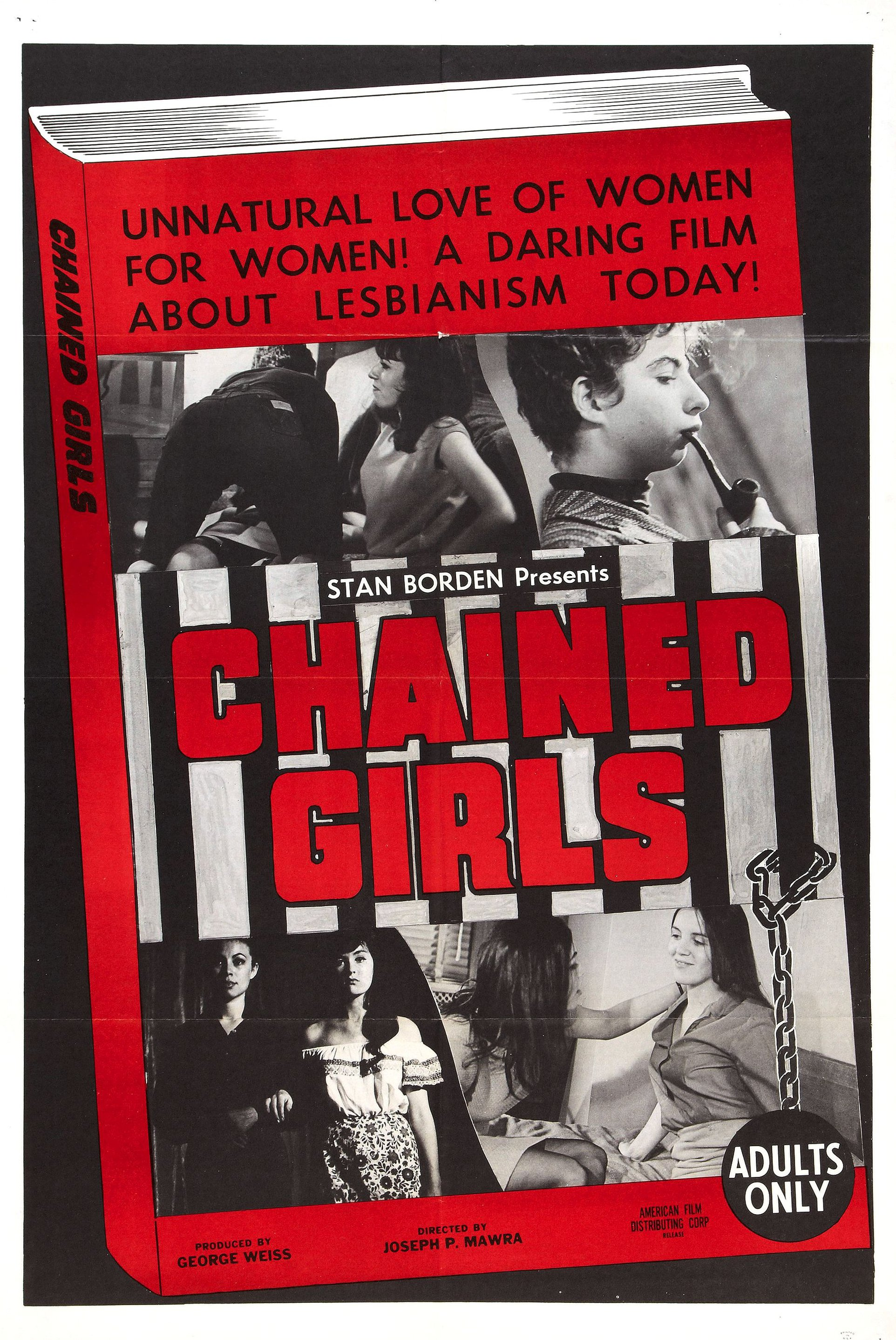
Promocional del sexploitation lèsbic Chained Girls (1968).

El cinema d'explotació es refereix a les temàtiques recurrents o les produccions cinematogràfiques, generalment de baix pressupost, que pretenen obtenir èxit comercial i col·locar-se dins del culte popular amb temàtiques escabroses, més que amb la seva qualitat estètica. La seva època daurada va tenir lloc entre els anys 60 i 70 del segle XX amb la popularització de l'estètica camp de l'efeminament i la cultura closet anterior als disturbis de Stonewall que referia a l'homosexualitat i les identitats transgènere com el drag.
Una de les primeres pel·lícules sobre travestisme que es van rodar al marge de la indústria de Hollywood va ser la producció de sèrie B Glen o Glenda (Ed Wood, 1953) protagonitzada pel seu director que ha passat a la posteritat en ser qualificat com "el pitjor director de tots els temps". L'argument de Glen o Glenda es basa en la seva pròpia vida i en la de Christine Jorgenson un dels primers transsexuals que va canviar de sexe. Un altre director tan iconoclasta com Wood va ser Kenneth Anger, realitzador que va influir considerablement en el cinema modern i en les pel·lícules del qual, incloent la més famosa, Scorpio Rising (1963), tenien cabuda el fetitxisme gai, l'ocultisme i droga.

#### Cinema contemporani: A partir dels 60

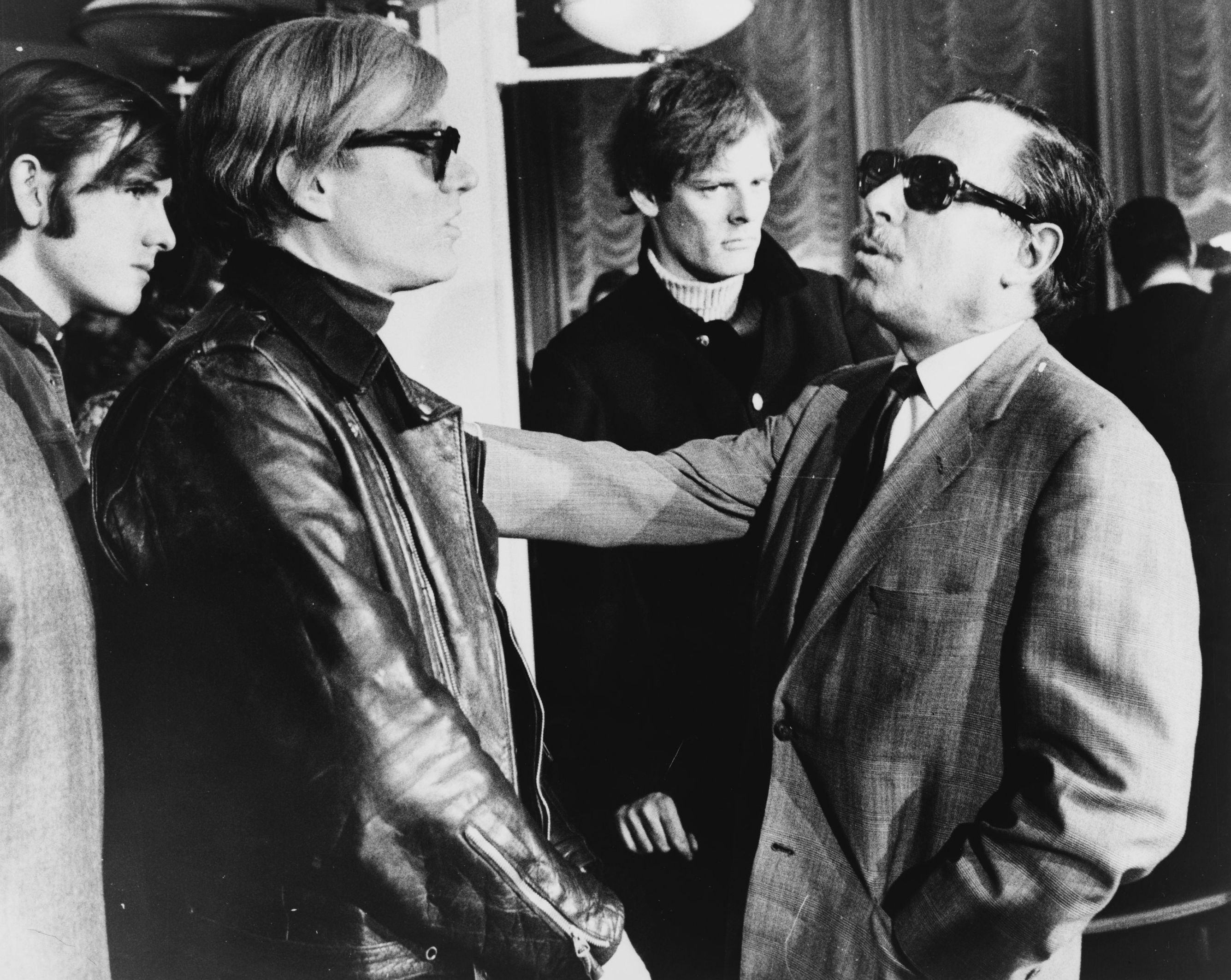
Andy Warhol, Paul Morrissey i Tennessee Williams. Tres icones de la cultura LGBT nord-americana del.

Durant la segona meitat dels 60 el director Paul Morrissey, amb la producció de Andy Warhol, va rodar en la Factory nombroses pel·lícules experimentals que tractaven l'homosexualitat i la transsexualitat sense objeccions. Entre elles destaquen Entre elles destaquen Lonesome Cowboys (1968), un western ambientat en un poble habitat únicament per homes i, especialment, la trilogia Flesh. Composta per Flesh (1968), Trash (1970) i Heat (1972) aquesta trilogia de pel·lícules van ser pioneres en mostrar el cos masculí com a objecte eròtic i van convertir al seu actor protagonista Joe Dallesandro en un símbol sexual gai.
Pel·lícules com les de Warhol i Morrissey i l'auge de la contracultura dels anys 60 van possibilitar el naixement del cinema underground de la dècada posterior, gènere en el qual s'enquadren diverses directores el cinema de les quals es va caracteritzar per abordar el lesbianisme des d'una postura política i feminista. La primera a fer-ho va ser la realitzadora Barbara Hammer qui, des de 1968, ha rodat nombroses pel·lícules experimentals d'aquesta temàtica de la qual és considerada la pionera. Hammer ha tractat l'erotisme lèsbic i ha representat el cos femení sense tabús en pel·lícules com Dyketactics (1974), Menses (1974) i Multiple Orgasm (1976). Una altra de les representants importants del cinema feminista lèsbic ha estat Jan Oxenberg, les pel·lícules de la qual critiquen els estereotips culturals heterosexuals i els homosexuals, emprant per a això un particular sentit de l'humor que a vegades genera controvèrsia. El treball de Hammer i Oxenberg ha influït a diverses directores que han aprofundit en aquesta representació militant del lesbianisme, oposada a la qual tradicionalment ha ofert la cultura dominant. Algunes d'elles han estat Greta Scchiller, Su Friedrich i Lizzie Borden.

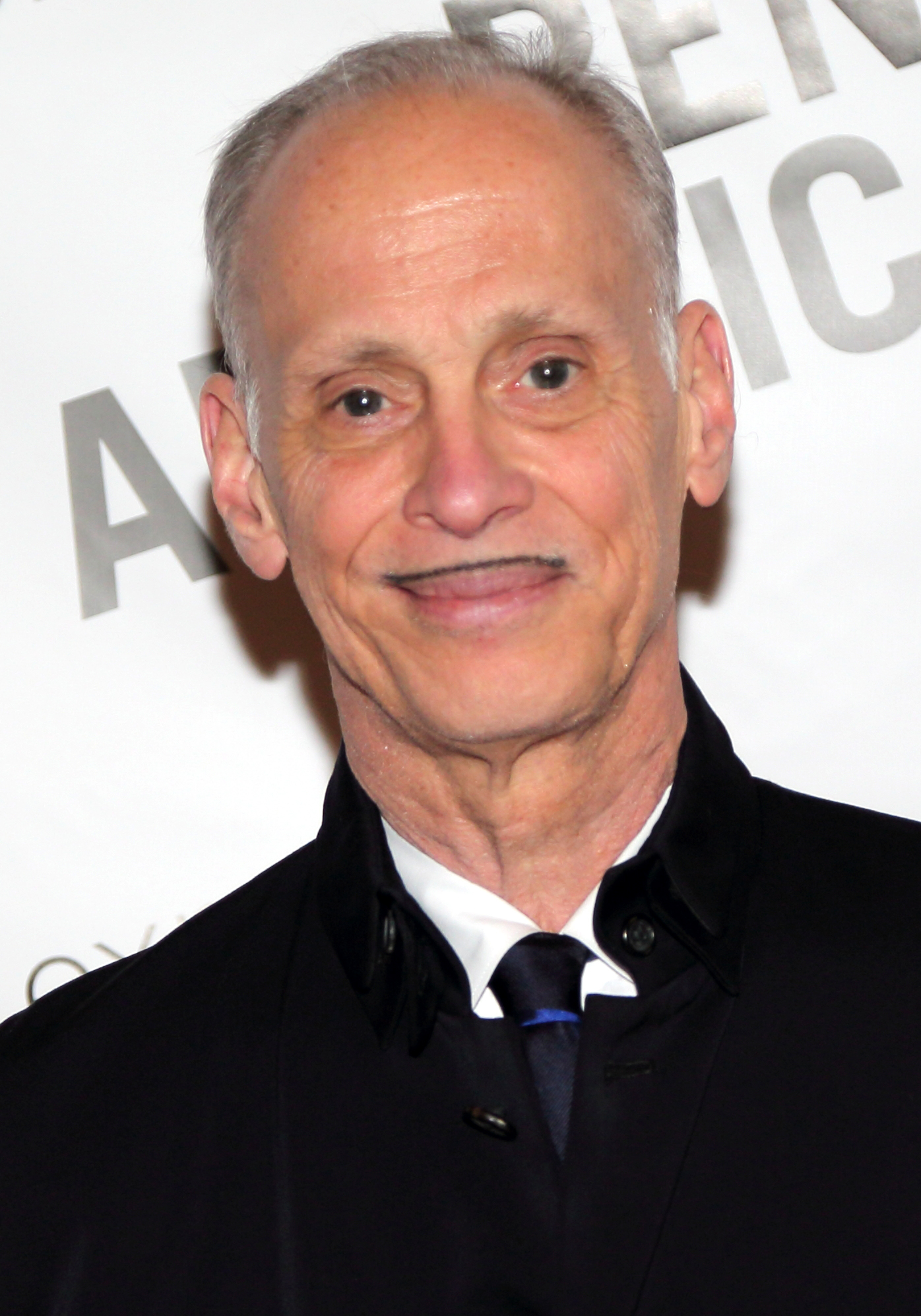
El cinema de John Waters, especialment les seves produccions al costat de Divine, és provocador, disbauxat i hilarant.

També durant els anys 70, John Waters es va convertir en un referent bàsic en el cinema independent i en un cineasta de culte gràcies a les seves comèdies grolleres, satíriques i irreverents. L'homosexualitat, el travestisme i el camp estan presents en totes les seves pel·lícules, moltes de les quals van ser protagonitzades pel seu company sentimental, el drag queen Divine. La seva pel·lícula més emblemàtica és Pink Flamingos (1972), en la qual la família de Divine competeix amb una altra per ser la família més repulsiva del món. Altres treballs notables de la seva trajectòria són Polyester (1981) i Hairspray (1988).
Encara que si bé durant la dècada dels vuitanta i mediats dels noranta, la indústria de cinema independent tractava el tema des d'un punt de vista dramàtic, mai es va fer des d'un punt de vista moral. D'aquesta època, destaquen pel·lícules com Companys inseparables (Norman Rene, 1990) o És la meva festa (Randal Kleiser, 1996). Poques pel·lícules es van desprendre en aquella època del dramatisme: una de les primeres a fer-ho va ser Mitja hora més amb tu (Donna Deitch, 1985), una pel·lícula de temàtica lèsbica (la primera dirigida per una dona) en la qual totes dues protagonistes gaudien d'un final feliç.

##### New Queer Cinema
A principis dels anys 90 el corrent denominat New Queer Cinema, a través del seu enfocament radical de l'homosexualitat, va desafiar tant el cinema convencional com els activistes LGBT, els quals, després de dècades de esteretipos negatius en el cinema sobre lesbianes i gais, començaven a demanar que les pel·lícules donessin una bona imatge d'aquests col·lectius Les pel·lícules precursores del moviment foren Mala Noche (Gus Van Sant, 1985) que mostra la relació entre Walt Tim Streeter, un jove homosexual encarregat d'una tenda, i dos joves mexicans, Johnny (Doug Cooeyate) i Roberto "Pepper" (Ray Monge). Parting Glances (Bill Sherwood, 1986) va ser una de les primeres produccions que van abordar la sida en el cinema, en la qual dues persones han d'acomiadar-se davant la imminència de la mort. Ambdues pel·lícules són considerades obres de culte.

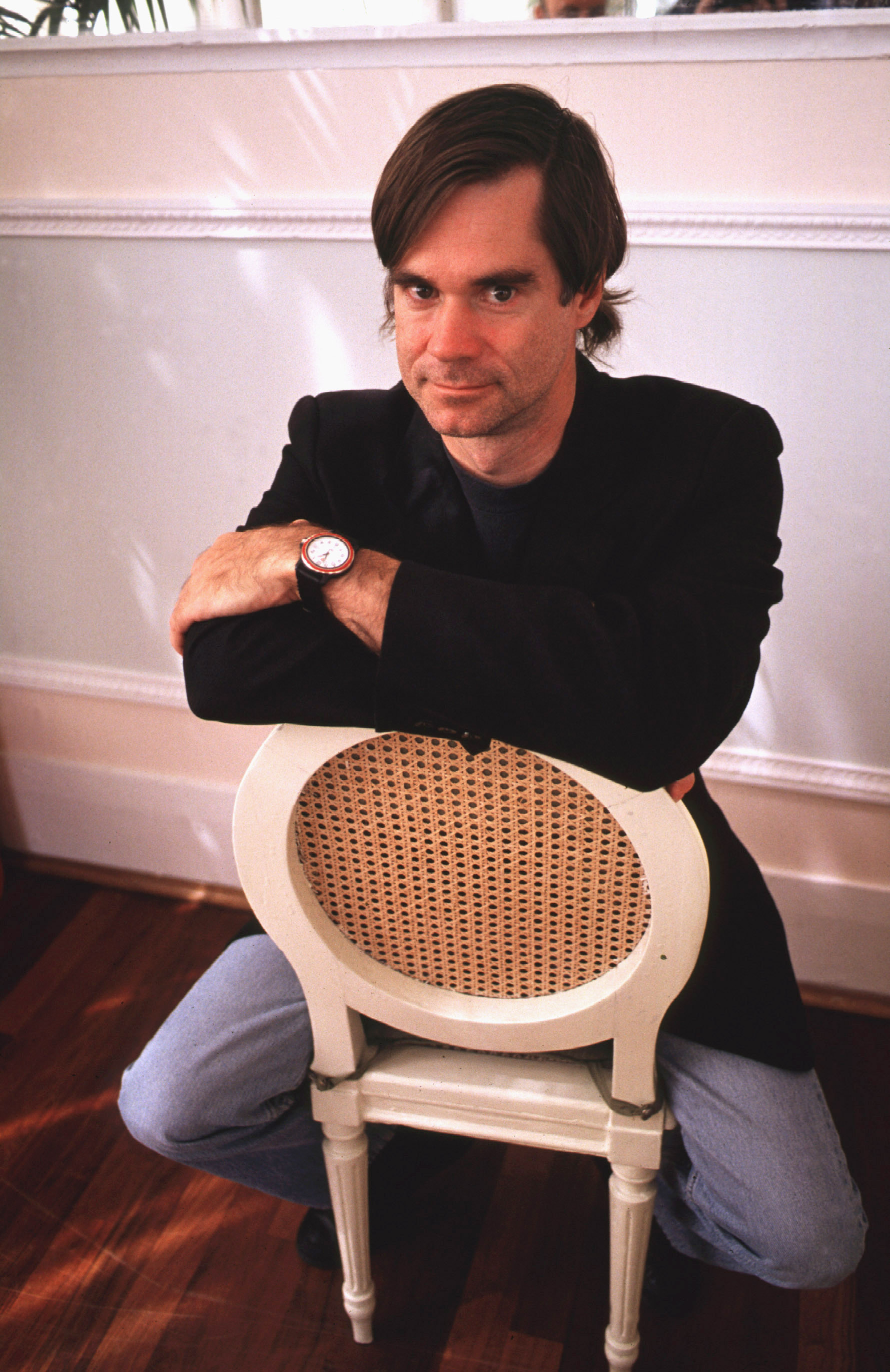
Gus Van Sant, un dels més coneguts representants del New Queer Cinema nord-americà.

Entre les pel·lícules més representatives, i de major repercussió, figuren My Own Private Idaho (Gus Van Sant, 1991), interpretada per River Phoenix i Keanu Reeves, que narra les aventures de dos joves prostituts (un d'ells narcolèptic) a Portland. A Poison (Todd Haynes, 1991) podem veure diverses històries entrellaçades inspirades en escrits de Jean Genet. Swoon (Tom Kalin, 1991) tracta l'assassinat comès per dos estudiants de la Universitat de Chicago contra un company d'estudis per a demostrar el seu intel·lecte superior. El mateix tema va ser portat a la pantalla gran per Alfred Hitchcock en la pel·lícula La soga (1948) o per Richard Fleischer a Compulsion (1959). Totally Fucked Up (Gregg Araki, 1993) és la primera part d'una "trilogia de l'apocalipsi adolescent" i narra les disfuncionals vides de sis adolescents homosexuals que formen una "família" ajudant-se a afrontar els obstacles de la vida. Go Fish (Rose Troche, 1994), pel·lícula que mostrava la vida d'un grup d'amigues lesbianes i que va obtenir grans elogis per part de la crítica. Segons el crític Diego Tretorola en una pel·lícula queer l'homosexualitat és menys una pràctica estabilitzada, és a dir un hàbit social, que una performance, una acció que no pot ser repetida ni consumida. En aquestes pel·lícules, la sexualitat en general no està representada necessàriament per imatges digeribles i acceptables. La seva sola presència té un valor crític que desestabilitza els cànons tradicionalistes.
Amb l'excepció de Gregg Araki, que continua realitzant pel·lícules que clarament s'inscriuen en els postulats del New Queer Cinema, la resta de directors han modulat les seves postures o van ampliar el seu discurs cinematogràfic. No obstant això aquesta visió de l'homosexualitat allunyada de les convencions socials establertes està present en altres pel·lícules independents posteriors. Alguns exemples els constitueixen Jo vaig disparar a l'Andy Warhol (Mary Harron, 1995), basada en la vida de la feminista radical Valerie Solanas. Boys Don't Cry (Kimberly Pierce, 1999) relata la història real de Brandon Teena una dona jove que desitja ser home i que és assassinada per transfòbia. L'obra de John Cameron Mitchell inclou pel·lícules com Hedwig and the Angry Inch (2001), centrada en la història d'un cantant de rock transgènere, o Shortbus (2006), que incorpora sexe explícit de manera natural, mostra uns rols poc convencionals.The Fluffer (Richard Glatzer i Wash West, 2001) presenta un triangle amorós en el context del cinema per a adults homosexual i inclou cameos de personalitats rellevants d'aquesta indústria com Chi Chi LaRue, Ron Jeremy o Karen Dior.
Alguns dels recuperadors del cinema clàssic en els anys 90 fan picades d'ullet a la forma de retratar l'homosexualitat en les pel·lícules d'aquells anys. En la cinta dels germans Coen Mort entre les flors (1990) existeix un inquietant i vetllat triangle amorós entre els gángsters interpretats per John Turturro, Steve Buscemi i J.E. Freeman, encara que mai es diu la paraula "homosexual".
També s'han filmat comèdies romàntiques sense càrrega dramàtica, tractant la temàtica LGBT des del punt de vista de la quotidià: Tres maneres d'estimar (Andrew Fleming, 1994) presenta a dos companys d'habitació que es veuen obligats a compartir-la amb una noia per un error burocràtic. A Jeffrey (Christopher Ashley, 1995) un cambrer gai aspirant a actor decideix deixar de practicar sexe definitivament per por de la sida. Perseguint l'Amy (Kevin Smith, 1997), interpretada per Ben Affleck, conta la història d'un dibuixant de còmics que s'enamora d'una altra dibuixant lesbiana. Fes-me un petó, Guido (Tony Vitale, 1997) presenta el conflicte entre un actor homosexual que s'enamora d'un aspirant a actor heterosexual amb el qual comparteix pis. A Trick (Jim Fall, 1999) dos joves gais no poden trobar un lloc on poder enrotllar-se a La Gran Poma. La importància dels amics per a tirar endavant es reflecteix a The Broken Hearts Club: A Romantic Comedy (Greg Berlanti, 2000). Eating Out (Allan Brocka, 2004) i les seves seqüeles posteriors Sloopy Seconds (2006), All you can eat (2009) i Drama Camp (2011) actualitza els patrons de les comèdies d'intriga de George Cukor. Saved! (Brian Dannelly, 2004) és una comèdia adolescent que satiritza les temàtiques religioses. All over the guy (Julie Davis, 2001) és una comèdia romática protagonitzada per una parella homosexual que intenta formar una nova parella per a dues dels seus amics que, aparentment, no tenen res en comú. Com a pel·lícula inclassificable cal esmentar Chain of Desire (Temístocles López, 1992), interpretada per Linda Fiorentino i Elias Koteas, en la qual una sèrie d'històries i personatges s'uneixen entre si pel "desig".

##### Pel·lícules de terror: cinema de "Vampirs Homosexuals" i Queer Horror
Hi ha teories que indiquen que el cinema dedicat a monstres clàssics, com Dràcula (Tod Browning, 1931) o L'Home Invisible (James Whale, 1933), amaguen una doble lectura com a pel·lícules que reflecteixen l'homosexualitat o posseeixen un caràcter homoerótico més o menys vetllat. La influència d'aquests clàssics es pot veure en produccions posteriors com Lemora: A Child's Tale of the Supernatural (Richard Blackburn, 1973), pel·lícula en què la imponent i inquietant Lemora sedueix a una angelical Lila Lee. La coproducció britànic-estatunidenca The Fearless Vampire Killers (Roman Polanski, 1967), una comèdia negra en la qual el seu protagonista és perseguit per un vampir homosexual pràcticament desballestat, va obtenir gran èxit i seria el seu exemple a la inverses.

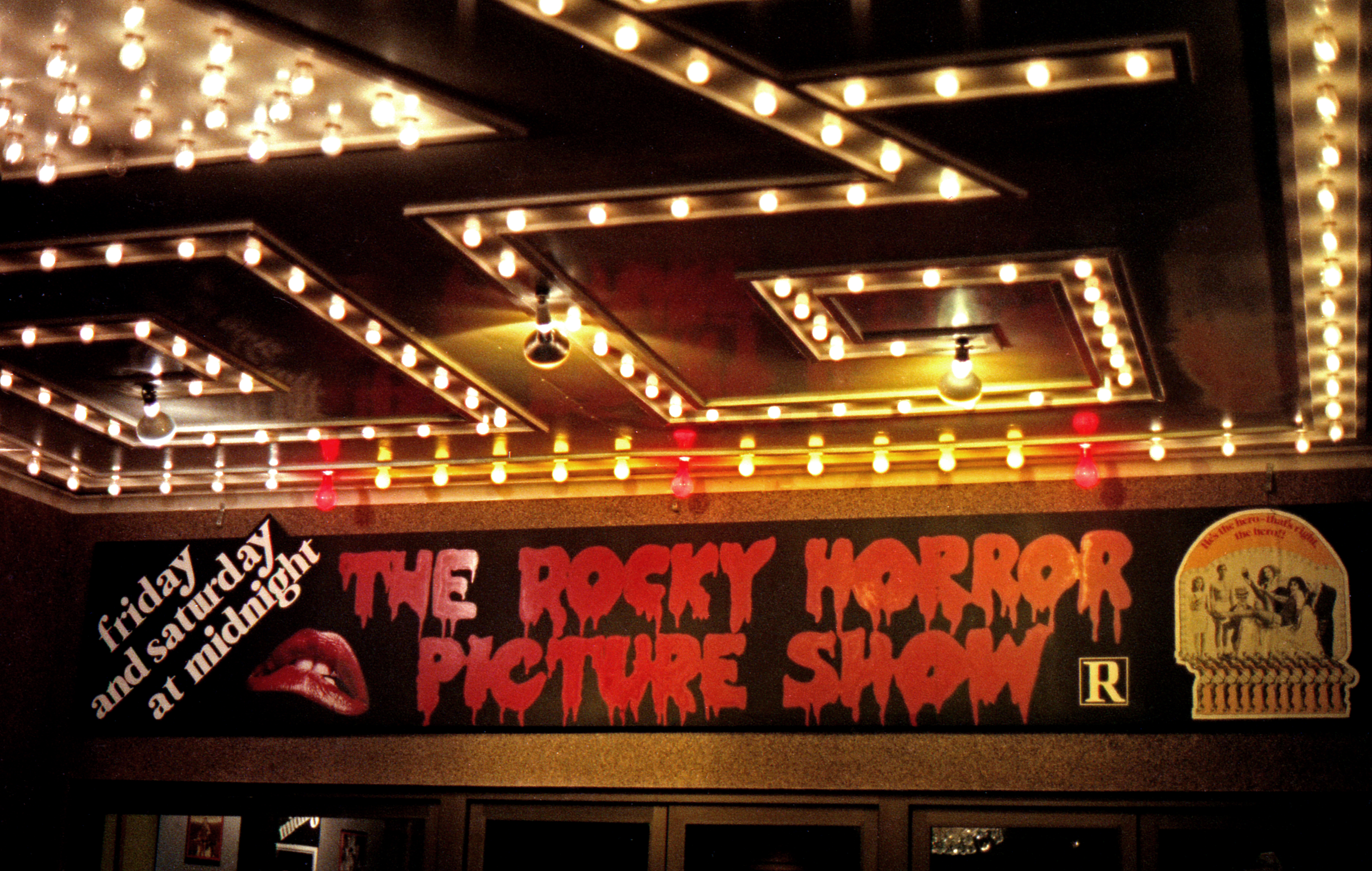
The Rocky Horror Picture Show (Jim Sharman, 1975) una icona disbauxat i transgressor que segueix en la cartellera de cinemes i teatres.

No pot oblidar-se fer referència a l'inclassificable i imprescindible musical disbauxat The Rocky Horror Picture Show (Jim Sharman, 1975), que combina de forma magistral i divertida el transformisme, el Rock & Roll, l'homosexualitat i les primeres relacions sexuals dels protagonistes amanit amb uns efectes especials que serien els utilitzats en sèries televisives com Els Power Rangers. Interpretat per Tim Curry o Susan Sarandon és la versió en pel·lícula del musical homònim que continua projectant-se en sessions especials al llarg del planeta i la seva versió teatral continua representant-se.
Dins del que és el cinema de terror existeix el denominat Queer Horror que aplica les característiques del cinema slasher en un àmbit homosexual. Entre alguns exemples cal destacar Hellbent (Paul Etheredge-Ouzts, 2004), els creadors dels quals es vanen d'haver creat la primera pel·lícula de gènere slasher homosexual, en la qual un assassí va acabant amb la vida de diversos homosexuals mentre aquests celebren les festes d'Halloween. En Dead Serious (Joe Sullivan, 2005) un grup de veïns sectaris busquen acabar amb l'activitat d'un bar gai, per a acabar amb la "indecència", i es revela que el bar no només pertany a la màfia del barri sinó que aquesta està encapçalada per vampirs. Finalment destaca October Moon (Jason Paul Collum, 2005) en la qual un home comença a ser rebutjat per la seva família, amics i xicota quan s'adonen de l'atracció que sent pel seu ajudant.

## Cinema d'Europa

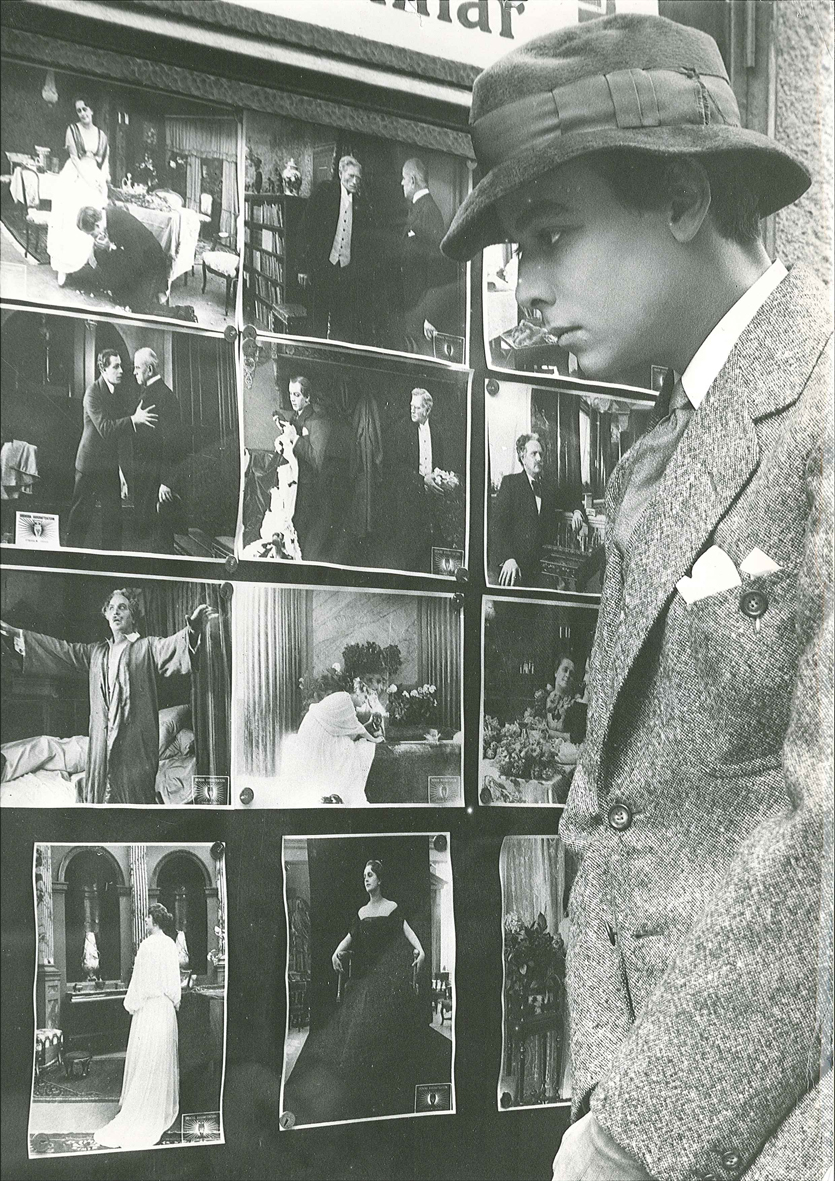
L'actor debutant Nils Asther observant fotos de les escenes de Vingarne (Mauritz Stiller, 1916)

A Europa, igual que en el cinema independent nord-americà, es van rodar pel·lícules de temàtica homosexual que tampoc entraven dins del que era la "moralitat" imperant i van tractar el tema des del punt de vista normalitzat i quotidià molt abans que en el cinema produït a Hollywood. No obstant això la primera pel·lícula en el món que va tractar una relació homosexual com a tema principal del seu guió va ser la sueca Vingarne (Mauritz Stiller, 1916).
La filmografia europea ha generat un bon nombre de pel·lícules que van destacar internacionalment com Morte a Venezia (Luchino Visconti, 1971), Salò o le 120 giornate di Sodoma (Pier Paolo Pasolini, 1975), Querelle (Rainer Werner Fassbinder, 1982), Joc de llàgrimes (Neil Jordan, 1992), Edward II (Derek Jarman, 1991), L'home desitjat (Sönke Wortmann, 1994), Beautiful Thing (Hettie Macdonald, 1996), Krámpack (Cesc Gay, 2000) o Sommersturm (Marco Kreuzpaintner, 2004).

### Cinema alemany
Durant els primers anys de la història del cinema, Alemanya va ser el país més prolífic a retratar als homosexuals. Des de la fi de la Primera Guerra Mundial fins a l'arribada de Hitler al poder, va ser freqüent que moltes pel·lícules alemanyes fessin al·lusions a l'homosexualitat i fins i tot que aquesta fos la seva trama principal. També es van filmar desenes de documentals i curtmetratges que intentaven combatre el menyspreu cap als homosexuals, molts d'ells produïts per l'Institut für Sexualwissenschaft, creat pel pioner de l'activisme gai Magnus Hirschfeld.

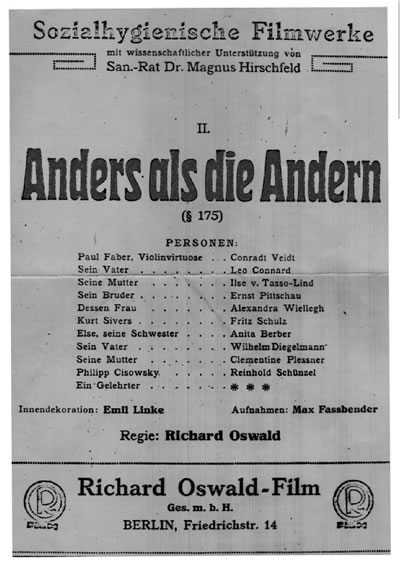
Cartell de la pel·lícula Diferent de la resta dirigida en 1919 per Richard Oswald.

Un dels films en els quals es va involucrar Hirschfeld va ser Diferent de la resta (Richard Oswald, 1919), cinta que gira entorn d'un músic gai que és extorquit per la seva condició sexual. La pel·lícula pren posició en contra de l'article 175 del Codi Penal alemany, que condemnava l'homosexualitat amb la presó. Posteriorment va ser prohibida, les seves còpies cremades, i va romandre en l'oblit fins que en 1979 es va trobar a Ucraïna la major part del film. En l'edició de 2016 del Festival Internacional de Cinema de Berlín es va projectar una versió restaurada de 50 minuts de durada. En la mateixa dècada l'homosexualitat femenina també va ser reflectida en la comèdia d'intriga Zapatas Bande (Urban Gad, 1914) i a No vull ser un home (Ernst Lubitsch, 1918) insinuant-se coquetejos entre dues dones, una d'elles caracteritzada amb robes d'home, que acaben quan es descobreix el veritable gènere d'aquesta última.
En els anys 20 va veure la llum una nova versió de la pel·lícula sueca Vingarne (Mauritz Stiller, 1916), dirigida en aquesta ocasió per Carl Theodor Dreyer, i més fidel a la novel·la de 1904 escrita per Herman Bang titulada, com el film, Mikaël (1924). Compte la història d'un famós pintor anomenat Claude Zoret (Benjamin Christensen) que s'enamora d'un dels seus models, Mikaël (Walter Slezak) i per un temps tots dos viuen junts feliçment. Una altra cinta destacada del període va ser Geschlecht in Fesseln (Wilhelm Dieterle, 1928) que relata l'amor entre dos presoners d'una presó alemanya. Die Büchse der Pandora (Georg Wilhelm Pabst, 1929) és un clàssic del cinema mut que conta la història d'una artista de vodevil, de naturalesa desinhibida i sexualitat lliure, que acaba sucumbint davant Jack l'Esbudellador. En la pel·lícula també apareix el personatge de la comtessa Geschwitz, que corteja a la protagonista, personatge que va ser escurçat notablement en comparació amb l'obra de teatre en la qual es basa.
Ja arribat el cinema sonor, es va estrenar la primera pel·lícula obertament lèsbica de la història del cinema: Mädchen in Uniform (Leontine Sagan, 1931). Basada en una obra de teatre de Christa Winsloe, la trama transcorre en un internat femení en el qual una alumna s'enamora d'una professora. La noia troba una severa oposició al seu amor en la directora del col·legi, que el considera un escàndol. El film, a més de ser un al·legat en favor de l'amor entre dones, també conté crítiques directes al llavors incipient nacionalsocialisme alemany. Dos anys més tard es filmaria Anna i Elisabeth (Frank Wysbar, 1933) interpretada per Dorothea Wieck i Hertha Thiele, les mateixes actrius protagonistes de Noies d'uniforme, que mostra la intensa relació existent entre dues dones joves, una d'elles paraplègica, encara que aquesta vegada sense el subtexto eròtic de l'anterior. En el mateix any es va rodar Viktor und Viktoria (Reinhold Schünzel, 1933), pel·lícula en la qual destaca la subversió dels gèneres sexuals en mostrar a una jove que, per a sortir de la pobresa, es fa passar un home que al seu torn ha de representar a una dona en un espectacle de cabaret. Caracteritzada amb aspecte masculí, intentarà captar l'atenció d'un home heterosexual.
Després de la instauració del Tercer Reich, entre els anys 1933 i 1945, la majoria d'aquestes pel·lícules van ser prohibides, començant així en el cinema alemany una etapa de silenci respecte a l'homosexualitat que duraria fins a finals dels anys 50.

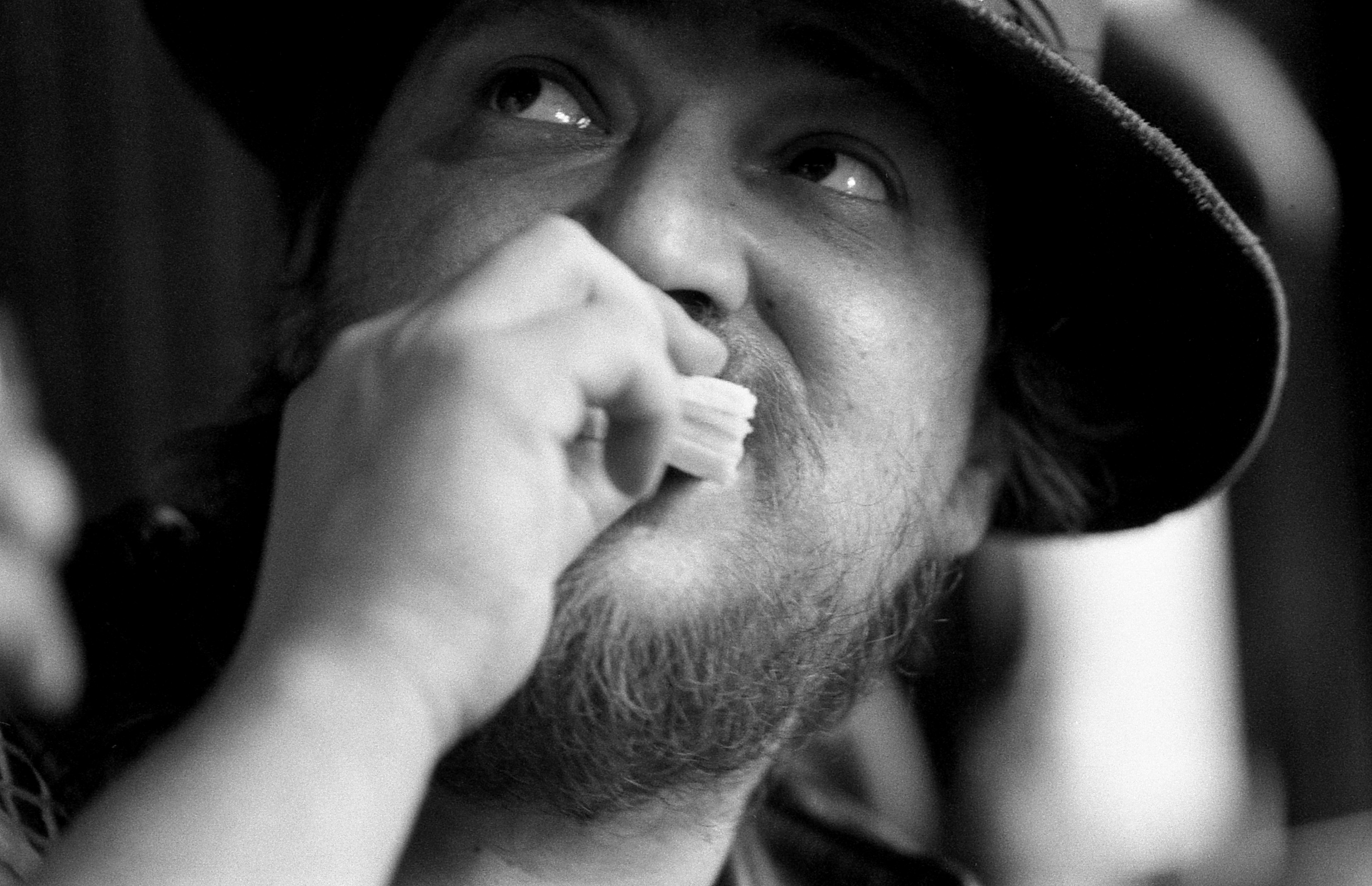
Rainer Werner Fassbinder (1945-1982) director de cinema alemany

No seria fins als anys 60 quan la temàtica homosexual ressorgiria gràcies al denominat "Nou cinema alemany" i el seu representant més carismàtic: Rainer Werner Fassbinder. Amb una filmografia de 41 pel·lícules, malgrat la seva prematura mort amb tan sols 36 anys, Fassbinder va aconseguir trobar un llenguatge propi per a mostrar l'homosexualitat, posant gran èmfasi en les relacions de dominació/submissió en les quals un dels membres de la parella explota interessadament a l'altre, intentant equiparar la explotació sexual a l'opressió en la societat capitalista. Alguns exemples els trobem en les relacions lèsbiques que narra a Les amargues llàgrimes de Petra von Kant (1972) o la relació entre dos homes homosexuals de diferent classe social, un d'ells interpretat pel mateix director, a La llei del més fort (1974). La seva obra pòstuma, Querelle (1982), era una adaptació de la novel·la homònima de Jean Genet i incloïa escenes amb un fort contingut sexual protagonitzades per l'actor Brad Davis, ja convertit en un símbol homoeròtic.
Dins del mateix moviment cinematogràfic alemany s'enquadren les pel·lícules del controvertit Rosa von Praunheim, qui va adoptar el seu nom artístic en referència al Rosa Winkel, el triangle rosa que els homosexuals havien de portar als camps de concentració nazis. Von Praunheim ha compaginat la política i l'activisme LGBT amb la seva labor com a cineasta en la qual, al llarg de la seva prolífica filmografia, s'ha servit de l'estètica camp i de la cultura pop per a denunciar la discriminació sexual i criticar la cultura gai oficial. La seva carrera va començar criticant els ambients gais més promiscus amb la cinta Nicht der Homosexuelle ist pervers, sondern die Situation, in der er lebt (1970), continuant fins a arribar a rodar més de 50 pel·lícules, en les quals ha abordat des de la biografia del metge i sexòleg Magnus Hirschfeld a Der Einstein des Sex (1999) fins al drama de la sida.

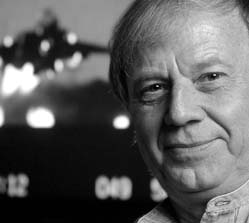
AAbans de realitzar les seves pel·lícules als Estats Units Wolfgang Petersen va dirigir interessants pel·lícules en la seva Alemanya natal com El submarí (1981)

Un altre cineasta alemany que ha tractat l'homosexualitat masculina va ser Frank Ripploh (1949-2002), el primer film de la qual, l'explícit Taxi zoom Klo (1981) basat en les seves fantasies i escapades sexuals, va obtenir certa rellevància internacional i el Premi Max Ophuls.
Per la seva part Wolfgang Petersen, abans de traslladar-se a Hollywood per a filmar pel·lícules com Air Force One (1997) o Troia (2004), també va ser aclamat a tot el món amb la pel·lícula Die Konsequenz (1977) relatant la repressió que sofreixen els homosexuals fins i tot en les societats més avançades. El submarí (1981), ambientada en un submarí alemany durant la Segona Guerra Mundial, també va obtenir profunda repercussió.
La directora Ulrike Ottinger es va convertir en una figura de culte dins del cinema lèsbic amb els seus avantguardistes i estilitzades pel·lícules Laokoon and Söhne (1975) i Madame X: Eine Absolute Herrscherin (1978), en les quals la sexualitat dels seus personatges femenins està suggerida, però sempre present.
La sexualitat lesbiana més transgressora, especialment el sadomasoquisme, ha estat explorada per la cineasta Monika Treut en les seves pel·lícules i documentals. En la seva filmografia es troben títols com Bondage (1983), Female Misbehavior (1993) o Max (1992), documental en el qual reflecteix el pas de dona a home d'un transsexual masculí.

### Cinema britànic
Les primeres aparicions de personatges homosexuals en el cinema britànic es deuen a algunes de les primeres pel·lícules mudes de Alfred Hitchcock, com la modista de The Pleasure Garden (1925) o el jove atractiu encarnat per Ivor Novello a The Lodger (1926). Tanmateix és Borderline (Kenneth Macpherson, 1930) la primera pel·lícula que mostra temàtiques complexes com l'homosexualitat, les relacions interraciales o l'adulteri. De la mateixa dècada destaca First a Girl (Victor Saville, 1935), adaptació britànica de Victor o Victoria -dirigida per l'alemany Reinhold Schünzel en 1933-, que narra la història d'una cantant de cabaret frustrada perquè no aconsegueix que la seva carrera arrenqui i la sort de la qual canviarà quan es faci passar per un home que es disfressa de dona.

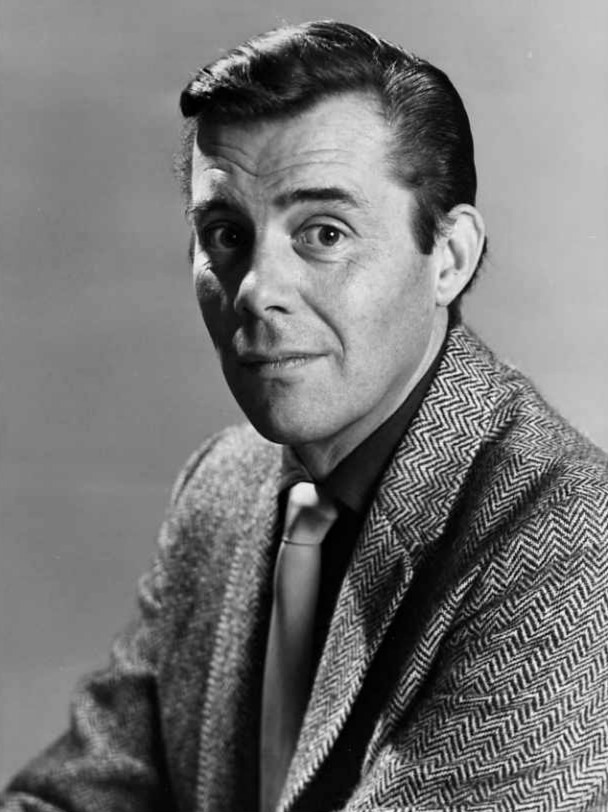
Dirk Bogarde, protagonista de La víctima (Basil Dearden, 1961)

No obstant això la primera pel·lícula que sol considerar-se la pedra fundacional del modern cinema homosexual britànic és La víctima (Basil Dearden, 1961). No només aborda la temàtica gai sinó que també utilitza la paraula "homosexual" per primera vegada en una producció cinematogràfica. Igual que altres pel·lícules de la mateixa dècada, va prendre com a referència a la pel·lícula alemanya muda Diferent de la resta (Richard Oswald, 1919) per a contar la història d'un home ben posicionat socialment que rep xantatge per la seva condició homosexual. El film va estar envoltat de polèmica des d'abans del seu rodatge, ja que, en aquesta data, l'homosexualitat encara era delicte al Regne Unit i equivalia a un estigma social. Diversos actors van refusar participar en el projecte fins que finalment va ser l'actor Dirk Bogarde qui la va protagonitzar. En aquesta època encara no havia reconegut públicament la seva sexualitat.
Els últims 50 i els primers 60 també van ser el període de l'apogeu del Free Cinema i dels Angry Young Men, molts de que els seus integrants eren homosexuals o bisexuals. Un dels més importants va ser Tony Richardson qui va signar diverses obres en les quals no es donava una presència protagonista a l'homosexualitat però estava present. Una de les seves pel·lícules més recordades —Mirant enrere amb ira (1958) protagonitzada per Richard Burton—, narrava el declivi d'una relació heterosexual en la qual un dels personatges principals era gai encara que no se'n fes esment durant el metratge. En la seva següent pel·lícula, A taste of honey (1961), va mostrar la convivència entre una jove i el seu company de pis homosexual. D'aquesta etapa, prèvia a la despenalització de l'homosexualitat, destaca la pel·lícula L'habitació en forma d'ela (Bryan Forbes, 1962) un de les primeres produccions en comptar amb una lesbiana i un gai entre els seus personatges.
Un any després de la despenalització parcial de l'homosexualitat com a delicte en el Codi Penal es va estrenar la primera pel·lícula sobre lesbianisme rodada en aquest país: The Killing of Sister George (Robert Aldrich, 1968). Basada en una obra teatral, escrita per Frank Marcus en 1964, va provocar controvèrsia en el públic majoritari a causa de la seva temàtica. També va generar reaccions oposades entre la comunitat homosexual, ja que d'una banda presentava a la parella de lesbianes protagonista com a ambicioses, infidels i obsessionades amb el sexe i per una altra va ser una pel·lícula pionera en la seva època en tractar-se de dones segures, triomfadores i que es troben a gust amb la seva sexualitat.
El cinema del controvertit director Ken Russell ha reflectit l'homosexualitat en pel·lícules com Dones enamorades (1969). Basada en la novel·la de D. H. Lawrence i protagonitzada per Glenda Jackson, que va obtenir un Oscar per la seva interpretació, contenia una escena de lluita entre dos homes amb alt contingut eròtic. El tema també apareix en la seva pel·lícula biogràfica sobre el compositor rus Txaikovski, The Music Lovers (1970).

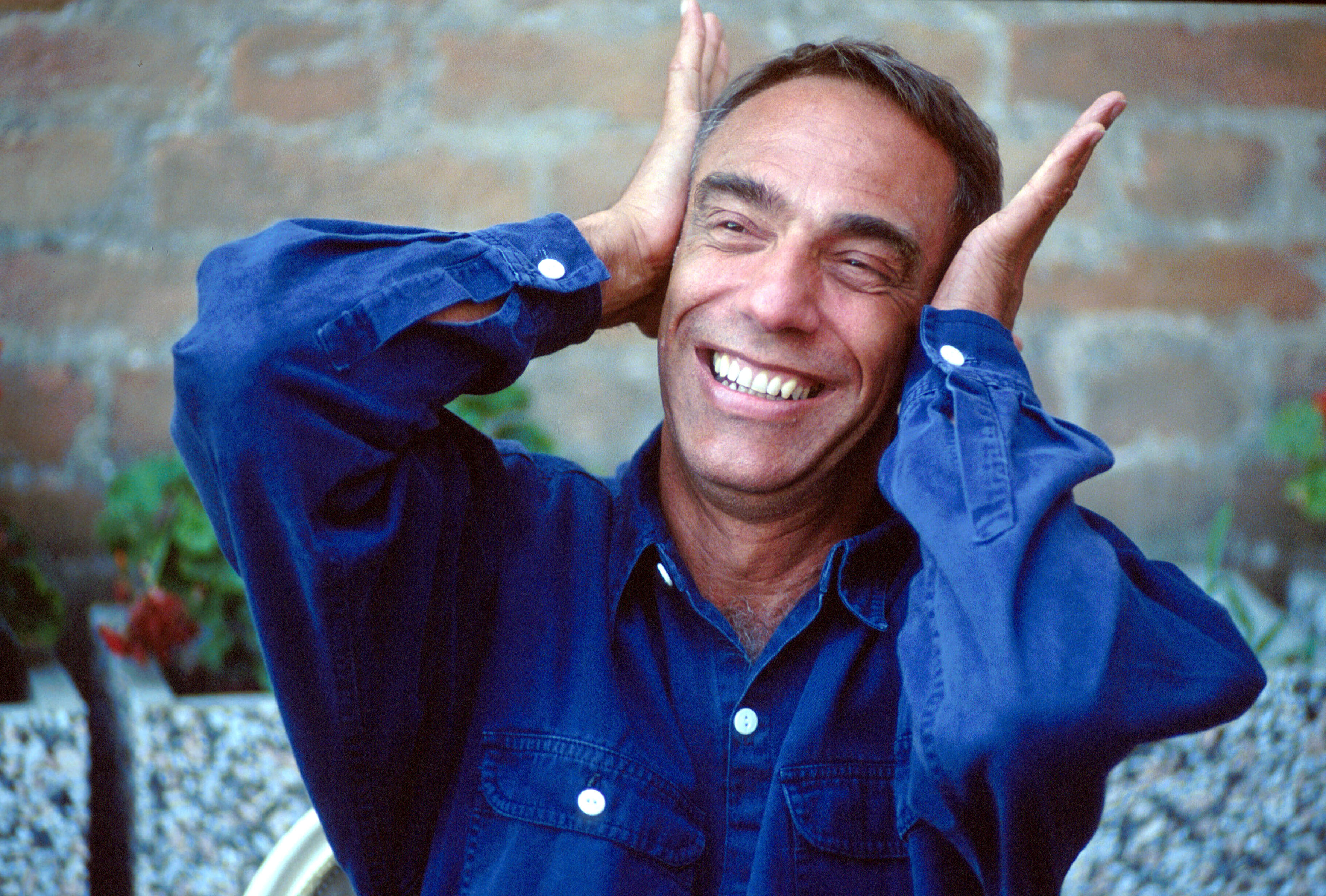
El director de cinema britànic Derek Jarman (1942-1994)

Derek Jarman va començar la seva carrera cinematogràfica amb Sebastiane (1976) un peplum de temàtica homosexual en el qual es contava la vida d'un esclau. Jarman va destacar, fins a la seva mort a causa de la sida en 1994, per ser un personatge polèmic i una figura clau en la cultura pop britànica dels 80, alternant les seves pel·lícules per a la pantalla gran amb la direcció de videoclips i la pintura. Entre tota la seva obra fílmica, en la qual l'homoerotismo i la denúncia de la hipocresia cap a l'homosexualitat són ingredients habituals, van destacar les pel·lícules biogràfiques Caravaggio (1986) i Edward II (1991), basada en l'obra teatral homònima de Christopher Marlowe.
Tant Jarman com Ken Russell van tractar l'homosexualitat al "cinema d'època", cosa que ha estat freqüent dins del cinema britànic, especialment en pel·lícules ambientades en l'era victoriana i en les primeres dècades del segle xx. L'exemple més conegut el constitueix la pel·lícula Maurice (James Ivory, 1987), basada en la novel·la homònima d'E.M. Forster en la qual es reflecteix la situació de clandestinitat a la qual s'enfrontaven els homosexuals en la societat anglesa de principis del segle XX per mitjà de la història d'un home gai que travessa diferents etapes fins a trobar l'amor amb un altre home. L'homosexualitat també està present en altres pel·lícules d'època com Bent (Martin Sherman, 1997), Mrs. Dalloway (Marleen Gorris, 1997) i en pel·lícules biogràfiques com Wilde (Brian Gilbert, 1996), protagonitzada per Stephen Fry, o Carrington (Cristopher Hampton, 1995).

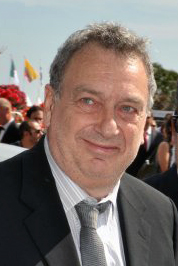
Stephen Frears, director de La meva preciosa bugaderia (1985)

Un altre gènere clàssic en la filmografia britànica és la mescla de temàtica homosexual amb el cinema social, hereu del Free Cinema, en el qual es recullen els problemes i la vida quotidiana de la classe treballadora. Un cineasta homosexual que s'ha mogut en aquest camp ha estat Terence Davies en les seves pel·lícules d'inspiració autobiogràfica com Distant Voices, Still Life (1988), on es narra les penúries d'una família obrera en els anys 40, o The Long Day Closers (1992) que centra la seva atenció en un nen de 12 anys sensible, tímid i introvertit que pertany a una família de classe treballadora. També un dels representants més significatius del cinema britànic contemporani, Stephen Frears, ha combinat totes dues temàtiques en La meva preciosa bugaderia (1985), llargmetratge amb guió de l'escriptor Hanif Kureishi en el qual exposava la relació entre un jove anglo-pakistanès de classe mitjana amb un britànic de classe treballadora. Repetiria temàtica una mica més tard amb Obre't d'orelles (1989), basada en la vida del dramaturg Joe Orton i en la seva tortuosa relació amb el seu company sentimental.
Des d'una mirada més polititzada, el cineasta d'origen irlandès Neil Jordan ha comptat les dificultats a les quals s'enfronten els transsexuals utilitzant com a teló de fons el conflicte d'Irlanda del Nord a Joc de llàgrimes (1992). Interpretada per Stephen Rea, Miranda Richardson, Jaye Davidson i Forest Whitaker, Jordan va obtenir un premi Oscar al millor guió original i cinc nominacions addicionals, incloses millor pel·lícula i millor director. Esmorzar a Plutó (2005) també narra la història d'una noia transsexual a l'Ulster dels anys 70 amb grans moments d'humor interpretats per Cillian Murphy, nominat al Globus d'Or com a actor de comèdia o musical, i Liam Neeson.

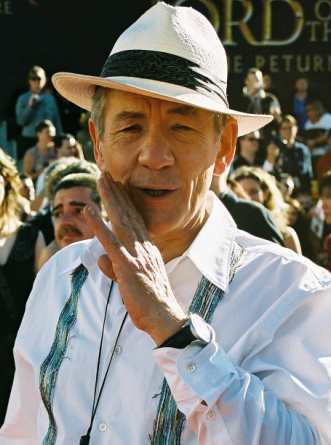
La sortida de l'armari de nombrosos actors britànics, com Ian McKellen, va contribuir a normalitzar l'homosexualitat en l'imaginari col·lectiu

Un altre títol clau en la cinematografia britànica dels 90 va ser Beautiful Thing (Hettie McDonald, 1996), una pel·lícula sobre adolescents de classe obrera que tenen la seva primera relació homosexual, va aconseguir traspassar barreres participant en festivals de cinema com Canes, París o Sant Sebastià. És en aquesta etapa quan coincideix un canvi d'actitud per part de la societat britànica, més tolerant cap a l'homosexualitat, amb la sortida de l'armari d'actors britànics de primer nivell com Anthony Sher, Simon Callow, Stephen Fry, Rupert Everett o Ian McKellen. Això suposa un increment en l'interès pel cinema de temàtica LGBT apareixent amb major freqüència personatges i trames homosexuals o bisexuals en produccions no només dirigides cap al públic LGBT. Serveixin com a exemples Els amics de Peter (Kenneth Branagh, 1992), en el qual el personatge principal encarnat per Stephen Fry rep als seus amics la Nit de cap d'any per a comunicar-los no sols la seva homosexualitat sinó el seu estat seropositiu, o The Full Monty (Peter Cattaneo, 1997) on una de les seves subtrames inclou una parella homosexual a l'armari.
També són reflex d'aquest interès títols com Hollow reed (Angela Pope, 1995), on figuren maltractaments a menors, prejudicis cap a l'homosexualitat o la impossibilitat legal d'adopció. Different for girls (Richard Spence, 1995) reuneix dos amics de la infància que es retroben anys després però un d'ells és una noia. En Alive & Kicking (Nancy Meckler, 1996) un jove ballarí és obligat a replantejar-se la seva carrera i la seva vida quan té una experiència pròxima a la mort, trobant recer en un home major que es converteix en el seu mentor, company i amant. Orgull (Matthew Warchus, 2014) és una comèdia basada en una història real en la qual un grup d'activistes LGBT recapten diners per a ajudar les famílies afectades per la vaga dels miners britànics en 1984, al començament del que seria la campanya Lesbians and Gays Support the Miners.
Alan Turing, matemàtic londinenc que va ajudar la ruptura del codi utilitzat pels nazis durant la Segona Guerra Mundial, ha estat objecte de dues pel·lícules biogràfiques que reflecteixen la seva homosexualitat, la manera en què el seu treball va ser compromès per aquesta circumstància i com va ser obligat a ingerir hormones. Desxifrar el codi (Herbert Wise, 1997) és una producció per a televisió amb Derek Jacobi en el rol principal. The Imitation Game (Morten Tyldum, 2015) és una coproducció britànic-estatunidenca protagonitzada per Benedict Cumberbatch que va obtenir el premi Oscar a millor guió adaptat.

### Cinema francès

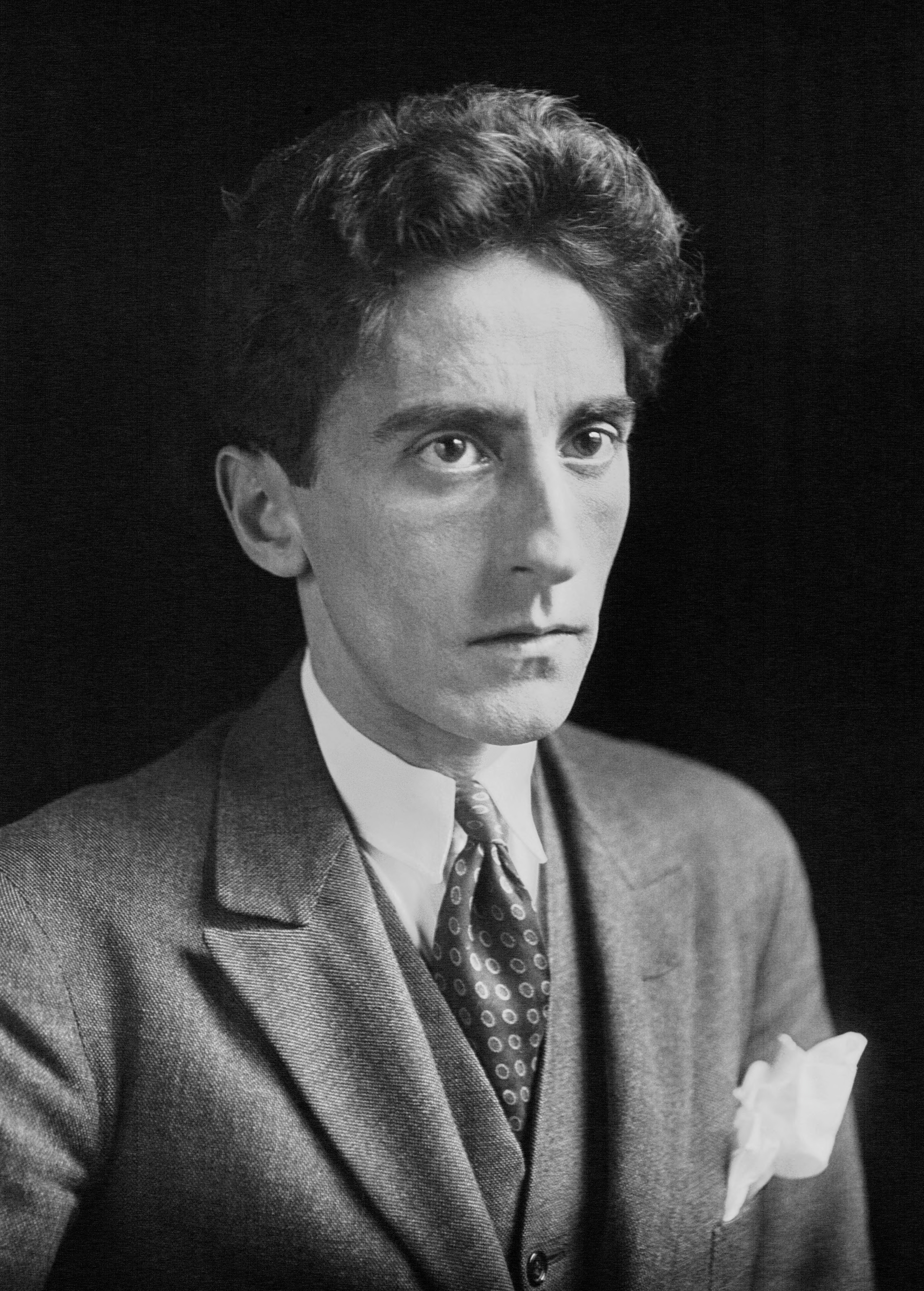
Jean Cocteau (1889-1963) poeta, novel·lista, dramaturg, pintor, ocultista, dissenyador, crític i cineasta francès

Les primeres pel·lícules de temàtica homosexual rodades en França van venir de la mà de dos artistes multidisciplinaris i amb vocació transgressora que van alternar la poesia, la novel·la i la pintura amb el cinema: Jean Cocteau i Jean Genet. Avantguardista en la literatura, la pintura i el cinema Cocteau va dirigir diversos llargmetratges protagonitzats pel seu amant Jean Marais. Un d'ells és Orphée (1950) translació en clau homoerótica del mite grec Orfeu al París de postguerra.
El mateix any veu la llum altra de les pel·lícules pioneres de temàtica gai en el cinema francès: el migmetratge, i única incursió en el cinema de Jean Genet, Un chant d'amour (1950). S'hi mostren relacions homosexuals entre dos reclusos d'una presó i inclou nus frontals i escenes sexuals explícites el que va provocar que fos prohibida en diversos països al mateix temps que la va convertir en una de les primeres expressions de l'erotisme homosexual en el cinema.
Durant el període en què la Nouvelle vague va dominar el cinema francès a penes es van filmar pel·lícules de temàtica lèsbica o gai, al contrari del que va ocórrer en els moviments cinematogràfics equivalents sorgits al Regne Unit i Alemanya. Una de les poques excepcions va ser la cinta Les Amitiés particulières (Jean Delannoy, 1964) basada en la novel·la homònima de Roger Peyrefitte. Ambientada en un estricte internat catòlic, dos joves alumnes comencen a sentir-se atrets i, posteriorment, comença una campanya per part de la institució per a frenar qualsevol relació més enllà de l'amistat entre els alumnes.
A partir de la dècada dels anys 70 es pot observar un increment en la producció de pel·lícules franceses que inclouen personatges LGBT o se centren exclusivament en aquesta temàtica. La cineasta d'origen belga establerta a França Chantal Akerman va començar una carrera en la qual en són l'eix central la dona, el seu sentiments i les seves relacions amb els altres. Al seu primer llargmetratge, Je, tu, il, elle (1974), a retratar a una jove lesbiana encara enamorada de la seva exparella, i va incloure escenes de sexe entre ambdues.

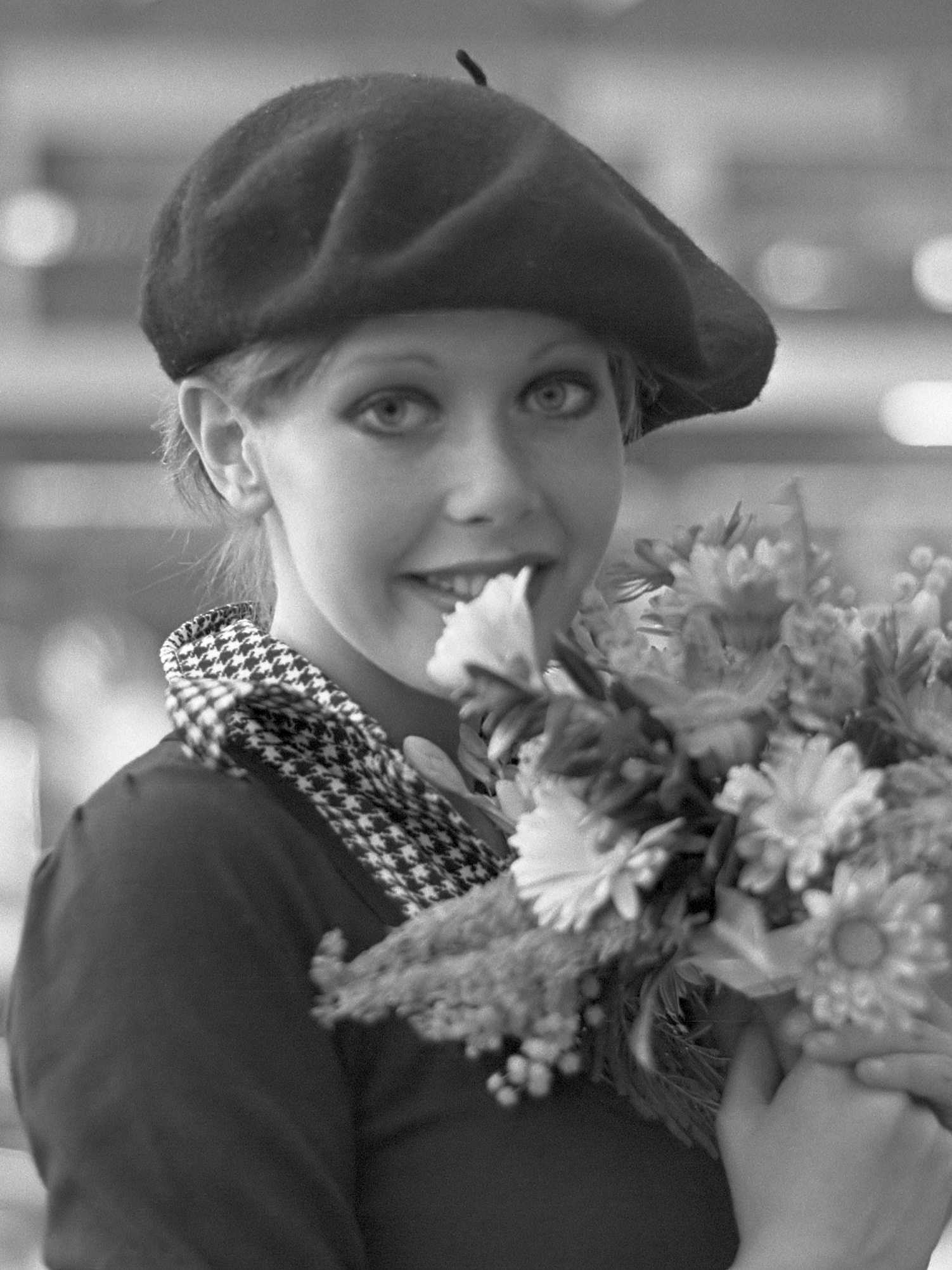
L'actriu Sylvia Kristel, icona del cinema eròtic francès dels anys 70

En la mateixa dècada es van filmar produccions de cinema eròtic de gran ressonància internacional que incloïen relacions sexuals entre dones des de la perspectiva d'homes heterosexuals, factor amb el qual moltes lesbianes no se senten identificades. L'exemple paradigmàtic seria la saga Emmanuelle, basada en el personatge aparegut en la novel·la escrita per la francesa Emmanuelle Arsan en 1959, la primera pel·lícula de la qual (Just Jaeckin, 1974) va ser protagonitzada per Sylvia Kristel i va obtenir gran popularitat. Història d'O (Just Jaeckin, 1975), protagonitzada per Corinne Clery, es basava en la novel·la eròtica de temàtica sadomasoquista homònima escrita per Pauline Réage en 1954. També destaca Bilitis (David Hamilton, 1977), basat en els poemes eròtics escrits per Pierre Louÿs, que narra la iniciació sexual d'una adolescent amb una dona casada.
En la part final de la dècada l'absurda comèdia Casa de boges (Édouard Molinaro, 1978), que tractava temes com el travestisme a través d'una parella d'homosexuals madurs en Sant Tropetz, va obtenir gran repercussió internacional. L'obra teatral original escrita per Jean Poiret va ser el germen per a realitzar dues seqüeles, diverses adaptacions teatrals i posteriorment un remake als Estats Units (Mike Nichols, 1996) interpretada per Robin Williams, Gene Hackman, Nathan Lane i Dianne Wiest.
Amb la nova dècada van obtenir rellevància L'Homme blessé (Patrice Chéreau, 1983) en la qual un home jove descobreix la seva atracció cap a altres homes després de ser besat inesperadament per un atractiu desconegut de passat tèrbol. Entre nosaltres (Diane Kurys, 1983), ambientada en la França ocupada de 1942, mostra a dues dones unides per una intensa amistat per la qual deixen de costat als seus marits.

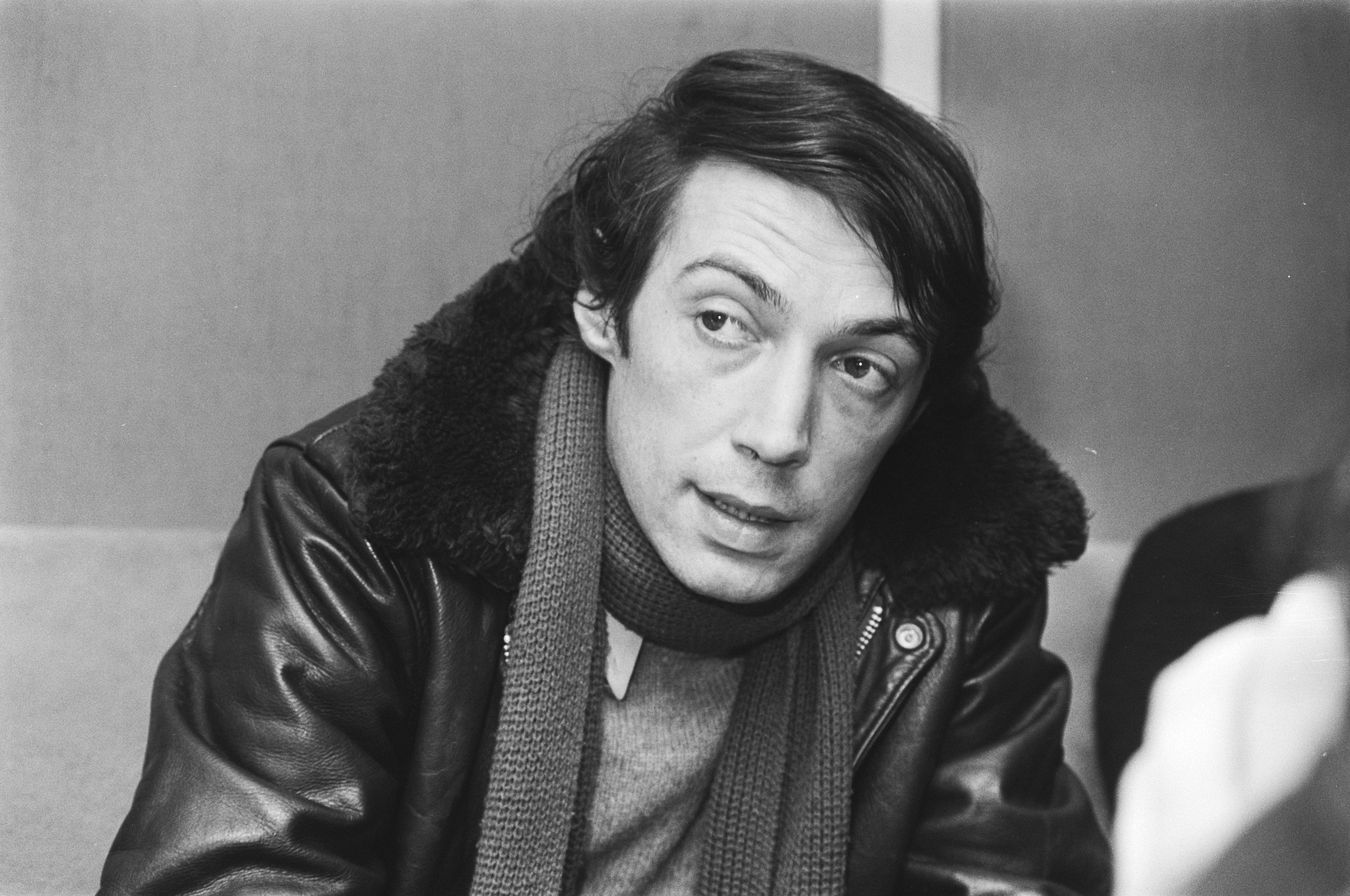
El director André Téchiné ha reflectit en les seves pel·lícules l'homosexualitat en diverses etapes de la vida

Des d'una òptica intimista i sensual, l'homosexualitat també està present en major o menor mesura en la filmografia d'André Téchiné, en pel·lícules com Les innocents (1987) i, especialment, en Les Roseaux sauvages (1994). Es tracta d'una història autobiogràfica que gira al voltant d'un adolescent, alter ego del director, que accepta la seva homosexualitat i com aquest fet afecta la seva relació amb el seu grup d'amics en l'internat de la Provença on estudien. Les Roseaux sauvages s'ha convertit en un dels títols clàssics del cinema francès contemporani. Una altra pel·lícula de Téchiné Quand on a 17 ans (2016), que pren com a referència per al seu títol un vers d'Arthur Rimbaud, mostra una altra història d'adolescents ambientada al Pirineu francès. La cinta narra la relació entre Damien, fill d'una doctora i un militar, i Tom, noi de raça negra adoptat per una família de grangers. Tots dos joves assisteixen al mateix institut i la relació entre ells anirà de l'enfrontament físic i la franca hostilitat a la passió homoerótica incloent escenes de sexe gai i nus integrals. La pel·lícula va concursar en l'edició 66 del Festival de Berlín.
Al començament dels anys 90 va destacar el llargmetratge autobiogràfic Les nuits sauvages (Cyril Collard, 1992), interpretat per Cyril Collard, Romane Bohringer i Carlos López. Va obtenir un gran èxit plantejant la història d'un jove bisexual, actiu sexualment i seropositiu, que es debat entre mantenir una relació amb una dona jove, que desenvolupa una relació afectiva totalment dependent d'ell, i el seu amic Samy, el jove amb qui comparteix pis i relacions sexuals. La història originalment es va plasmar en un llibre homònim escrit per Collard i la pel·lícula va obtenir quatre premis César en 1993 encara que no va poder acudir en morir tres dies abans de la gala.

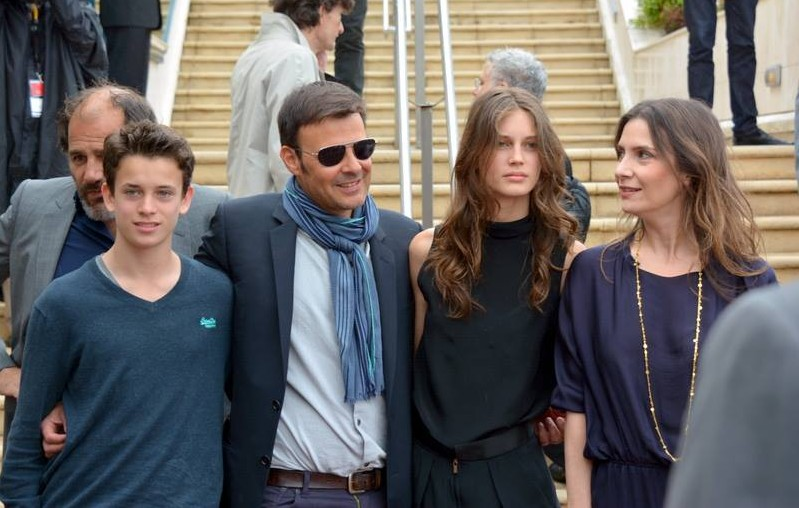
François Ozon (segon a l'esquerra) amb el repartiment de la pel·lícula Jeune et jolie al Festival de Canes de 2013

El representant més destacable del cinema homosexual contemporani a França és François Ozon, un cineasta que ha estat comparat amb Pedro Almodóvar a causa de la seva visió sense complexos de la sexualitat. Les relacions gais són presents en pel·lícules com Gouttes d'eau sur pierres brûlantes (1999) adaptació d'una obra de teatre de Fassbinder o El temps que queda (2005) centrant l'atenció en un fotògraf homosexual arrogant i pretensiós al qual diagnostiquen un càncer incurable. La seva visió sobre les relacions lèsbiques o bisexuals figura en la comèdia dramàtica 8 femmes (2001), amb un repartiment estelar que inclou Catherine Deneuve, Isabelle Huppert, Emmanuelle Béart o Fanny Ardant. També ha abordat les identidats sexuals a Une nouvelle amie (2015), en la qual un recent vidu es replanteja la seva sexualitat davant la mort de la seva dona.

### Cinema italià

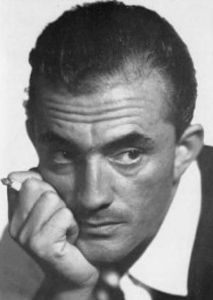
Luchino Visconti uno dels cineastes fundadors del neorealisme italià.

Un dels directors més importants en la història del cinema italià va ser Luchino Visconti (1906-1976). Cineasta obertament bisexual i un dels fundadors del Neorealisme italià, més tard evolucionaria cap a un cinema més estilitzat i personal en el qual era freqüent la presència de personatges homosexuals i l'homoerotisme. La seva primera pel·lícula amb tints homosexuals va ser Ossessione (1943), en la qual presentava vetlladament la intensa amistat entre dues dels personatges principals com una relació amorosa. Altres títols de Visconti amb elements homosexuals van ser Rocco e i suoi fratelli (1963), en la qual una família del sud d'Itàlia té problemes d'adaptació en la industrialitzada Milà, o la més explícita La caduta degli dei (1969), protagonitzada per Dirk Bogarde, en la qual va fer una reconstrucció de la nit dels ganivets llargs. Però la seva pel·lícula més emblemàtica va ser Morte a Venezia (1971), adaptació al cinema de la novel·la de Thomas Mann en la qual un compositor de música inspirat en Gustav Mahler, obsessionat per la bellesa i la perfecció, s'enamora d'un jove polonès.

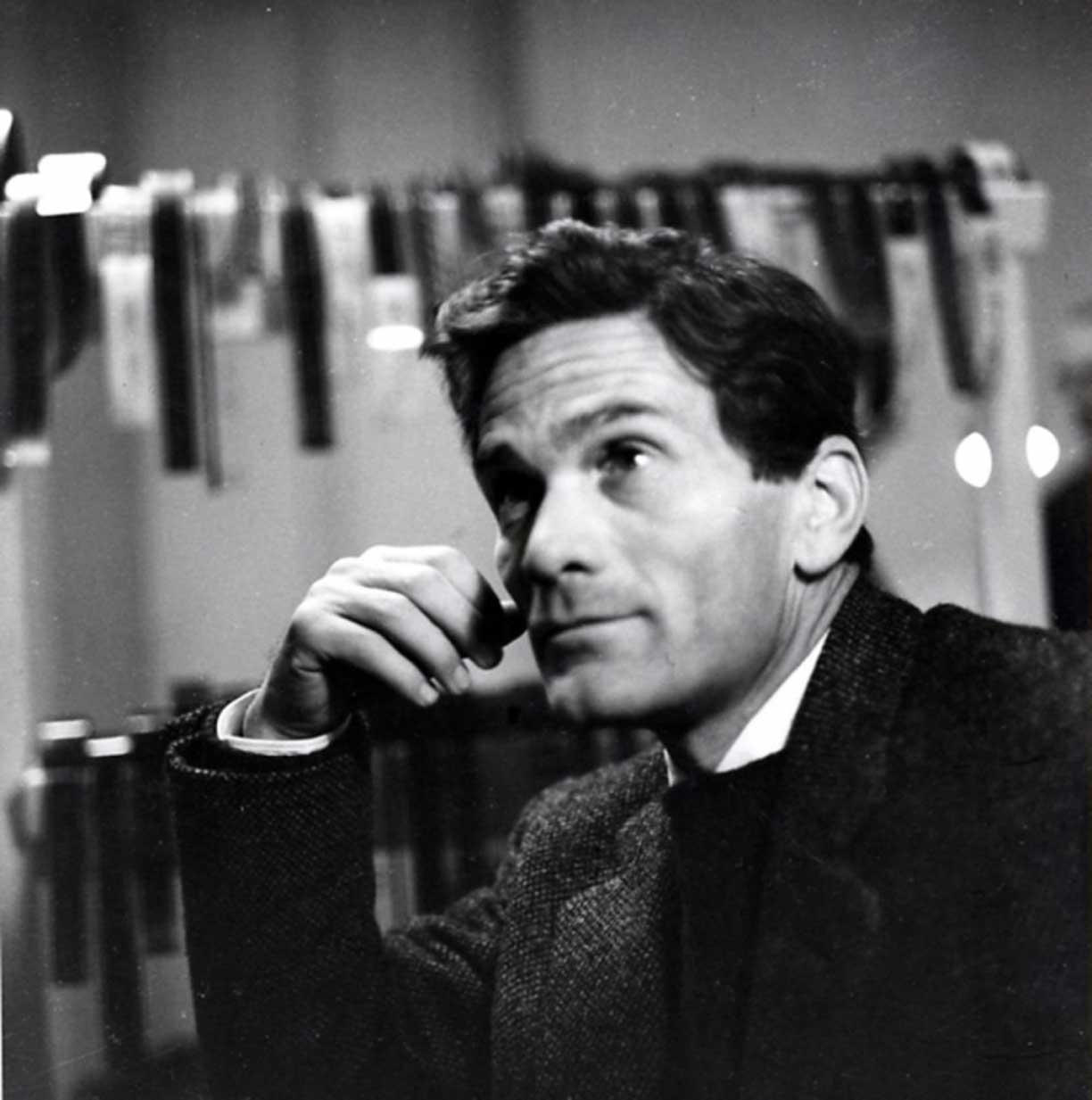
El director de cinema Pier Paolo Pasolini, mort en estranyes circumstàncies en 1975.

L'homosexualitat també va ser determinant en el cinema de Pier Paolo Pasolini (1922-1975), qui la va utilitzar de forma política i la va presentar com l'oposat a la forma de vida burgesa. En les seves pròpies paraules va concebre el seu llargmetratge Teorema (1968), en la qual tots els membres d'una família s'enamoren del personatge interpretat per Terence Stamp, com "una història religiosa, un déu que arriba a una família burgesa; bell, jove, fascinant, angel i/o dimoni". En la seva Trilogia de la vida composta per El Decameró (1971), Els contes de Canterbury (1972) i Les mil i una nits (1974) va adaptar textos clàssics deixant de costat la política explícita per a mostrar el feixisme i la dominació per mitjà de l'erotisme. El seu últim i polèmic film, Salò o le 120 giornate di Sodoma (1975), va ser estrenat dues setmanes abans de la seva mort, va fusionar la Itàlia feixista de Mussolini amb la filosofia del Marquès de Sade, mostrant escenes de violació, humiliació sexual, coprofàgia i tortura.

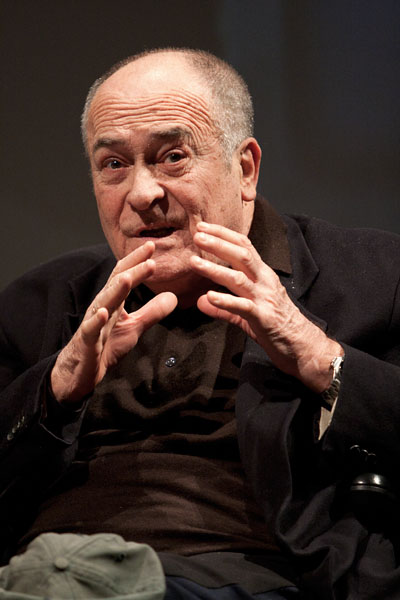
A diferència d'altres directors italians, com Pasolini o Visconti, la filmografia de Bernardo Bertolucci no esmentat amb freqüència la temàtica LGBT.

Visconti i Pasolini van fer de l'homosexualitat una part important del seu discurs. Altres directors homosexuals, com Franco Zeffirelli o Bernardo Bertolucci, han fet esment a ella amb menor freqüència. De tota la filmografia de Bertolucci, la seva pel·lícula més obertament homosexual va ser Il conformista (1970). Narra la història d'un home gai, interpretat per Jean-Louis Trintignant, que durant la dictadura de Mussolini renega de la seva sexualitat casant-se amb una dona i afiliant-se al partit feixista per a intentar semblar heterosexual. També ambientada en el mateix període de la història italiana, Una jornada particular (Ettore Scola, 1977) mostra l'amistat entre Sofia Loren, casada amb un membre del partit feixista fanàtic i autoritari, i un homosexual interpretat per Marcello Mastroianni i que representa el contrari al seu marit.

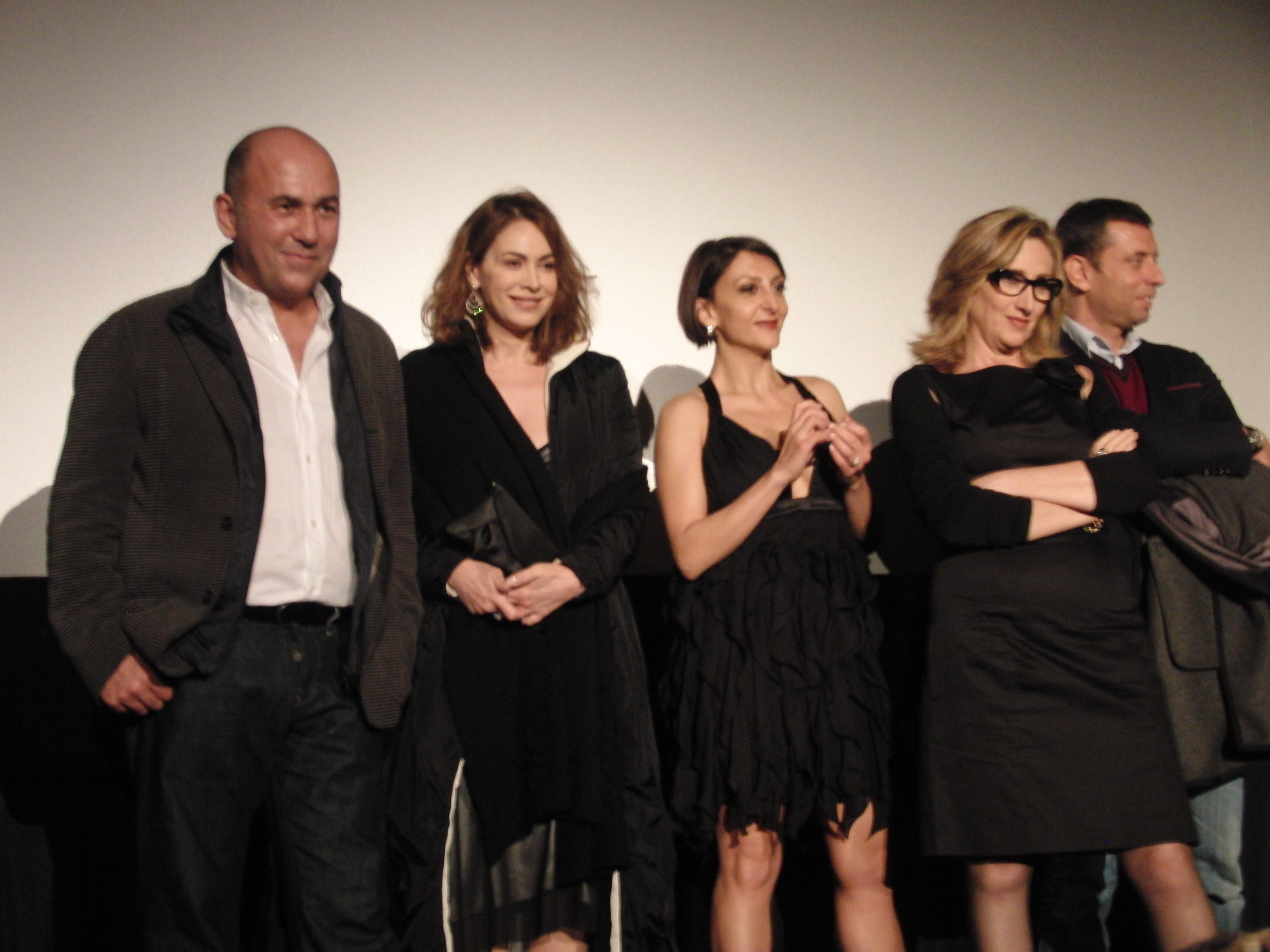
Ferzan Özpetek i part del repartiment de la pel·lícula Mine vaganti (2010).

Aquesta «edat d'or» de l'homosexualitat en el cinema italià va ser succeïda per gairebé dues dècades en les quals a penes es van exportar pel·lícules amb aquesta temàtica. El testimoni el va recollir a mitjan 90 el realitzador turc-italià Ferzan Özpetek, qui ha desenvolupat una carrera el denominador comú de la qual està en l'amor i l'homosexualitat. La primera pel·lícula d'Özpetek,, Hamam: Il bagno turco (1997), va obtenir rellevància internacional narrant la història d'un home italià que, després de rebre una herència d'un parent a Turquia, abandona a la seva esposa i la seva acomodada vida a Itàlia per a viatjar a Istanbul on en poc temps inicia una íntima amistat amb un jove. Unes altres de les seves pel·lícules destacables han estat Le fate ignoranti (2001), on una dona descobreix després de la defunció del seu marit que aquest portava una doble vida homosexual, La finestra di fronte (2004), o Mine vaganti (2010), en la qual el millor dels fills d'una família decideix sincerar-se durant el sopar, dient-los que desitja ser escriptor i que és homosexual.

### Cinema espanyol
La temàtica homosexual en el cinema produït a Espanya s'ha tractat en tots els gèneres, des de tots els punts de vista, i amb una certa "quotidianitat". xisteixen pel·lícules de gènere dramàtic com Cambio de sexo (Vicente Aranda, 1977), pel·lícules morboses en l'època del destape com Me siento extraña (Enrique Martí Maqueda, 1977), comèdies com A mi madre le gustan las mujeres (Inés París i Daniela Fejerman, 2001), produccions ambientades en l'adolescència com Mentiras y gordas (Alfonso Albacete i David Menkes, 2009) i fins i tot pel·lícules de fantaterror com Las vampiras (Jesús Franco, 1970).
L'homosexualitat masculina ha estat més present que el lesbianisme, la transsexualitat o la bisexualitat en les produccions de cinema espanyol. Però hi ha hagut produccions que han mostrat totes les temàtiques, inclòs el cinema pornogràfic autòcton. No obstant això cal tenir en compte que l'existència de censura cinematogràfica durant la dictadura de Franco va motivar que bona part de les produccions cinematogràfiques de temàtica LGBT es donessin lloc a partir dels anys 70 del segle xx.

#### Pel·lícules rellevants
Durant la dictadura franquista en Espanya el tractament de l'homosexualitat, a causa de l'existència de la censura cinematogràfica, es va retratar de manera vetllada i subtil. No obstant això existeixen algunes sorprenents produccions com ¡Harka! (Carlos Arévalo, 1941) pel·lícula militar ambientada en la guerra del Marroc en la qual les seves dos principals personatges masculins tenen una estranya i ambigua relació amistosa que també pot qualificar-se com "sexualment tèrbola". No obstant això el títol pioner que, inexplicablement, es va escapar de la censura és Diferente (Luis María Delgado, 1961). Protagonitzada per Alfredo Alaria és un musical de temàtica homosexual, replet de referències i seqüències homoeróticas, que els censors no van saber veure o senzillament van fer per bona una pel·lícula musical més. La pel·lícula mostra a un personatge turmentat per la seva condició sexual que durant les seves delirium tremens, causats per l'alcohol i les drogues, té ensomnis en les quals ell es desenvolupa i expressa ballant.

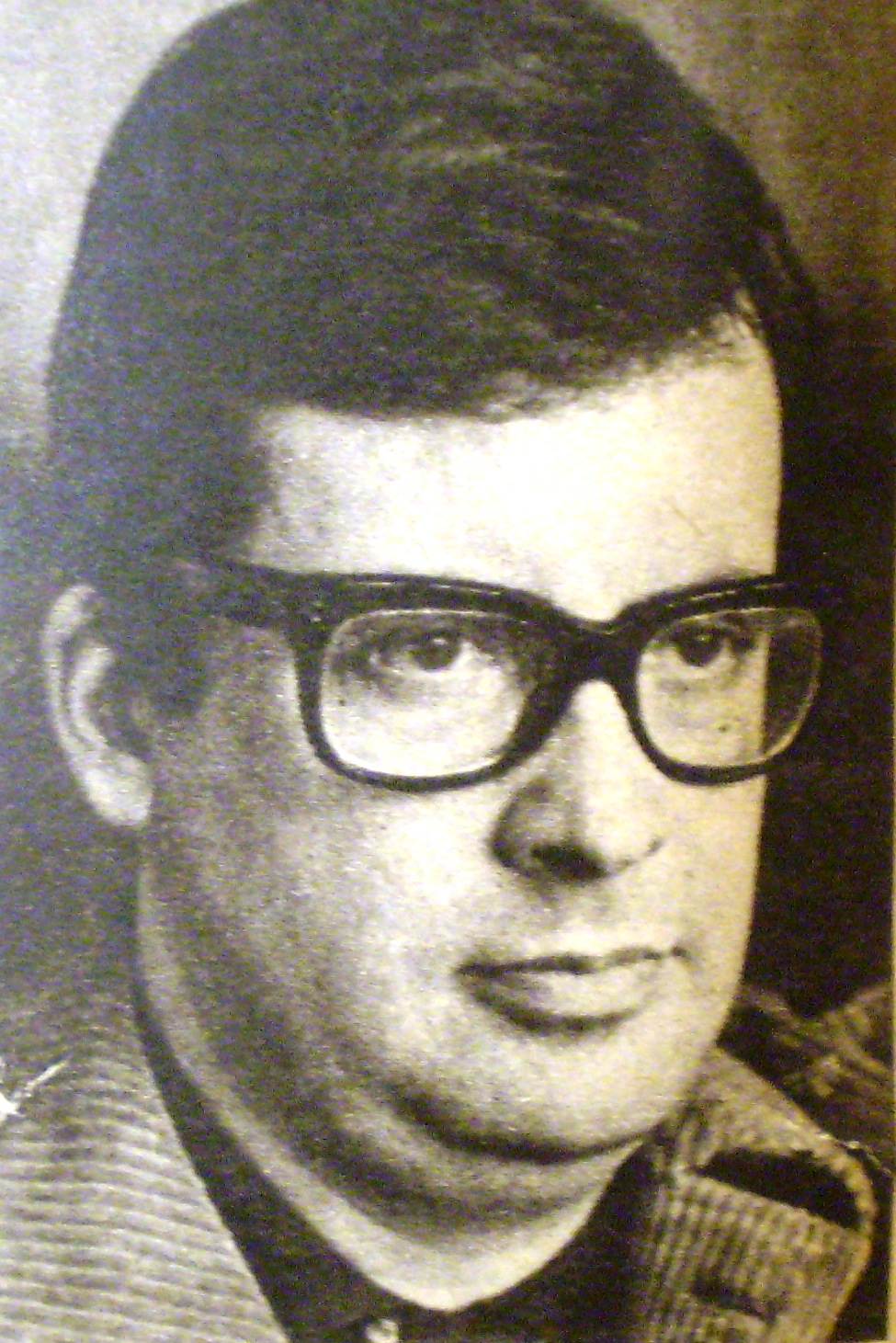
Narciso Ibáñez Serrador va debutar en el cinema amb una claustróbica pel·lícula, amb evidents tocs lèsbics, ambientada en un internat femení: La residencia (1969).

Alguns directors van utilitzar el gènere de terror per a fer referència implícita o explícita a l'homosexualitat i, concretament, al lesbianisme. És el cas del debut cinematogràfic de Narciso Ibáñez Serrador, La residencia (1969), ambientada en un claustrofòbic internat femení en el qual transcorren morboses accions de caràcter lèsbic. Algunes produccions de fantaterror dirigides per Jesús Franco, com la coproducció hispano-alemanya Las vampiras (1971), es poden considerar antecedents en mostrar personatges clarament homosexuals.
L'homosexualitat també és tractada d'una manera oposada, amb clixés i estereotips negatius sobre l'homosexualitat, en diverses produccions del cinema més comercial dels anys 60 i 70. Un exemple simptomàtic és la coproducció No desearás al vecino del quinto (Tito Fernández, 1970). En ella Alfredo Landa interpreta a un modista que es fa passar per homosexual amb la finalitat de poder lligar amb les dones que li visiten sense haver d'enfrontar-se amb els seus xicots o marits.

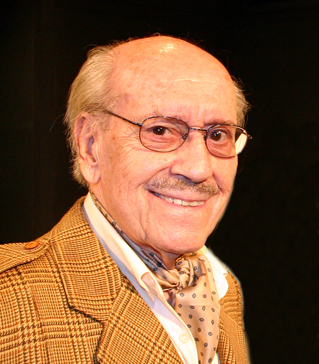
José Luis López Vázquez interpretà a Mi querida señorita (Jaime de Armiñán, 1972) una de les primeres pel·lícules a abordar un canvi d'identitat

Cap al final de la dictadura cal destacar la pel·lícula Mi querida señorita (Jaime de Armiñán, 1971) protagonitzada per José Luis López Vázquez i que suposa la primera producció espanyola a tractar un canvi d'identitat de gènere.
A partir de la mort de Franco, i amb la posada en marxa de la transició a la democràcia a mitjan anys 70, desapareix la censura cinematogràfica i comença la producció regular de pel·lícules de temàtica LGBT i les carreres d'alguns directors de rellevància internacional. Per primera vegada es retraten històries referents a la transsexualitat com Cambio de sexo (Vicente Aranda, 1977) protagonitzada per Victoria Abril i Bibí Andersen. O es revisita l'homosexualitat en dècades anteriors, com a A un dios desconocido (Jaime Chávarri, 1977) ambientada en la Granada de la postguerra amb el poeta Federico García Lorca de fons. També s'aborda com a temàtica central la prostitució masculina homosexual amb desenllaç tràgic a La Corea (Pedro Olea, 1976), interpretada per Queta Claver i Encarna Paso (en la qual també, veladament, es tracta el lesbianisme en l'edat madura). En el mateix any en què s'aprova la Constitució Espanyola s'estrena la pel·lícula Un hombre llamado Flor de Otoño (Pedro Olea, 1978) que narra la història d'un fallit atemptat contra Primer de Rivera per part d'un grup d'esquerrans liderat per un advocat laboralista homosexual.

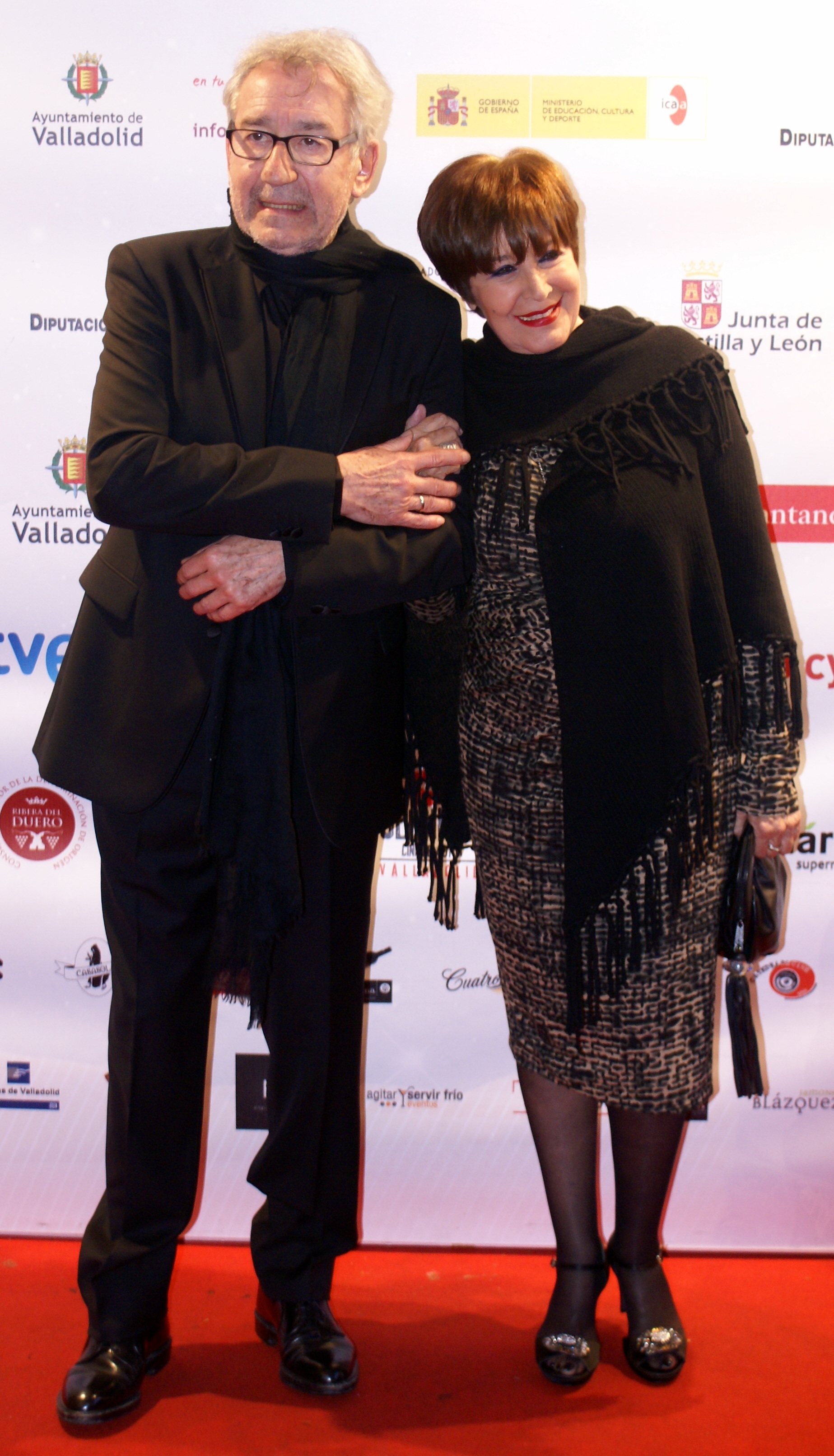
José Sacristán i Concha Velasco han participat en vàries pel·lícules de temàtica LGBT realitzades a Espanya com El diputado (Eloy de la Iglesia, 1978) o Chuecatown (Juan Flahn, 2007) respectivament

A partir dels anys noranta el cinema espanyol comença a produir pel·lícules que tracten amb major naturalitat, menys prejudicis i humor l'homosexualitat com a tema central de la trama. Alguns exemples són les comèdies com Más que amor, frenesí (Alfonso Albacete, David Menkes i Miguel Bardem, 1996), opera prima dirigida per tres directors nóveles, que va abordar la temàtica gai amb una total i absoluta naturalitat. Perdona bonita, pero Lucas me quería a mí (Dunia Ayaso i Félix Sabroso, 1997) retratava a manera de comèdia d'intriga com tres amics homosexuals (Jordi Mollà, Pepón Nieto i Roberto Correcher) es disputen els favors de Lucas (Alonso Caparrós) el seu nou inquilí heterosexual.

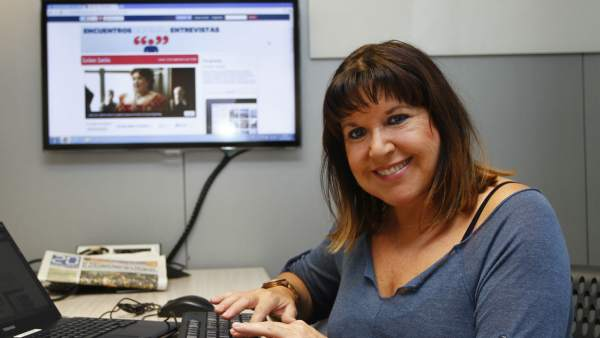
Loles León ha participat en vàries pel·lícules amb personatges LGBT com Amor de hombre (Yolanda García Serrano i Juan Luis Iborra, 1997) o Almejas y mejillones (Marcos Carnevale, 2000).

També de mitjan anys noranta destaca una comèdia agredolça protagonitzada per Loles León titulada Amor de hombre (Yolanda García Serrano i Juan Luis Iborra, 1997) que narra la història d'una mariliendre i el seu millor amic. En un registre més dramàtic altres pel·lícules esmenten l'homosexualitat en trames secundàries com Las edades de Lulú (Bigas Luna, 1990). A Sobreviviré (Alfonso Albacete i David Menkes, 1999) el personatge interpretat per Emma Suárez, una dona de 32 anys en plena crisi personal, s'enamora d'un noi gai deu anys menor que ella interpretat per Juan Diego Botto. Segunda piel (Gerardo Vera, 1999) se centra en un matrimoni en crisi, Alberto (Jordi Mollà) i Elena (Ariadna Gil), en el qual el marit manté una altra relació amb Diego un metge homosexual (Javier Bardem).
Ja començat el segle xxi l'exploració i el descobriment de l'orientació sexual de dos adolescents s'ha tractat en pel·lícules com Krámpack (Cesc Gay, 2000) en la que Dani (Fernando Ramallo) s'enamora del seu amic Nico (Jordi Vilches) més interessat a perdre la seva virginitat en les vacances que de preocupar-se pels sentiments del seu amic. En la comèdia d'intriga coral Km. 0 (Yolanda García Serrano i Juan Luis Iborra, 2000), amb un repartiment que inclou Concha Velasco, Georges Corraface, Silke, Carlos Fuentes o Tristán Ulloa, un grup de persones dirimeixen llurs conflictes sentimentals. A mi madre le gustan las mujeres (Inés París i Daniela Fejerman, 2002) mostra la història d'un grup de germanes que reaccionen de diferents maneres a la notícia que la seva mare, encarnada per Rosa María Sardá, s'ha enamorat d'una jove pianista. Cachorro (Miguel Albaladejo, 2004) Té com a protagonista un os (comportament sexual) de vida alegre i despreocupada, que s'ha de fer càrrec del seu nebot de 9 anys i assumir els llaços afectius que havia estat eludint des de la mort de la seva parella. Reinas (Manuel Gómez Pereira, 2005), amb un repartiment estel·lar on figuren Carmen Maura, Verónica Forqué, Marisa Paredes, Betiana Blum i Mercedes Sampietro, narra en clau de comèdia la reacció que un grup de mares de diferents estatus socials davant la notícia que els seus fills que casaran després de l'aprovació de la llei de matrimoni homosexual -que, en aquells dies, encara no era legal a Espanya -. Una parella d'ossos és també la protagonista de l'absurda comèdia Chuecatown (Juan Flahn, 2007), amb un repartiment que inclou Rosa Maria Sardá, Concha Velasco, Pepón Nieto, Carlos Fuentes i Pablo Puyol.
A finals d'aquesta dècada s'estrenaren dos drames: Sense límits (Paul Morrison, 2008), coproducció hispano-britànica interpretada per Javier Beltrán i Robert Pattinson, on es dramatitza la suposada relació amorosa entre el poeta Federico García Lorca i el pintor Salvador Dalí; i Mentiras y gordas (Alfonso Albacete i David Menkes, 2009) en la qual es plasma una sèrie de relacions adolescents, incloses dos homosexuals, en el marc del món de la nit i les drogues. La primera pel·lícula de temàtica LGBT filmada en basca es titula Ander (Roberto Castón, 2009) i narra la història d'amor d'un home de poble qui, després de sofrir un accident, descobreix sobtadament la seva homosexualitat en enamorar-se de l'immigrant que contracta per a atendre les labors del camp mentre es recupera. També destaca 80 egunean (José María Goenaga i Jon Garaño, 2010) que relata la història d'amor de dues dones grans.

#### Directors rellevants
Dins de la cinematografia de temàtica LGBT espanyola, destaquen els treballs que han realitzat directors com el català Ventura Pons, el basc Eloy de la Iglesia, el mallorquí Agustí Villaronga i el manxec Pedro Almodóvar.

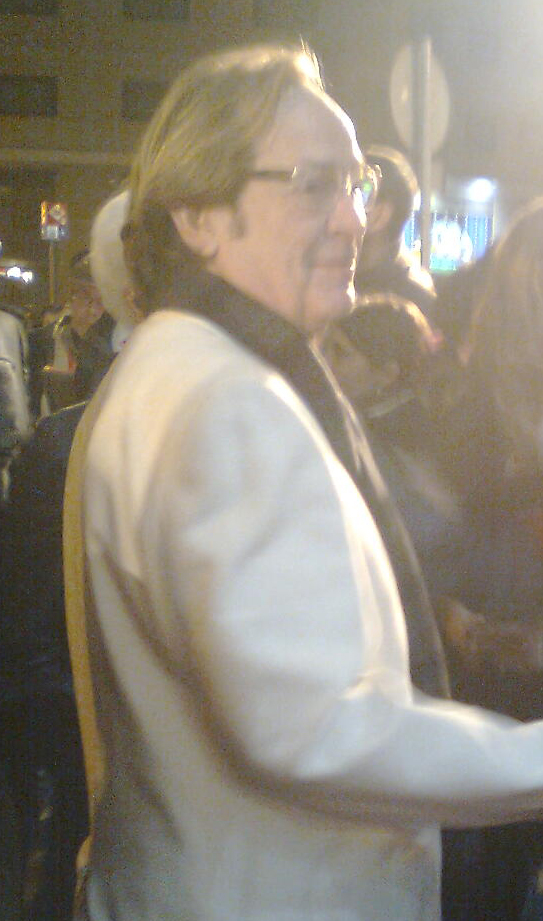
El cineasta català Ventura Pons

Ventura Pons va debutar en la direcció amb un documental dedicat a la vida i obra del pintor José Pérez Ocaña Ocaña, retrat intermitent (1978), retrat de la Barcelona de principis de la transició i el seu ambient gai, en temps en els quals encara estava vigent la llei de perillositat social que s'havia utilitzat per a la repressió dels homosexuals. Les produccions de Pons habitualment es roden en català i posteriorment són doblegades al castellà. Calen destacar títols com Carícies (1998), que narra les històries entrellaçades de diversos personatges alguns d'ells homosexuals. A Amic/Amat (1999) un professor homosexual en la cinquantena, interpretat per Josep Maria Pou, reflexiona sobre la vellesa, la mort i el llegat de la seva vida que vol deixar en mans del seu millor alumne del qual està enamorat. Menja d'amor (2002), amb excel·lents crítiques en el Festival de Berlín, narra el despertar de la sexualitat d'un jove músic interpretat per Kevin Bishop i un canviat de nom pianista i ídol personal del jove a qui dona vida Paul Rhys.

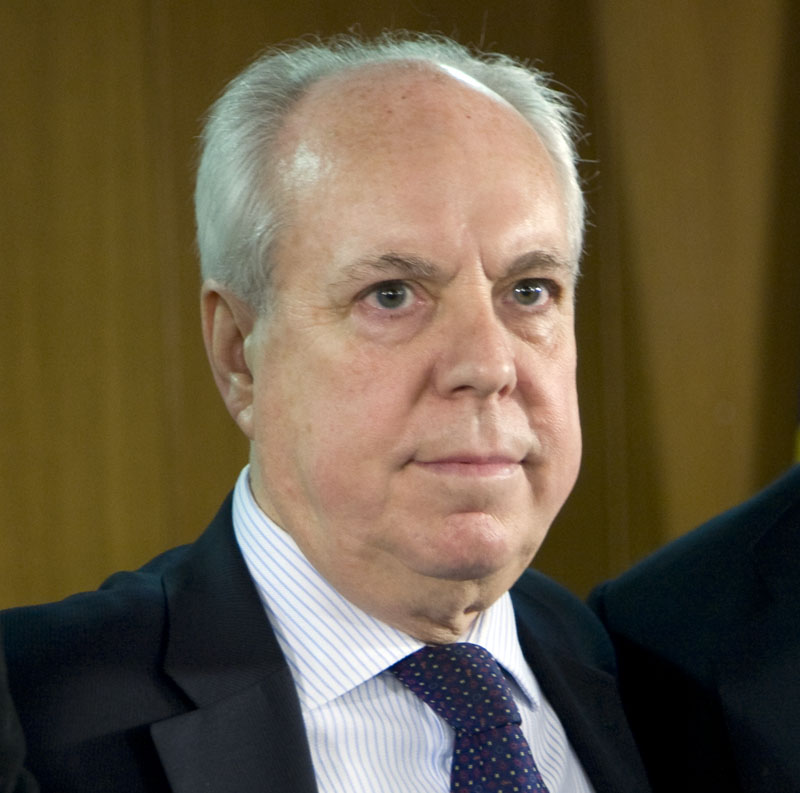
L'adaptació de la novel·la Los novios búlgaros d'Eduardo Mendicutti (a la foto) fou l'última pel·lícula dirigida per Eloy de la Iglesia.

El cinema d' Eloy de la Iglesia (1944 - 2006) és molt personal, militant i transgressor i se li sol relacionar amb altres directors com l'italià Pier Paolo Pasolini o l'alemany Rainer Werner Fassbinder. Amb una vida personal turbulenta, marcada pel consum de drogues, el guipuscoà es va especialitzar a retratar la marginalitat i l'homosexualitat fora de les convencions habituals del gènere. Ja durant la dictadura de Franco, amb la censura encara vigent, va retratar l'homosexualitat a La semana del asesino (1972). Però és amb l'eliminació de la censura quan veuen la llum les seves produccions més destacades com són Los placeres ocultos (1977), que retrata a un home integrat i de classe alta que assumeix la seva orientació sexual, encara que l'oculta, enamorat d'un jove noi o El diputado (1978), en la qual José Sacristán és un poderós polític que s'enamora d'un jove al qual utilitzen com a ganxo per a destruir la seva carrera. Les adaptacions de la novel·la de terror escrita per Henry James Una volta de rosca (1985) i la de Los novios búlgaros (2003), basada en la novel·la homònima d'Eduardo Mendicutti i fet i fet la seva última pel·lícula tenen una marcada empremta homosexual. Tanmateix a tota la filmografia de la Iglesia poden trobar-se personatges homosexuals o que empren codis fàcilment perteptibles per les persones que els coneguin.

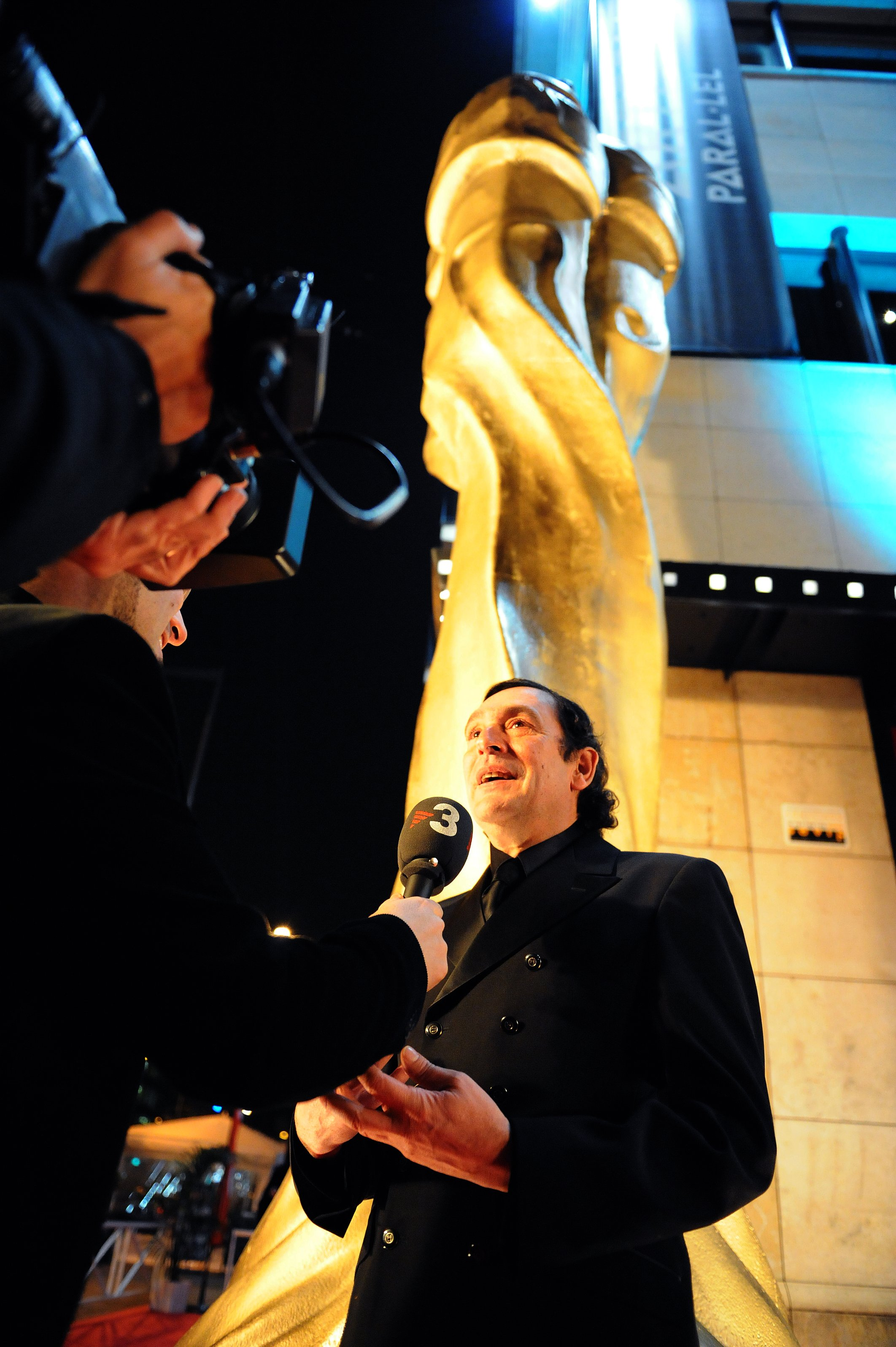
Agustí Villaronga director mallorquí

El mallorquí Agustí Villaronga ofereix en les seves pel·lícules una mirada personal i difícil de classificar en gèneres o convencions. El seu debut en el llargmetratge va ser la pel·lícula de suspens i terror Tras el cristal (1987) narrant la vida de Klaus (Günter Meisner), un metge alemany paraplègic que va exercir en un camp de concentració i cometia abusos contra nens, quan apareix en la seva vida Angelo (David Sust), un dels nens dels quals va abusar, davant la perplexitat de la seva dona (Marisa Paredes). El Mar (2000) conta la història de Manuel (Bruno Bergonzini), un jove malalt de tuberculosi a l'Espanya de la postguerra que s'aferra a la religió, davant l'arribada al sanatori de Ramallo (Roger Casamajor), un antic amic de la infància, del qual Manuel s'enamora i li genera un conflicte de difícil solució entre la seva fe i els seus desitjos. També en la seva pel·lícula més reconeguda i premiada, Pa Negre (2010) basada en la novel·la homònima d'Emili Teixidor, figura una trama homosexual.

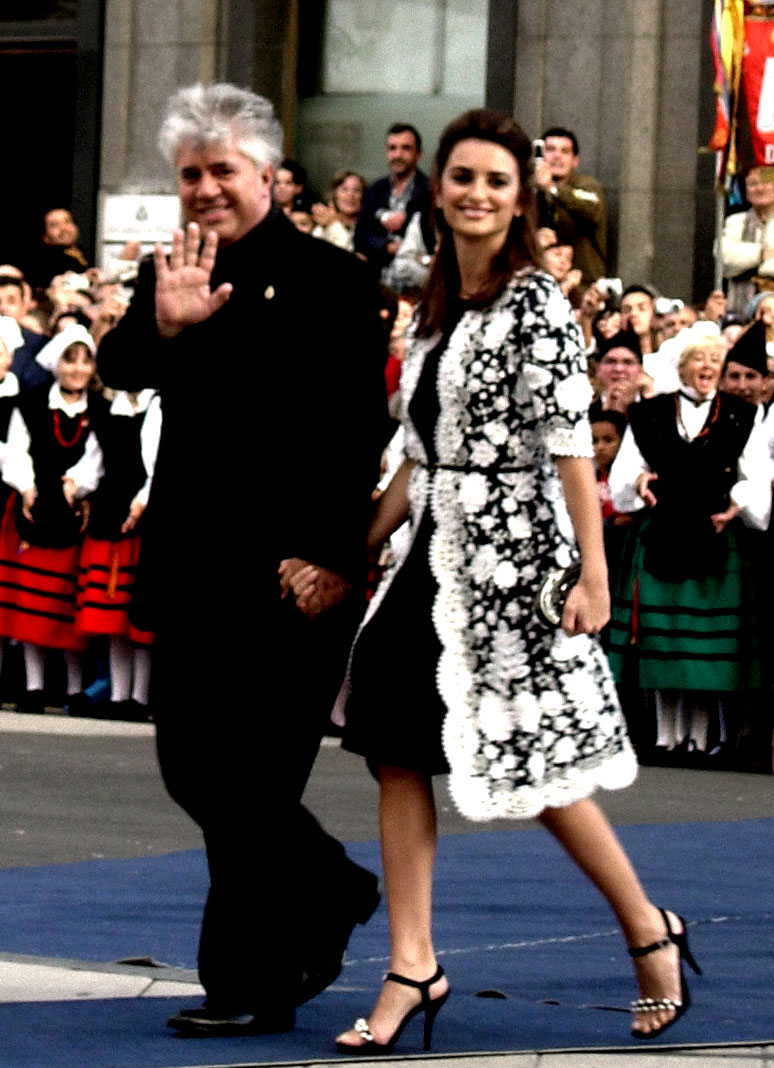
Pedro Almodóvar i Penélope Cruz.

Pedro Almodóvar és un dels directors més internacionals del cinema espanyol i la temàtica i els personatges LGBT estan presents en pràcticament totes les seves pel·lícules des del seu debut amb Pepi, Luci, Bom y otras chicas del montón (1980). Amb un estil personal i estilístic recognoscible, entremescla el drama i la comèdia en les seves produccions, i habitualment sol generar controvèrsia amb els seus retrats d'elements provocadors com la corrupció, el consum de drogues, la prostitució, l'homosexualitat esguerrada o heterodoxes escenes de sexe. Si bé en pràcticament totes les seves pel·lícules abunden els personatges secundaris homosexuals, transsexuals i bisexuals té algunes pel·lícules en les quals la temàtica LGBT és l'eix central de la trama. Laberinto de pasiones (1982), el seu segon llargmetratge, narra les aventures sexuals i afectives Riza Niro (Imanol Arias) a Madrid, "la ciutat més divertida i salvatge del món". Entre tinieblas (1983) centra la seva atenció sobre la vida d'un convent de monges que ajuden joves esgarriades regit per una mare superiora (Julieta Serrano) que s'enamora de Yolanda (Cristina Sánchez Pascual) una cantant amb problemes que no la correspon. La ley del deseo (1987), interpretada en els seus papers principals per Eusebio Poncela, Antonio Banderas i Carmen Maura, relata les vivències d'un director de cinema homosexual que coneix a un jove en la nit d'estrena de la seva nova pel·lícula i a qui la gelosia portarà a un tràgic desenllaç. La mala educación (2004) conta la història d'Eduardo Goded (Fele Martínez), director de cinema d'èxit al Madrid de principis dels anys 80, i el seu retrobament amb Ignacio -ara anomenat Ángel- (Gael García Bernal), el seu primer amor d'infància, qui ha escrit un guió on reflecteix la vida que tots dos van portar en el col·legi catòlic on van estudiar i van sofrir assetjament i abusos per part del Pare Manolo (Lluís Homar). La piel que habito (2011) centra la seva atenció en un cirurgià plàstic, Robert Ledgrand (Antonio Banderas) qui, per venjar-se d'un jove anomenat Vicente (Jan Cornet) que ha agredit la seva filla, el sotmet a una operació de canvi de sexe forçosa transformant-lo en Vera Cruz (Elena Anaya).

### Resta d'Europa
A la resta de Europa també existeix filmografia que aborda la temàtica LGBT.

#### Escandinàvia
El primer antecedent de cinema LGBT als països del nord d'Europa, i en la cinematografia mundial, és la pel·lícula muda Vingarne (Mauritz Stiller, 1916). Va ser la primera producció que va tractar una relació homosexual com a tema central del seu guió. Basada en la novel·la Mikaël de Herman Bang, que va tenir altres adaptacions cinematogràfiques posteriors com la del danès Carl Theodor Dreyer, la història relata l'amor tràgic d'un escultor que s'enamora del seu jove model.
Acabada la Segona Guerra Mundial gradualment es tornen a rodar pel·lícules de temàtica LGBT. Alguns exemples són Flicka och hyacinter (Hasse Ekman, 1950), que narra la història d'una jove pianista que se suïcida i un vigilant que indaga, una vegada succeït el fet, què la va portar a cometre tal acte.
En la dècada següent veu la llum la controvertida pel·lícula 491 (Vilgot Sjöman, 1964), basada en la novel·la d'homònima de Lars Görling, compte la història de sis joves criminals que són reclutats per a participar en un "experiment social" de convivència en un apartament mentre són vigilats per dos treballadors socials. La pel·lícula va ser censurada en incloure escenes com una violació homosexual masculina o l'atac sexual per part d'un gos a una dona.

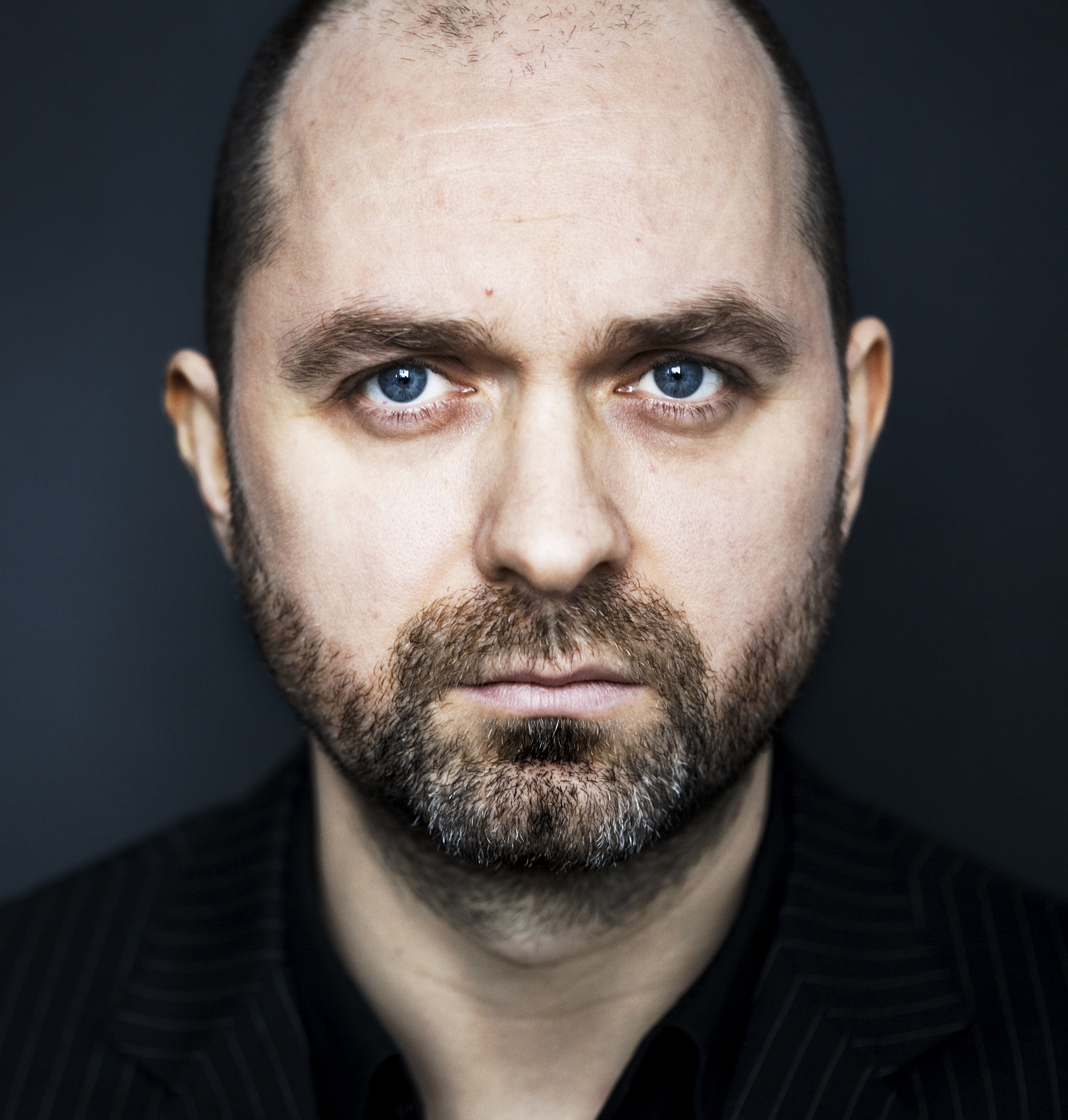
Lukas Moodysson va retratar a Fucking Åmål (1998) la sortida de l'armari de dues noies adolescents en un petit poble de Suècia.

Fruit de l'evolució de valors experimentada en el nord d'Europa és comú trobar pel·lícules i curtmetratges amb temes amables i iniciàtics que se centren en adolescents i joves amb dubtes davant l'opció de sortir de l'armari o amb dificultats per a acceptar la seva pròpia sexualitat. Entre els exemples més destacables figuren Fucking Åmål (Lukas Moodysson, 1998) que relata la història de dos joves, Agnes (16 anys) i Elin (14 anys), alumnes de secundària en l'insignificant poble de Åmål els qui, a més dels conflictes propis de l'adolescència, descobreixen l'atracció i el poderós desig de voler estar juntes. La coproducció suec-o-noruega Sebastian (När Alla Vet) (Svend Wam, 1995) conta la sortida de l'armari d'un noi de 16 anys, que té un entorn amigable i relacions sanes amb la seva família, en enamorar-se del seu millor amic.
Els nous models familiars i el seu canvi de valors es veuen reflectits en pel·lícules com Patrik 1.5 (Ella Lemhagen, 2008) en la que una família composta per dos homes inicien els tràmits d'adopció d'un nen d'any i mig per a trobar-se que han d'acollir a la seva casa, després d'una confusió d'assumptes socials, amb un delinqüent juvenil homòfob de 15 anys. Kyss mig (Alexandra Therese Keining, 2011) se centra en Mia (Ruth Vega), una jove arquitecta que planeja les noces amb Tim (Joakim Nätterqvist), fins que descobreix la seva atracció per Frida (Liv Mjönes), la filla del seu futur sogre. Un altre exemple de nous models familiars està a Holy Mess (Helena Bergström, 2015) cuando la pareja gay formada por Simon (Anastasios Soulis) y Oscar (Anton Lundqvist) inviquan la parella gai formada per Simon (Anastasios Soulis) i Oscar (Anton Lundqvist) conviden a les seves famílies en Nadal per a comunicar-los que, gràcies a la seva amiga Cissi (Rakel Wärmländer), esperen el seu primer fill per gestació per substitució.

#### Altres filmografies
També s'han explorat temes com la integració dels gais i la sortida de l'armari en pel·lícules com la comèdia islandesa Strákarnir okkar (Robert Ingi Douglas, 2005), l'acció del qual es desencadena quan Otta Thor (interpretat per Björn Hlynur Haraldsson) el futbolista estrella d'un equip de futbol de Reykjavík fa pública la seva homosexualitat a la premsa. Després de l'hostilitat dels seus companys decideix abandonar l'equip i unir-se a un equip amateur de futbolistes gais. Davant la petició que l'estrella reconsideri la situació, tots dos equips hauran de disputar una trobada que se celebrarà el dia de l'Orgull LGBT.
Malgrat la seva llarga tradició cinematogràfica el cinema rus va produir la seva primera pel·lícula de temàtica LGBT en el segle XXI. Ya Lyublyu Tebya (Olga Stolpovskaja i Dmitry Troitsky, 2003) és una comèdia en clau de rondalla en la que Vera (Lyubov Tolkalina) i Tim (Evgeniy Koryakovskiy) comencen una relació a Moscou, vivint sense sobresalts fins que Tim atropella Ullmji (Damir Badmaev), un noi nouvingut a la capital. Tim portarà l'estrany i atractiu Ullmji a la seva casa, on revolucionarà la vida de la parella.
A Sèrbia destaca la tragicomèdia Parada (Srđan Dragojević, 2011). Lemon, un dels tipus més durs i perillosos de Belgrad, després de salvar al seu gos d'un atemptat intenta fer el mateix amb la seva cerimònia de matrimoni. Per a aconseguir-ho haurà de recórrer a l'empresa més perillosa de la seva existència: formar part de l'equip de seguretat que protegirà la manifestació de l'Orgull LGTB.
A la República Txeca destaca la producció del director Wiktor Grodecki, nascut a Polònia, que ha abordat la temàtica LGBT en diverses pel·lícules. Després de realitzar dos documentals que tracten la prostitució masculina en menors d'edat, Not angels but angels (1994) i Body Without Soul (1996), debutà en el llargmetratge amb Mandragora (1997), una controvertida pel·lícula que tracta la prostitució masculina, les drogues i el VIH-Sida. Marek (Miroslav Caslavka), un adolescent de 15 anys, fart de les discussions amb els seus pares i amb ganes d'abandonar el col·legi, s'escapoleix de casa i recala a Praga. Després d'abandonar al seu primer proxeneta troba refugi en David (David Svec), un altre jove gai amb el qual començarà a sentir una atracció amorosa.
En la filmografia produïda als Països Baixos podem trobar diverses pel·lícules que aborden la temàtica LGBT. For a Lost Soldier (Roeland Kerbosch, 1992) narra la iniciació sexual d'un adolescent holandès i un soldat canadenc durant el desembarcament dels aliats en la Segona Guerra Mundial. Jongens (Mischa Kamp, 2014) narra la història de Sieger, un adolescent orfe de mare que viu amb el seu pare i el seu germà, i forma part d'un equip d'atletisme, cosa que li permet evadir-se dels seus problemes quotidians. Durant la seva estada en un campament d'estiu, que serveix de preparació per a una important competició, comença a sentir una forta atracció per Marc, el seu company d'equip.

## Cinema de Llatinoamèrica
En el cinema de temàtica LGBT produït en Iberoamèrica destaquen diverses pel·lícules, especialment a partir dels anys 90 del segle xx, que han obtingut gran repercussió internacional. Algunes de les més significatives són la brasilera O Beijo da Mulher Aranha (Héctor Babenco, 1985), la hispano-cubano-mexicana Fresa y chocolate (Tomás Gutiérrez Alea i Juan Carlos Tabío, 1994), la mexicana El callejón de los milagros (Jorge Fons, 1995), la peruana No se lo digas a nadie (Francisco Lombardi, 1998) o l'argentina Plata quemada (Marcelo Piñeyro, 2000).

### Cinema argentí

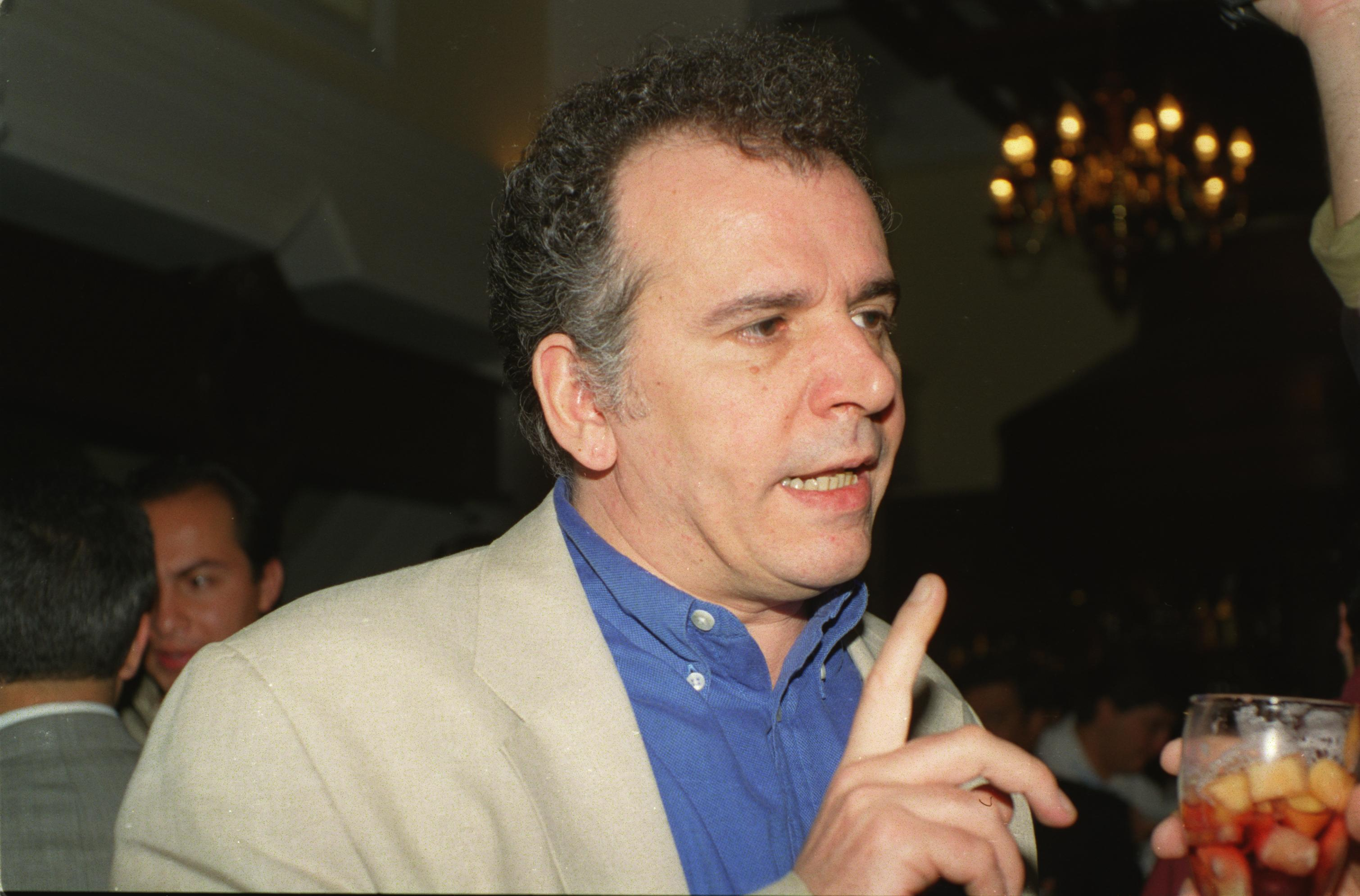
Marcelo Piñeyro, director d'una de les pel·lícules LGTB de major impacte a l'Argentina: Plata Quemada (2000)

De la filmografia produïda a l'Argentina destaquen les pel·lícules Adiós, Roberto (Enrique Dawi, 1995), la pseudo-homofòbica Almejas y mejillones (Marcos Carnevale, 2000), Un año sin amor (Anahí Berneri, 2005) o Plata quemada (Marcelo Piñeyro, 2000).
Una de les primeres pel·lícules de contingut LGBT televisades a l'Argentina va ser Otra historia de amor (Américo Ortiz de Zárate, 1986) que conta la història d'un home casat i amb dos fills que s'enamora del seu cap. La seva transmissió televisiva va estar a càrrec de Telefe el 4 de febrer de 1991 amb censura en els seus dotze minuts finals, en els quals el personatge de Arturo Bonín finalment forma parella amb la seva contrapart, Mario Pasik. En la versió emesa pel canal, la història queda truncada en el moment en què Bonín decideix tornar amb la seva esposa. La Comunidad Homosexual Argentina (CHA) va dir en un comunicat al Diari "Crònica":
| «                                                         | "Hi ha mentalitats que no poden suportar que es vegi massivament un film on els homosexuals no paguen amb sofriment la seva condició" | » |
| — Comunidad Homosexual Argentina, Diario "Crónica", color | |   |

Adiós, Roberto (Enrique Dawi, 1995) és una pel·lícula dramàtica en la que Roberto, un home separat de la seva dona, necessita buscar un refugi i el troba a casa de Marcelo amb qui trava una bona amistat encara que ignora la seva homosexualitat. Després d'una nit de festa tots dos homes mantenen relacions sexuals, i han d'enfrontar-se posteriorment als seus sentiments i identitat sexual.
Adrián Suar protagonitzà junt amb Andrea del Boca una comèdia d'intriga titulada Apariencias (Alberto Lecchi, 2000) on Carmelo Posse, després de comprovar que la dona que estima està compromesa, accidentalment expressa els seus sentiments de frustració durant una marxa d'orgull gai, cosa que després d'un malentès el converteix en el nou heroi del moviment LGBT a l'Argentina. La pel·lícula conté un interessant contingut quant a la contenció i defensa de persones discriminades per la seva sexualitat en aquest país, a pesar que el protagonista principal utilitza la seva "falsa identitat gai" per a mantenir-se prop de la dona que li interessa. La qüestió "ser gai" es marca en les actituds preses per cadascun dels protagonistes els qui, progressivament s'adapten a les circumstàncies i fins i tot, sobre el final de la pel·lícula, Beto (Diego Pérez), el millor amic del protagonista, forma parella amb Iñaqui (Fabio Posca), qui inicialment estava enamorat de Carmelo.
Plata quemada (Marcelo Piñeyro, 2000) està basada en una novel·la de Ricardo Piglia i va ser una producció que va comptar amb una sèrie d'actors de forta imatge heterosexual al seu país d'origen, com Eduardo Noriega o Leonardo Sbaraglia. Aquest factor, al seu torn, va transformar aquesta pel·lícula mainstream en polèmica. Compte la història d'una parella de delinqüents que mantenen una relació sentimental i amorosa. Va obtenir el Premi Goya a Millor Pel·lícula Estrangera.
Almejas y mejillones (Marcos Carnevale, 2000) és una coproducció hispà-argentina en la qual un dels seus personatges protagonistes és una lesbiana qui, després de veure's obligada a conviure amb el nou inquilí de la seva casa, ja que no té diners per a mudar-se a una nova, es va replantejant la seva homosexualitat.
L'òpera prima de la directora Anahí Berneri, Un año sin amor (2005), va abordar la vida d'un jove escriptor seropositiu, deprimit i abandonat per la seva família, que s'endinsa en pràctiques sexuals sadomasoquistes buscant nous suports afectius amb els quals afrontar la seva situació.
La filmografia de Pablo Oliveiro ha abordat en diverses ocasions la temàtica LGBT des del seu debut en el curtmetratge amb Historia de amor en un baño público (2002). Algunes de les seves obres més destacades són Puto (2006), que se centra en una parella d'homes feliçment units als qui un bruixot augura una ràpida separació, o Un ovni sobre mi cama (2011) ambientada en un món futur post-apocalíptic i deshumanitzat en el qual Rex, un cartògraf desocupat, i Ian, un extraterrestre en fugida, comencen una relació que farà replantejar-se les coses. També és obra d'Oliveiro Fiesta con amigxs (2013) documental que tracta la llei d'identitat de gènere argentina.
Mi mejor amigo és una pel·lícula argentina escrita i dirigida per Martín Deus. És protagonitzada per Angelo Mutti Spinetta i Lautaro Rodríguez. Narara la història de dos joves que es coneixen a la casa de Caito, i neix una amistat en la qual tenen molt que aprendre un de l'altre.

### Cinema brasiler
Els primers antecedents de temàtica LGBT en la filmografia realitzada al Brasil els trobem en la pel·lícula O menino e o Vento (Carlos Hugo Christensen, 1967) en la qual un jove enginyer es veu involucrat en la desaparició d'un menor amb qui la gent sospitava que mantenia una relació inapropiada. Ja en la dècada dels anys 80 la premiada coproducció O Beijo da Mulher Aranha (Héctor Babenco, 1985), basada en la novel·la homònima de Manuel Puig, conta la història d'un pres polític (Raúl Juliá) i un pres homosexual empresonat per seduir a un menor (William Hurt) qui, malgrat les seves diferents maneres de veure el món i les relacions humanes, comencen a desenvolupar els seus afectes mutus.

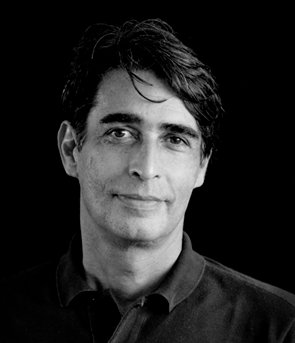
Aluizio Abranches director de la pel·lícula Do começo ao fim (2007)

Tanmateix és partir del segle XXI quan la temàtica LGBT ha estat més present en les produccions brasileres. Do Começo ao Fim (Aluizio Abranches, 2009) narra les historia de dos joves germans per part de mare que, després de la defunció d'aquesta, s'enamoren i acaben mantenint una relació afectiva de caràcter incestuós sense tenir en compte les opinions del seu entorn familiar i d'amistats.

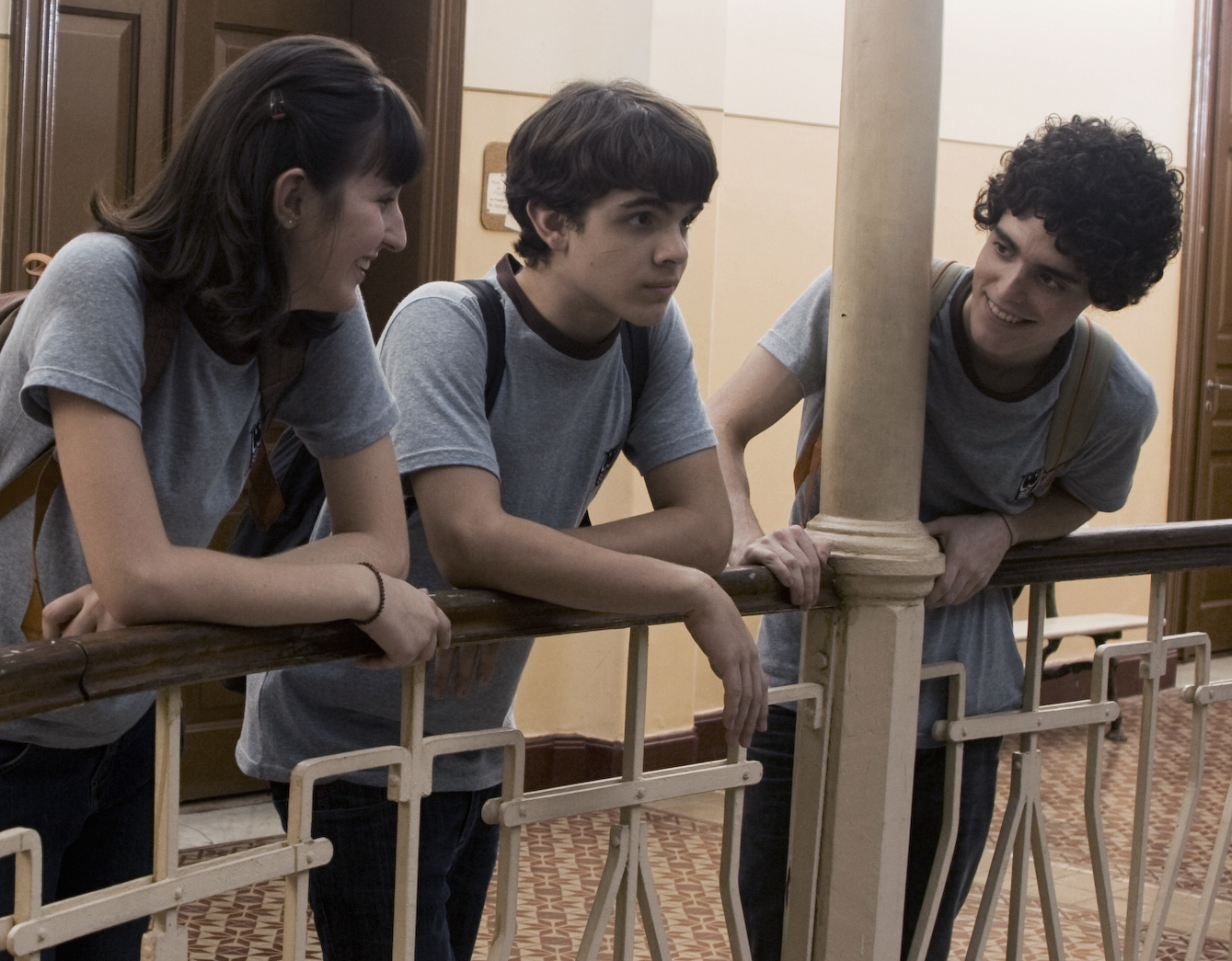
Tess Amorim (Giovanna), Guilherme Lobo (Leonardo) i Fabio Audi (Gabriel), els tres protagonistes del curtmetratge Eu Não Quero Voltar Sozinho (2010) i la pel·lícula Hoje Eu Quero Voltar Sozinho (2014) dirigides per Daniel Ribeiro.

També és significativa la trajectòria del realitzador Daniel Ribeiro. El seu debut va ser amb el curtmetratge Cafè com Leite (2007) narrant la història d'una parella de nois joves que han de fer-se càrrec del germà menor d'un d'ells després de l'accident dels seus pares. Posteriorment va realitzar el curt Eu Não Quero Voltar Sozinho (2010) protagonitzat per un adolescent cec que s'enamora, davant l'estupor del seu millor amiga, d'un nou company de classe. El seu debut en el llargmetratge va ser Hoje Eu Quero Voltar Sozinho (2014), que suposa una versió aprofundida de la història del curtmetratge, amb el mateix elenc principal de personatges, noves subtramas i nova narrativa. Va ser seleccionada com a representant del Brasil per a l'edició 2015 dels Premis Óscar a millor pel·lícula estrangera encara que no va arribar a estar entre les cinc finalistes. Fins a 2016 Hoje Eu Quero Voltar Sozinho ha rebut 44 guardons en festivals de cinema com el Festival de Cinema de Berlín, OutFest o el Festival Internacional de Cinema de Guadalajara.

### Cine colombià
La coproducció franco-colombiana La virgen de los sicarios (Barbet Schroeder, 2000) va causar certa coïssor en alguns sectors socials i fins i tot la seva censura. Es tracta d'una pel·lícula gairebé documental, basada en la novel·la autobiogràfica de l'escriptor Fernando Vallejo, que narra les vivències de Fernando (Germán Jaramillo), un escriptor homosexual, que torna a Medellín després d'anys d'absència i comença una relació sentimental amb Alexis, un jove sicari de 16 anys

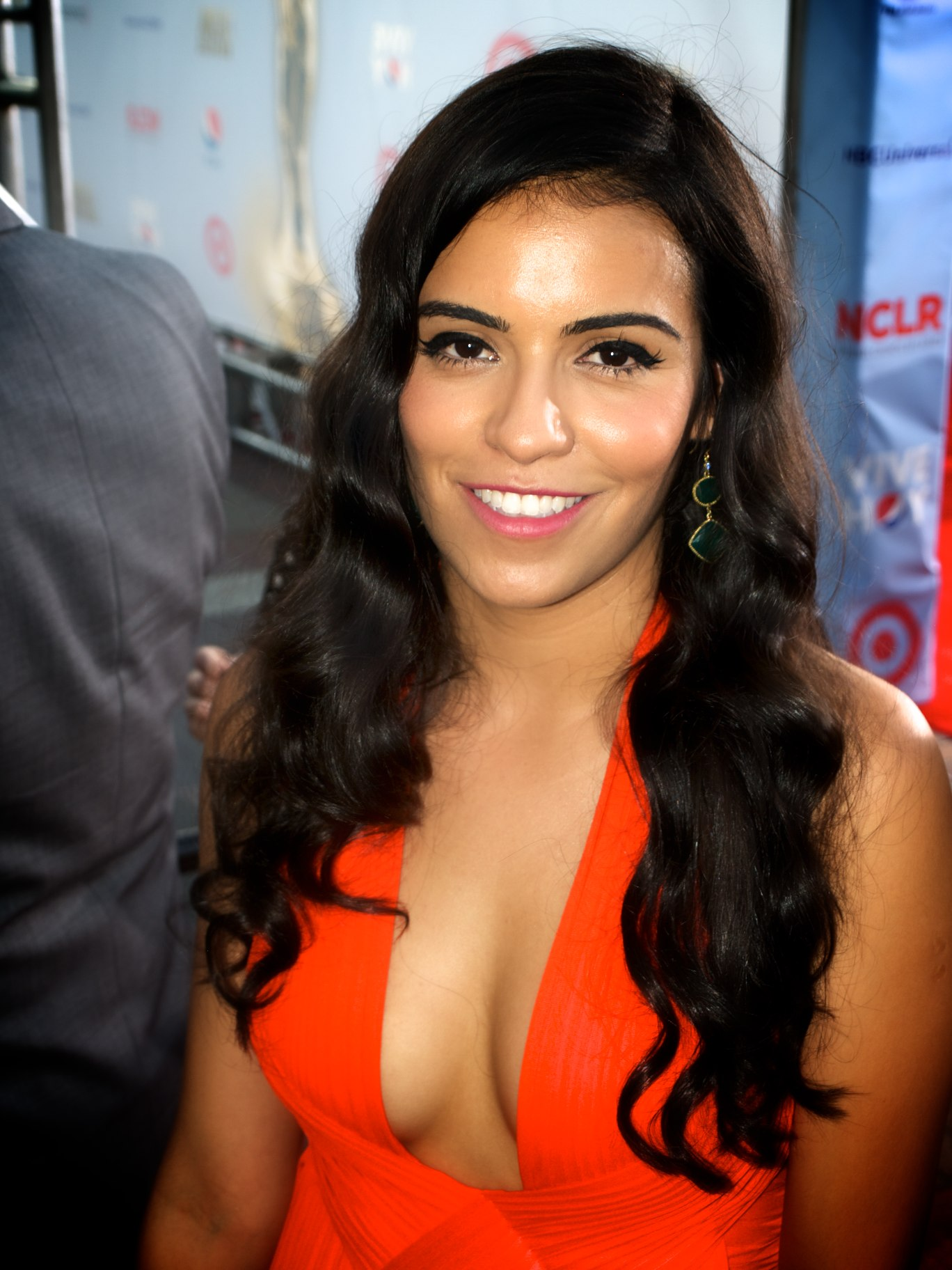
Olga Segura és una de les protagonistes de La luciérnaga (2015), opera prima de la realitzadora Ana María Hermída

En clau lèsbica, l'opera prima La luciérnaga (Ana María Hermida, 2015) narra la història de dues dones, Lucía (Carolina Guerra) i Mariana (Olga Segura), unides per la tràgica pèrdua en accident de trànsit del seu germà i promès. En aquest moment de dolor les dues protagonistes passaran de ser un gran suport la una per a l'altra per a convertir-se en una mica més quan sorgeixi l'amor.

### Cinema cubà
El primer antecedent de cinema LGBT produït a Cuba es troba en el documental Conducta impropia (Néstor Almendros i Orlando Jiménez, 1984) que narrava la persecució d'homosexuals i intel·lectuals en la Cuba castrista des dels inicis de la Revolució cubana fins als primers anys 80. S'hi entrevista noms rellevants de la cultura cubana (Lorenzo Monreal, Reinaldo Arenas, Jorge Ronet, Luis Lazo, Rafael de Palet o Jorge Lago) i es demostrava l'existència de camps de concentració per a gais a la Cuba de Castro.

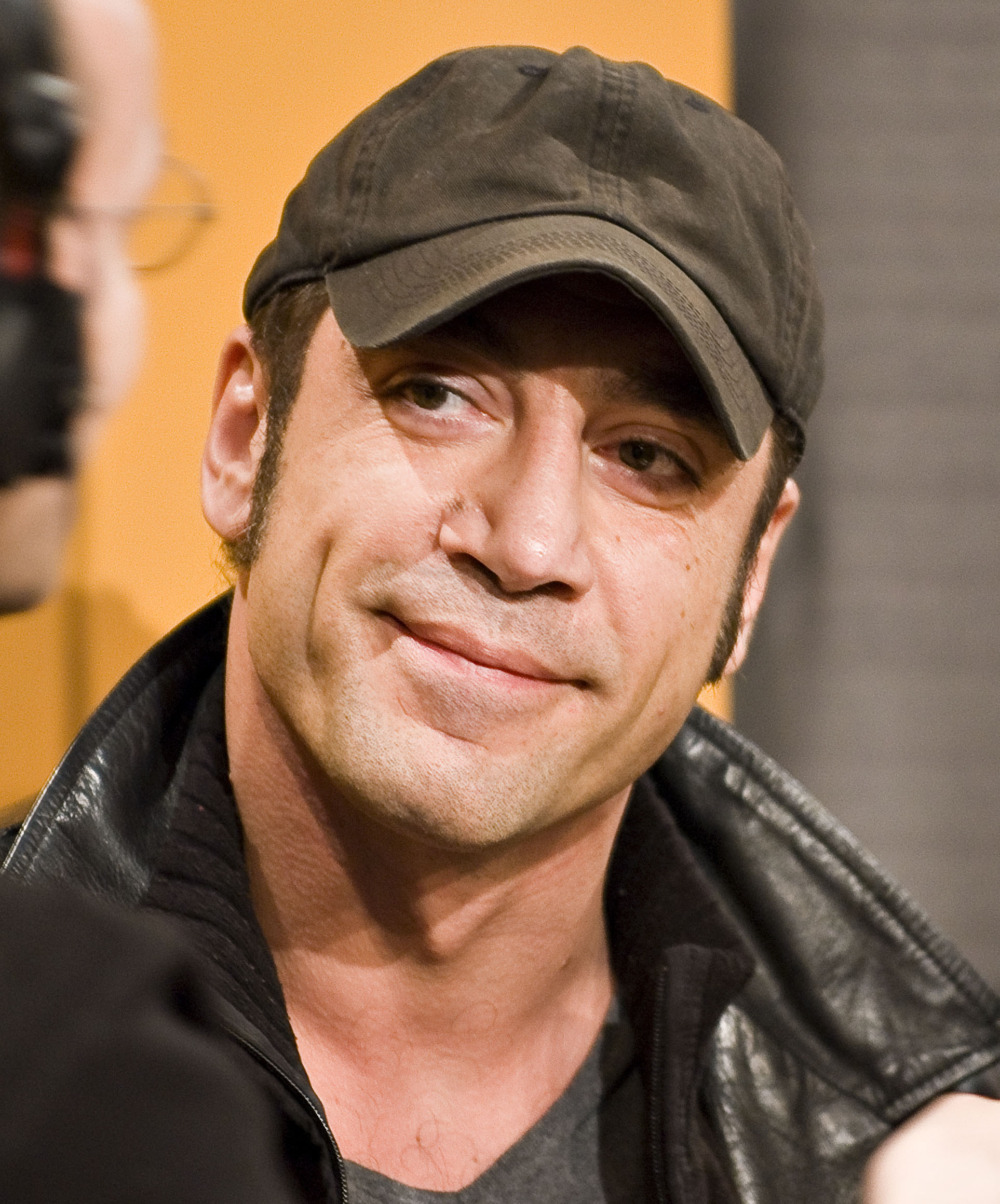
Javier Bardem va protagonitzar Before Night Falls (Julian Schnabel, 2000), biografia de l'escriptor cubà Reinaldo Arenas.

En 1989, Enrique Pineda Barnet filma La bella del Alhambra, pel·lícula ambientada en els anys vint i trenta a l'Havana dels teatres musicals. Adolfito, personatge interpretat per Carlos Cruz, és un gai amanerat que ajudarà la protagonista a triomfar com a estrella del teatre musical i després serà oblidat, acabarà vagant pels carrers i mort a trets per un grup de revolucionaris que en realitat buscaven executar un esbirre de la dictadura machadista que usa Adolfito com a escut humà. El personatge respon al destí tràgic del gai reflectit en el cinema que comença a abordar aquestes temàtiques.
Ja en la dècada següent la coproducció cubà-espanyola-mexicana Fresa y chocolate (Tomás Gutiérrez Alea i Juan Carlos Tabío, 1994) va obtenir gran repercussió internacional, fou nominada als Premis Oscar i va obtenir el Premi Goya a la millor pel·lícula estrangera de parla hispana i l'Os de Plata al Festival de Berlín. Narra l'amistat que sorgeix entre Diego (Jorge Perugorría), un culte artista obertament homosexual, i David (Vladimir Cruz), un jove comunista heterosexual ple de prejudicis i idees doctrinàries.
A partir del segle XXI veu la llum en el cinema cubà una sèrie de pel·lícules, autòctones o en forma de coproducció, de temàtica LGBT. Encara que produïda als Estats Units Before Night Falls (Julian Schnabel, 2000) és una pel·lícula ambientada en Cuba i rodada en espanyol que conta la vida de l'escriptor Reinaldo Arenas, encarnat per Javier Bardem, i la seva persecució a la Cuba de Castro per la seva condició homosexual. Bardem va obtenir nominació com a millor actor principal en la gala dels Premis Oscar de 2001 per aquest paper.
Chamaco (Juan Carlos Cremata, 2010) és una pel·lícula dramàtica, basada en l'obra de teatre homònima, original d'Abel González Melo i que aborda la nit havanera i la corrupció en l'ambient de la prostitució masculina després del descobriment d'un noi assassinat al Parc Central de l'Havana. Casa Vieja (Lester Hamlet, 2010), basada en l'obra de teatre homònima d'Abelardo Estorino, narra la història d'Esteban, qui després de 14 anys vivint a Espanya, torna a la llar materna per a enfrontar-se a la imminent mort del seu pare, retrobar-se amb el seu passat i deslligar els dimonis dels seus, ja que tots tenen secrets, mentides, frustracions i somnis
Verde, verde (Enrique Pineda, 2012) és un drama que conta la història d'Alfredo, paramèdic de navegació mercantil, i la seva trobada amb Carlos, informàtic aspirant a aviador, passant de l'atracció, a la seducció i al rebuig.
La coproducció La Partida (Antonio Hens, 2013) narra la història de Reinier (Reinier Díaz), un jove que es prostitueix amb homes estrangers amb el consentiment de la seva parella i la seva sogra, i Yosvani (Milton García), jove que ajuda el seu sogre en els seus negocis de venda il·legal de roba estrangera. Tots dos nois són amics aparentment heterosexuals que juguen al futbol i somien amb una vida millor. Gradualment, desenvolupen una relació afectiva més estreta en un entorn hostil.
Premiada en diverses mostres i festivals Vestido de novia (Marilyn Solaya, 2014) té una doble referència: un conegut poema de Norge Espinosa, que al seu torn pren com a referent a Lorca i la història real del primer cubà sotmès a un canvi de sexe masculí a femení. El film conta la història de Rosa Elena (Laura de la Uz i Ernesto (Luis Alberto García, una parella aparentment feliç fins que un secret en la vida d'ella amenaça aquesta harmonia i els converteix en víctimes de la violència, els prejudicis i els estereotips d'una societat regida per actituds masclistes i patriarcals.
Fátima o el parque de la fraternidad (Jorge Perugorría, 2015), inspirada en un conte de l'escriptor Miguel Barnet que va obtenir el premi Juan Rulfo de Ràdio França Internacional, recrea la història de la transformació d'un homosexual en un travestí (Carlos Almirante) que accepta prostituir-se davant els reclams de la seva parella.

### Cinema mexicà
L'homosexualitat en el cinema mexicà apareix retratada d'una manera estereotipada i bufonesca, especialment el cinema de les dècades de 1970 a 1990, i a partir d'aquestes dates d'una manera més realista i veraç. En les dècades de 1970 a 1990, període posterior a l'anomenada "Època d'Or" del cinema en aquest país, nombroses pel·lícules van incorporar personatges homosexuals en les seves trames. Es tractava gairebé sempre de personatges masculins que tendien a reproduir estereotips de la cultura popular sobre l'homosexualitat: homes efeminats amb vestimentes estrafolàries i maneres de parlar bastant peculiars. Una de les pel·lícules més conegudes d'aquest període, que pot servir d'exemple, és Modisto de señoras (Eduardo Jiménez Pons, 1969), film on Mauricio Garcés interpreta a un home que es fa passar per homosexual -reproduint el conegut estereotip- per a entrar en la vida de les seves clientes i, finalment, seduir-les. En altres films d'aquest període els homosexuals apareixen com a personatges secundaris i gairebé sempre sempre amb la intenció de servir d'objecte d'acudits per part de la resta de l'elenc.

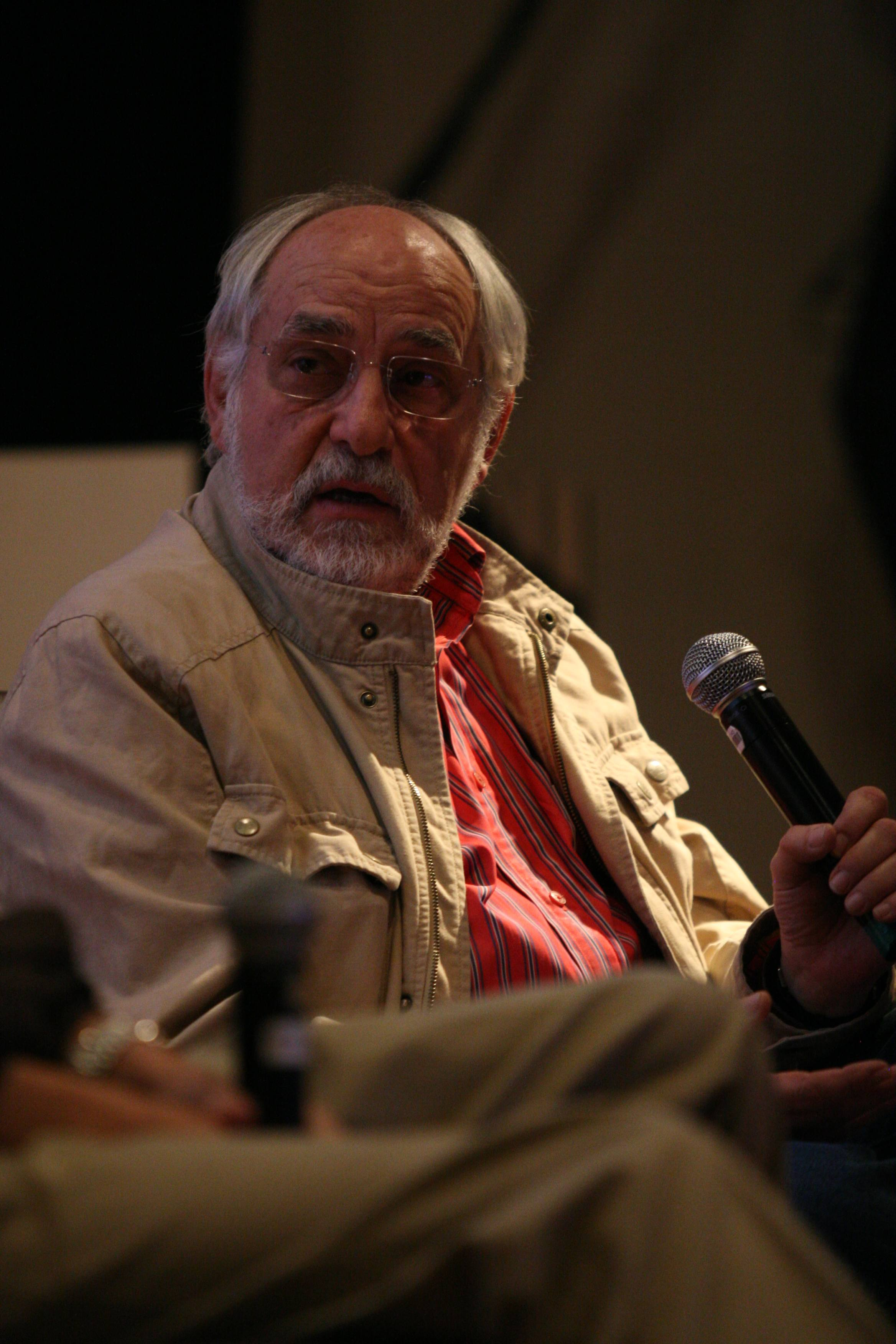
Arturo Ripstein dirigí El lugar sin límites (1977), pel·lícula en què els seus protagonistes es van fer el primer petó gai vist en el cinema mexicà

La primavera de los escorpiones (Francisco del Villar, 1971) va ser una pel·lícula controvertida l'argument de la qual i adaptació, obra d'Hugo Argüelles, barrejava l'homosexualitat i la pederàstia. Interpretada per Isela Vega, Enrique Álvarez Félix, Milton Rodríguez, Lucy Gallardo, Jorge Fégan, Jorge Casanova, Lilia Landua i Salvador Pérez, compte la història de dos amants homosexuals que es relacionen amb una fotògrafa divorciada i el seu fill petit en un llac. Un d'ells s'enamora de la vídua i l'altre, per gelosia, sodomitza al seu fill, horroritzant a la mare i generant-se una baralla entre els dos homosexuals.
Una de les primeres pel·lícules mexicanes on el personatge principal és homosexual sense seguir els estereotips anteriorment esmentats va ser El lugar sin límites (Arturo Ripstein, 1977), basada en la novel·la del xilè José Donoso. La trama gira sobre un bordell de poble al costat del mar on "la Manuela" (travestí interpretat per Roberto Cobo) i la seva filla "La Japonesita" (Ana Martín) exerceixen la prostitució. Va ser la primera producció mexicana en la qual es va veure en pantalla un apassionat petó entre dos homes y va obtenir guardons com el premi Ariel d'or a la pel·lícula i el Ariel de plata a l'actuació de Roberto Cobo.
| «                           | El Lugar Sin Límites (sic) és el primer retrat seriós sobre el tema de l'homosexualitat dins del cinema mexicà, la cinta és transgressora perquè devela el conflicte intern de l'home que s'assegui atret per un efeminat, però es veurà frustrat per la llei imposada d'un membre de l'horda a la qual pertany, qui s'erigeix com a autoritat. Ripstein, en la versió cinematogràfica, transmuta l'infern de Mefistòfeles desentranyant els dimonis de personatges peculiars que es relacionen d'una manera pecaminosa. | » |
| — Eduardo Dánchez Villagrán | |   |

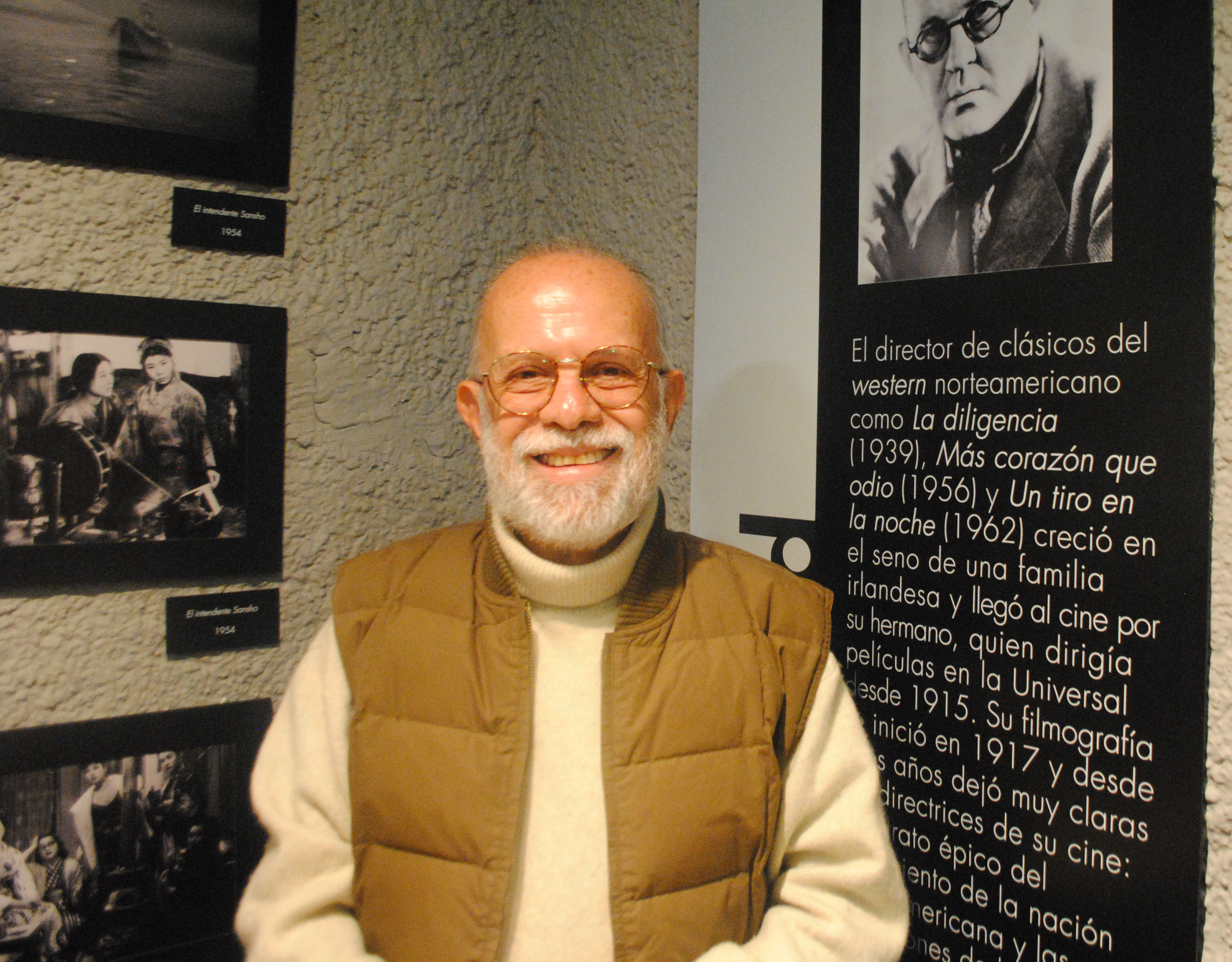
El director Jaime Humberto Hermosillo ha retratat personatges homosexuals sense prejudicis al llarg de la seva filmografia

L'homosexualitat és tractada sense prejudicis en l'obra del realitzador Jaime Humberto Hermosillo, les pel·lícules del qual van deslligar l'escàndol dels mexicans pel tractament que es dona a les inclinacions homoeróticas dels personatges que apareixen a les obres. Moltes d'aquestes cintes van ser "enllaunades" -terme que s'empra per a referir-se a les cintes que no van tenir gran difusió o mai van ser exhibides en públic-. Potser la més coneguda de les pel·lícules de temàtica homosexual dirigides per Hermosillo en els anys vuitanta és Doña Herlinda y su hijo (1984). Aquesta comèdia relata la història d'una parella homosexual, un dels membres de la qual és pressionat per la seva mare per a casar-se. L'home accedeix a la pressió familiar, per a decepció del seu company. La mare té un paper central, perquè és ella qui soluciona els conflictes derivats de la pressió que ella mateixa va exercir sobre el seu fill.
Gradualment el cinema mexicà va incorporar la temàtica homoerótica com un tema secundari en les trames de pel·lícules que van obtenir reconeixement internacional. Pel·lícules com Danzón (María Novaro, 1991), Miroslava (Alejandro Pelayo, 1993), El callejón de los milagros (Jorge Fons, 1995) o Y tu mamá también (Alfonso Cuarón, 2001), són exemples de la incorporació de trames secundàries -més o menys explícites- que reflecteixen la diversitat sexual.
En el segle XXI comença la seva marxa un dels directors que més ha centrat el seu discurs en la temàtica LGBT: Julián Hernández. Guanyador en dues ocasions del premi Teddy del Festival de Cinema de Berlín, en la seva filmografia destaquen tres obres: Mil nubes de paz cercan el cielo, amor, jamás acabarás de ser amor (2003), el personatge principal del qual és un adolescent al qual abandona la seva recentment coneguda parella. Vagant pels carrers de la Ciutat de Mèxic, Gerardo busca Bruno pertot arreu trobant a més personatges abandonats. En algun moment és colpejat, en uns altres es troba prop de la prostitució i cap dels personatges de la pel·lícula s'acosta als estereotips homosexuals que van aparèixer en el cinema mexicà durant dècades: Gerardo, per exemple, és un jove de trets rudes originari d'una zona pobra de la ciutat; El cielo dividido (2006) tracta les infidelitats en la parella encarnada per Gerardo (Miguel Ángel Hoppe) i Jonás (Fernando Arroyo), dos joves que viuen el seu amor de forma apassionada i intensa fins que un noi enigmàtic conquista Jonás i Sergio (Alejandro Rojo), un altre jove, aprofita l'ocasió per a enamorar Gerardo; Rabioso sol, rabioso cielo (2009) completa la trilogia amb un drama que aborda l'amor, el sexe i la destinació contant la història de Kieri, Tari i Ryo s'estimen sense estar cenyits a cap circumstància espacial o temporal.
La otra familia (Gustavo Loza, 2011) narra la història de Hendrix un nen que, en ser abandonat durant 3 dies per la seva mare addicta al crack, és rescatat per una amiga i encarregat a una parella homosexual. La seva mare és forçada a entrar en rehabilitació mentre el seu amant, un traficant de drogues, veu en ell un negoci si el ven a un matrimoni que acaba de perdre al seu bebè. La mare fuig de la clínica per a recuperar-ho costi el que costi mentre les autoritats tracten d'ingressar-ho en un orfenat per a protegir-lo. Pel que sembla tot món pot opinar sobre el futur del nen.

### Cinema peruà
Fins a finals del segle XX els personatges LGBT no van aparèixer en la filmografia peruana i, gairebé sempre, la intolerància social i familiar ha estat el catalitzador dels conflictes mostrats en la pantalla. L'homosexualitat segueix sense estar normalitzada o sent considerada d'una manera positiva majoritàriament.

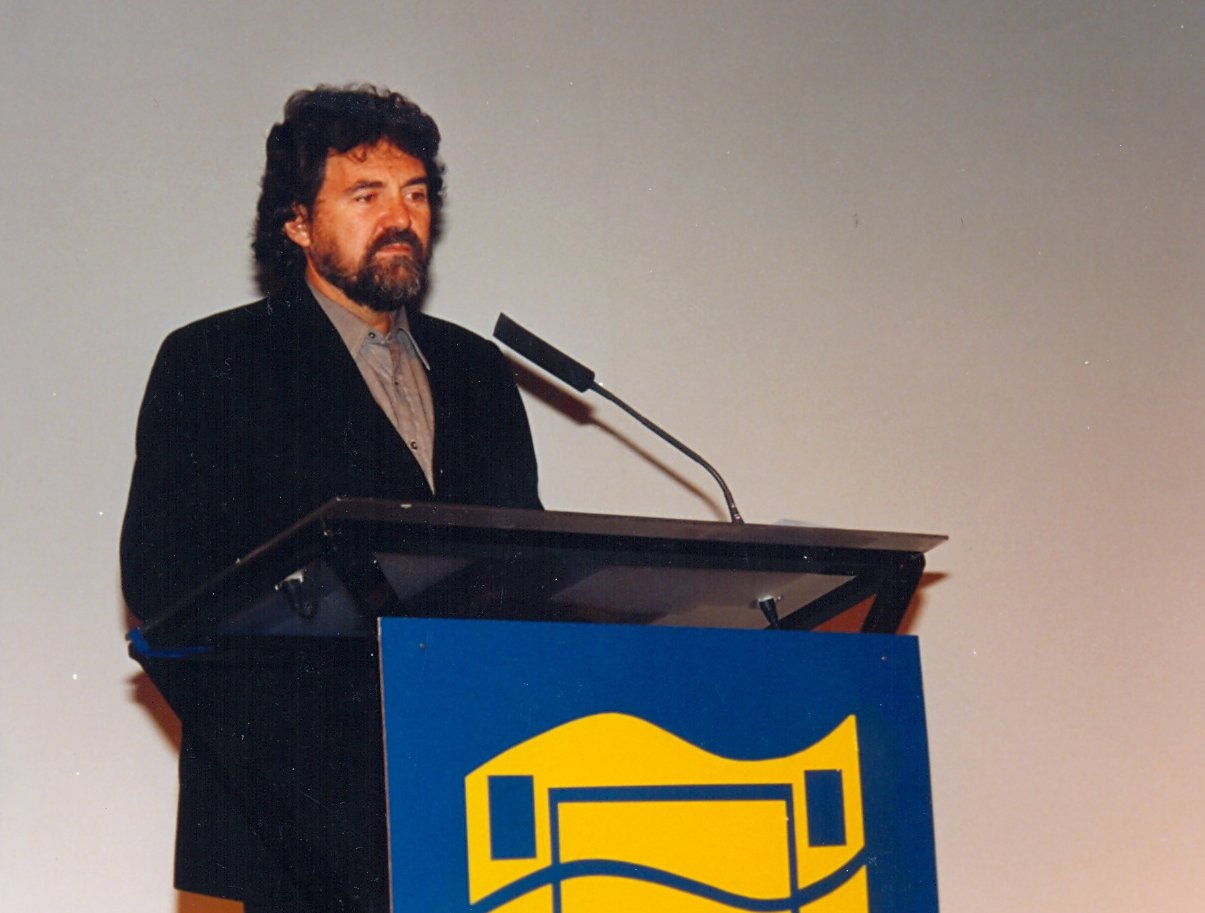
Francisco J. Lombardi, director de No se lo digas a nadie (1998) o Dos besos (2015), dues de les més reconegudes pel·lícules de temàtica LGBT del Perú

Basada en la novel·la homònima de Jaime Bayly No se lo digas a nadie (Francisco J. Lombardi, 1998) va ser la primera pel·lícula de temàtica homosexual produïda al Perú. Compte la història, des de l'adolescència fins a l'edat adulta, de Joaquín Camino (Santiago Magill) un jove homosexual de l'alta societat de Lima que s'enfronta als prejudicis del seu entorn i al rebuig d'una societat hipòcrita, homofóbica i suposadament molt conservadora. Tant la novel·la com la pel·lícula van generar controvèrsia en ciutat de Lima en tractar obertament la temàtica homosexual i la pel·lícula va ser censurada per diferents figures públiques pel seu alt contingut per a adults. Amb una àmplia trajectòria fílmica Lombardi ha fet adaptacions al cinema com la novel·la de Mario Vargas Llosa Pantaleón y las visitadoras (1999). També ha abordat la temàtica lèsbica a Dos besos (Troika) (2015), narrant la història d'un triangle amorós en el qual les dues dones mantenen una forta relació de dependència, temàtica inaudita fins avui en la filmografia peruana.
Ja en el segle XXI la temàtica LGBT comença a afermar-se amb mostres tant en els circuits alternatius com en produccions més accesibbles. En el circuit alternatiu Porka vida (Juan Carlos Torrico, 2004) conta les històries de quatre joves que volen viure i experimentar les vivències de la vida. Un d'ells Miluzka/Giovanni (interpretat pel transformista Jossie Tassi) és un drag queen que exerceix la prostitució i finalment assumeix la seva identitat masculina. En el segon es pot assenyalar El Pecado (Palito Ortega Matute, 2006) que parla sobre les dificultats d'un jove homosexual en un poblat andí. Eduardo és un jove ayacuchano qui, des de nen, sofrirà diferents penalitats, amb alts graus de violència i repressió, en el si d'una cultura masclista i tradicional.

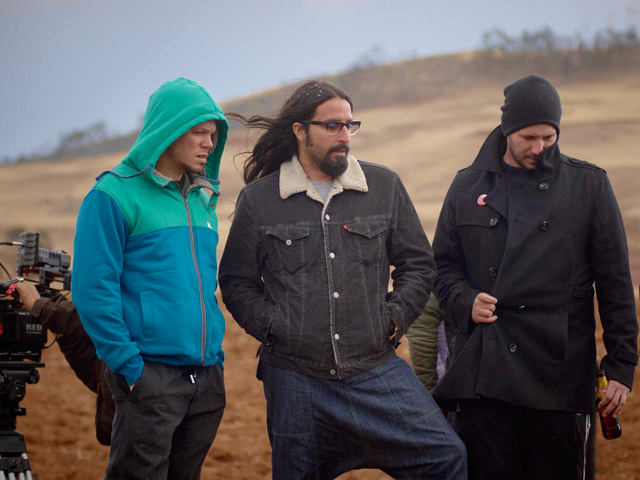
El director Jorge Carmona -al centro de la imatge- retratà una dura historia d'amor homosexual, amb el rerafons del VIH-Sida, a Condominio (2007)

La transgressora Condominio (Jorge Carmona, 2007) és una pel·lícula coral en la qual una de les històries narrades és la de Fredy i Álvaro: una parella que ha establert un alberg per a malalts amb Sida, malaltia de la que Álvaro està en fase terminal, cosa a la que ha d'enfrontar-se Fredy i, al mateix temps, mantenir l'ànim del grup. Una temàtica similar pot trobar-se en un dels episodis de Cu4tro (Sergio Barrio, 2009) quan Raúl (Paul Vega), qui pateix d'esclerosi múltiple terminal i no pot valer-se per si mateix ni complaure sexualment Peter (Renzo Schuller), la seva parella, decideix finalitzar la seva relació per a alliberar-lo de la càrrega de viure amb ell.
El drama romàntic Contracorriente (Javier Fuentes-León, 2009) està ambientat en un petit poble costaner de pescadors. Miguel (Cristian Mercado) és un jove pescador amb una esposa embarassada, que viu la quotidianitat d'aquests paratges entre llargues jornades de pesca, amics, cerveses i vida casolana. Però està immers en un doble joc, un triangle amorós i secret, ja que és amant de Santiago (Manolo Cardona) un foraster, pintor i homosexual assumit, que veu frustrat el seu afany de tenir plenament Miguel per a ell. El pescador es debat en un conflicte d'identitats, doblegat per aquesta frenètica passió per Santiago en la qual es confonen amor i desig.
Els conflictes familiars i socials també figuren en Sebastián (Carlos Ciurlizza, 2014) en la qual un xef torna al seu poble natal per cuidar de la seva mare Carmen, que ha caigut malalta. La relació entre mare i fill mai va ser bona i han passat molts anys des de l'última vegada que es van parlar. D'altra banda, Sebastián reviu el passat amb la seva exenamorada Lucía, en descobrir que té un fill amb ella des de fa 9 anys. De sobte, Josh, l'espòs de Sebastián, visita el poble.

### Cinema veneçolà

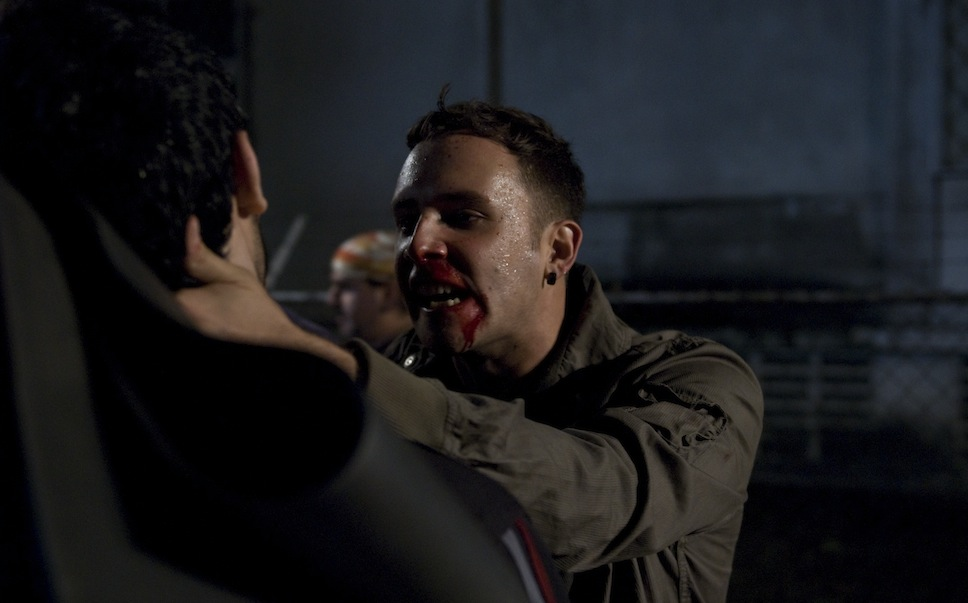
Alexander Da Silva va interpretar Racso en Azul y no tan rosa (Miguel Ferrari, 2012), una de les pel·lícules de temàtica LGBT més llorejades de Veneçuela.

Veneçuela té poques produccions cinematogràfiques que abordin la temàtica LGBT, però sí han obtingut premis i reconeixement internacional. La cinta Azul y no tan rosa (Miguel Ferrari, 2012), guanyadora del Premi Goya a la millor pel·lícula hispanoamericana de 2013, aborda temes com l'homosexualitat, transsexualitat i violència de gènere. Diego (Guillermo García Alvarado), un fotògraf reeixit de Caracas, decideix formalitzar la seva relació amb Fabrizio (Sòcrates Serrano) anant-se a viure amb ell. De manera inesperada es veu obligat a fer-se càrrec del seu fill Armando (Ignacio Montes), que viu a Espanya i al qual no ha vist des de fa anys, no sent senzill restablir la relació afectiva amb ell. En tals circumstàncies, un grup de radicals homòfobs li propinen a Fabrizio una brutal pallissa que el deixa en coma i finalment mor. Diego farà tot el possible perquè es castigui al culpable.
Asi mateix Liz en Septiembre (Fina Torres, 2013) aborda el tema del lesbianisme narrant la història d'una una dona homosexual que pateix una malaltia terminal (Patricia Velásquez) la qual es connecta amb una altra dona (Eloísa Maturén) que va perdre al seu fill, establint-se una relació amorosa entre ambdues.
La coproducció veneçolana-mexicana Desde allá (Lorenzo Vigas, 2015) és un drama que va guanyar per primera vegada per a Veneçuela el Lleó d'Or en el 72a Mostra Internacional de Cinema de Venècia. Ambientada a Caracas narra la història d'un protètic dental homosexual (Alfredo Castro) que contracta nois perquè es despullin al seu apartament mentre es masturba. Aquest home acaba obsessionat amb un d'ells, un pinxo anomenat Élder (Luis Alejandro Silva).

## Cinema d'Àsia
El cinema asiàtic, en particular el xinès i el japonès, posseeix dues de les filmografies més importants del continent sobre temes LGBT.

### Cinema xinès
L'homosexualitat ha estat retratada àmpliament en l'art xinès, però després de la creació de la República Popular de la Xina (1949) es va convertir en una cosa clandestina. Després de la mort de Mao Zedong en 1976, gradualment es va modificant l'opinió sobre l'homosexualitat i es produeixen avanços com la despenalització de la sodomia en 1997 o l'eliminació de l'homosexualitat de la llista de malalties mentals en 2001. Les referències més antigues en el cinema xinès que mostren l'homosexualitat són La gran carretera (Sun Yu, 1934), pel·lícula muda ambientada en la guerra xineso-Japonesa, que narra la vida d'un grup d'homes que construeixen una carretera estratègica per al desenvolupament del conflicte i Dues germanes d'escena (Xie Ying, 1965) pel·lícula dramàtica que conta la història de dues dones en una companyia itinerant d'opera l'any 1935. No serà fins a l'aparició de Adéu a la meva concubina (Chen Kaige, 1993), el drama històric d'un triangle amorós entre dos actors de la òpera de Pequín i una prostituta, que l'homosexualitat torna a prendre protagonisme en la filmografia xinesa.

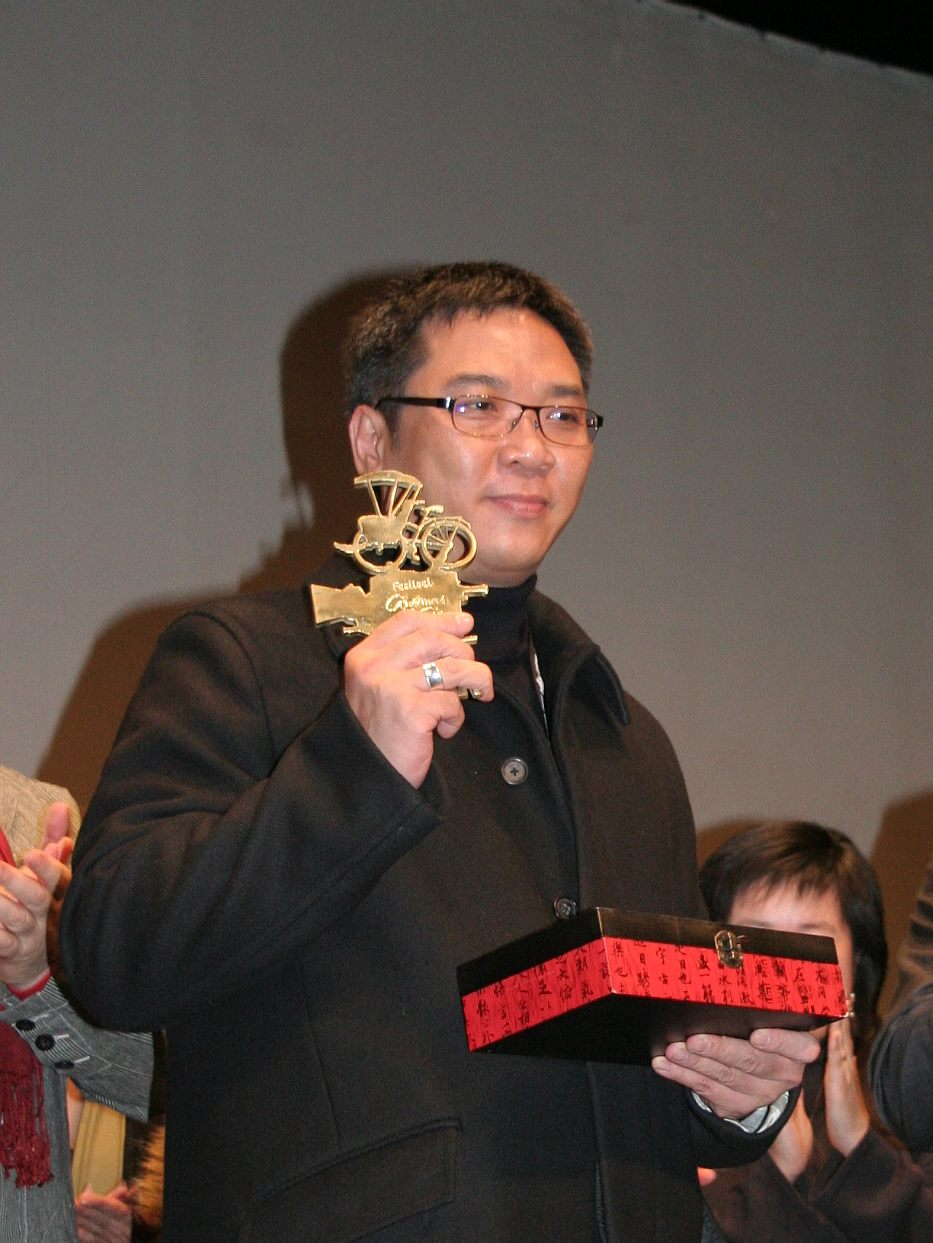
El director hongkonès Stanley Kwan ha mostrat en diverses ocasions l'homosexualitat a través dels seus personatges i trames.

Aquestes tres pel·lícules són un referent per al director de temàtica gai més reconegut de la Xina: el hongkonés Stanley Kwan. Molt reconegut al seu país les pel·lícules de Kwan a penes compten amb distribució als països hispanoparlants. La seva primera pel·lícula, Nu ren xin (Dones) (1985), ja abordava l'homosexualitat d'una forma nova a través d'un grup d'amigues divorciades dels seus marits. A Ren Zai Niu Yue (Lluna plena a Nova York) (1989) tres lesbianes xineses d'històries molt diverses i residents a Nova York es plantegen la relació entre la cultura xinesa i l'homosexualitat. De caràcter autobiogràfic Memòria personal d'Hong Kong: malgrat tot encara et vull (1997) també afronta l'homosexualitat en aquest cas del director. Yue kuai li, yue duo luo (Agafa't fort)' (1997) mostra la deteriorada relació de Moon (Chingamy Yau) amb el seu marit Ah Wai (Sunny Chan), ja que aquest passa el temps amb el seu ordinador, trobant consol en Jie (ke Yu-Guan), el guarda d'una piscina amb qui començarà una aventura sense que el seu marit sospiti. Lan Yu (2001) aborda la prostitució masculina de mans de Chen Handong, un empresari d'èxit que contracta a nois joves a canvi de sexe, i Lan Yu, un inexpert noi de poble jove que ha arribat a Pequín per a estudiar arquitectura. A Handong li agrada estar amb Lan Yu però li aclareix que la seva relació no és seriosa i que finalitzarà quan deixin de sentir-se bé o es coneguin massa l'un a l'altre. No obstant això Lan Yu comença a desenvolupar els seus afectes per Handong.

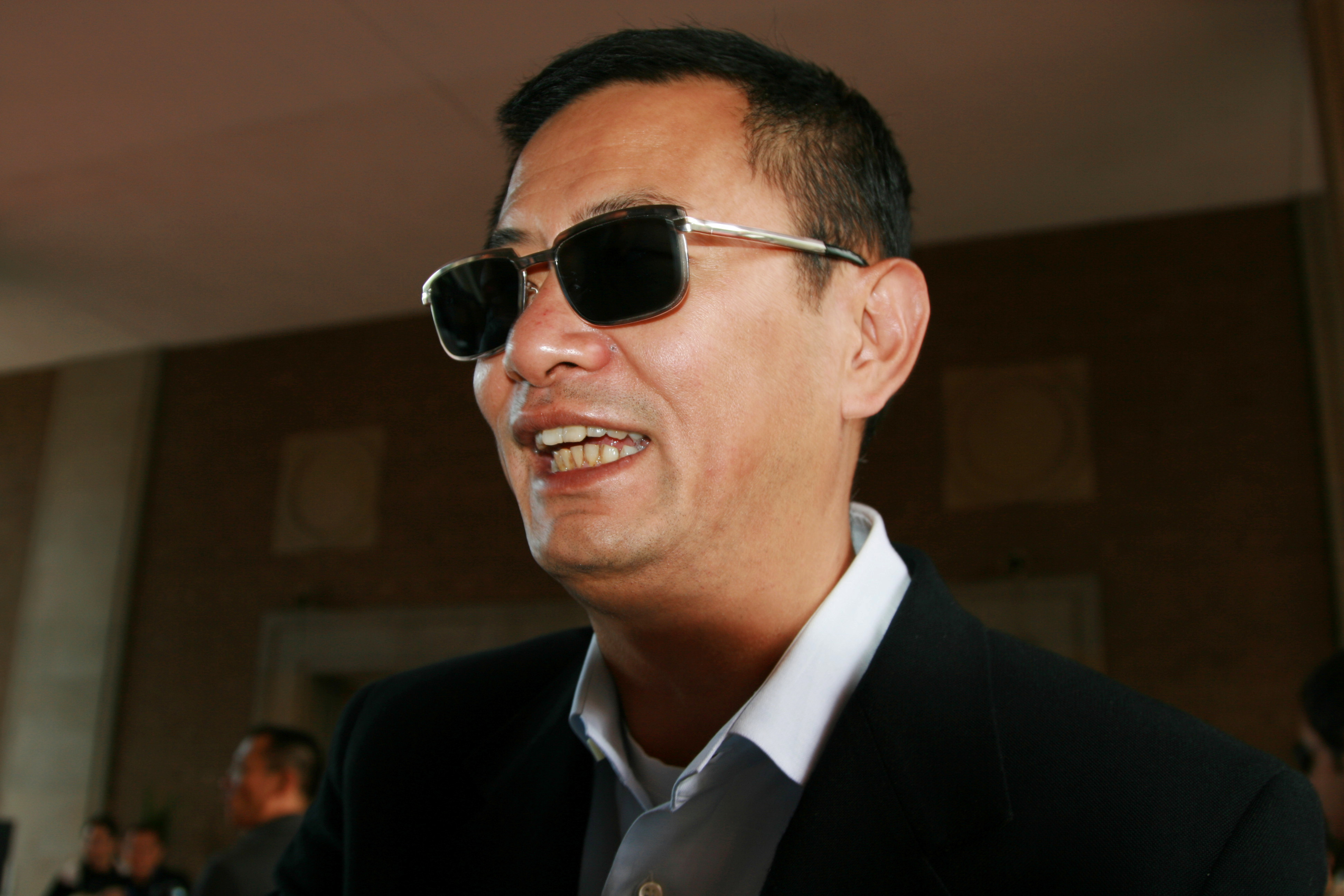
Wong Kar-wai va dirigir en 1997 Happy Together. Una de les pel·lícules xineses de temàtica homosexual amb major projecció en l'exterior.

La pel·lícula gai xinesa que ha obtingut major transcendència a Occident ha estat Happy Together (Wong Kar-wai, 1997). Va proporcionar a su director la Palma d'Or en el Festival de Canes 1997 narrant una tortuosa relació entre dos gais hongkonesos que sobreviuen als ambients marginals de Buenos Aires. Un dels seus dos actors protagonistes, Leslie Cheung, no va tenir inconvenient a fer pública la seva homosexualitat malgrat haver estat un ídol per a les adolescents del seu país.
A la Xina continental han destacat les obres Dōng Gōng Xī Gōng (Yuang Zang, 1996) on es narra la relació sadomasoquista entre un jove escriptor homosexual i el policia que el deté mostrant-se la dificultat de ser homosexual a la Xina contemporània. En clau de comèdia d'intriga Nannan nünü (Homes i dones)' (Bingjian Liu, 1999) mostra un matrimoni que intenta aparellar un jove solter encara que finalment arriben al convenciment que és homosexual, ja que no mostra gens d'interès a concretar res amb les dones que li presenten. També destaca la pel·lícula Looking for Rohmer (Seek McCartney) (Chao Wang, 2013), coproducció franco-xinesa que finalment va obtenir el permís de les autoritats per a la seva projecció sense censura, mostrant el romanç entre dos homes -Jérémie Elkaïm (francès) i Geng Han (xinès)- durant un viatge al Tibet.

### Cinema taiwanès
Per part seva, el cinema taiwanès no ha produït un gran nombre de pel·lícules sobre homosexuals, però sí un títol de gran repercussió a tot el món: The Wedding Banquet (1992) d'Ang Lee una coproducció entre els Estats Units i Taiwan. El film va ser la primera aproximació al cinema de temàtica homosexual del director, obtenint l'Os d'Or al Festival de Berlín. La pel·lícula relata les noces de conveniència d'un emigrant asiàtic a Nova York amb una dona, tractant d'amagar davant la seva família la consolidada relació amorosa que manté amb un jove novaiorquès. Altres pel·lícules de temàtica homosexual notables són Formula 17 (2004), la qual va ser un èxit comercial i es va convertir en la pel·lícula més taquillera de l'any a Taiwan, y Go! Go! G-Boys (2006), na comèdia centrada en un grup joves gai que competiran per a guanyar el premi major en un concurs de bellesa masculina.

### Cinema coreà

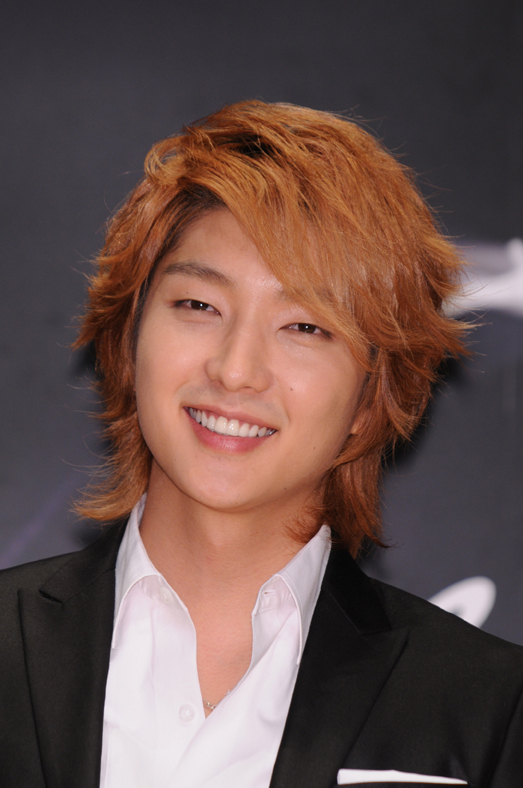
The King and the Clown va impulsar notablement al llavors desconegut Lee Joon-gi a la fama, film que també li va valer diversos premis i nominacions.

La temàtica homosexual en el cinema de Corea del Sud ha estat retratada en nombroses ocasions al llarg dels anys, tanmateix va començar sent molt escassa donat que el component de tabú per a una part significativa de la població encara estava present, malgrat ser civilment legal. Memento Mori (Kim Tae-yong, 1999) tracta sobre la relació lèsbica entre dos estudiants de secundària que acaba abruptament amb el suïcidi d'una d'elles. La trama de la història planteja un triangle amorós entre la morta, l'ex-parella d'aquesta i una noia que accidentalment troba el diari amorós d'ambdues. Més enllà de pertànyer al cinema de terror classe B, la pel·lícula sintetitza breument el descobriment sexual en l'adolescència i la seva exploració a través d'una amistat obsessiva.
The King and the Clown (Lee Joon-ik, 2005) se centra en dos pallassos de carrer; el baronívol Jang-saeng (Kam Woo-sung) i el femení Gong-gil (Lee Joon-gi), que són arrestats per satiritzar al rei i seran executats si no poden fer-lo riure. Per a sorpresa de tots, al rei li encanta l'espectacle i comença a mostrar-se molt interessat per Gong-gil. El film va ser un èxit comercial, i també la pel·lícula més vista de Corea del Sud de 2005, amb 12.3 milions d'entrades venudes.
A Frozen Flower (Yoo Ha, 2008) és un drama històric que narra la relació, en el context de la dinastia Koryo, d'un monarca amb el seu guardaespatlles. El seu acolliment comercial va ser reeixida, si bé un dels seus protagonistes -Joo Jin Mo- va haver de revelar posteriorment en declaracions a la premsa que, a diferència del mostrat en el film, no era homosexual en la vida real. Man on High Heels (Jang Jin, 2014) tracta sobre Yoon Ji-wook (Cha Seung-won), un detectiu d'homicidis que va ser assignat com a home en néixer, però que ha volgut viure la seva vida com a dona des dels seus anys d'adolescència. Ji-wook finalment ha arribat al punt on ja no pot amagar qui és veritablement, per la qual cosa decideix seguir un tractament per a posteriorment sotmetre's a una operació de reassignació de gènere.
Method (Bang Eun-jin, 2017) narra la tempestuosa relació entre l'actor veterà Jae-ha (Park Sung-woong) i l'idol novençà Young-woo (Oh Seung-hoon), qui són seleccionats per a actuar en una obra teatral. A mesura que se submergeixen més en els personatges que interpreten, tots dos homes desenvolupen sentiments inesperats.

### Cinema filipí
Des de mitjans dels anys 50 podem trobar pel·lícules còmiques amb personatges LGBT realitzades a les Filipines. La pel·lícula pionera és, en aquest sentit, Jack and Jill (Mar Torres, 1955). A partir de la dècada dels anys 70 comença a mostrar-se un retrat més verídic, especialment en produccions dràmátiques, comèdies o pel·lícules d'estil exploitation.
En l'extensa filmografia del cineasta Gil Portes es troben pel·lícules amb tints d'activisme LGBT com Miguel/Michelle (1998), mostrant un jove que emigra als Estats Units i anys després torna al seu lloc d'origen després d'haver-se realitzar una operació de canvi de sexe, o Markova: Comfort gay (2000) que centra la seva atenció en un grup de joves que, durant l'ocupació japonesa, són forçats a practicar sexe pels soldats de l'exèrcit nipó com una manera de sobreviviure enmig de la contesa.
Un altre director important és Carmelo "Mel" Chionglo Midnight dancers (Sibak) (1994) aborda la història de tres germans joves i atractius que treballen com a go-gós i es prostitueixen, reflexant també importants problemes de la societat filipina, com la corrupció policial.

### Cinema japonès

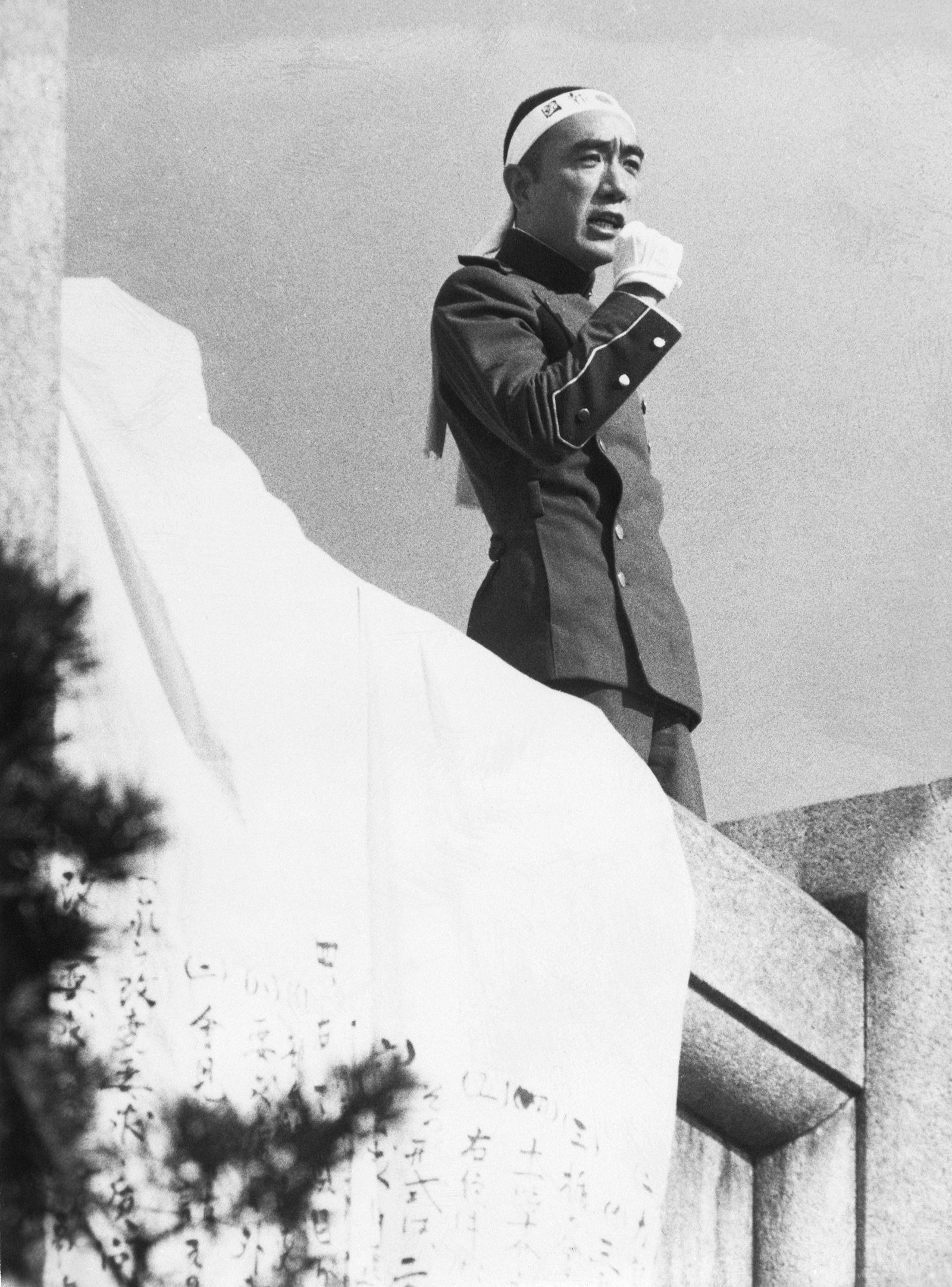
L'harakiri de l'escriptor Yukio Mishima (1925-1970) va inspirar la primera pel·lícula de temàtica homosexual produïda al Japó: Beautiful Mystery (Genji Nakamura, 1983).

La filmografia de temàtica LGBT del Japó ha estat representada en diverses ocasions i diversos enfocaments principalment a partir dels anys 80 del segle xx. La primera pel·lícula que va abordar com a tema central aquesta temàtica es considera un títol de culte: Beautiful Mystery (Genji Nakamura, 1983).Aborda, en clau paródica i còmica, un fet real: el suïcidi ritual (seppuku) de l'escriptor Yukio Mishima, candidat al premi Nobel de literatura en diverses ocasions i homosexual no declarat públicament, a través dels ulls d'un jove estudiant, Shinohara, que se sent atret per l'exèrcit privat creat per Mishima. Aviat Shinohara descobreix que, després de llargues hores d'entrenament militar esgotador, els soldats practiquen contínues orgies al llit. Nakamura és un prolífic director japonès de pel·lícules per a adults, mercat al qual originalment anava dirigida aquesta pel·lícula, però posteriorment es va exhibir en festivals de cinema LGBT i en el circuit comercial.

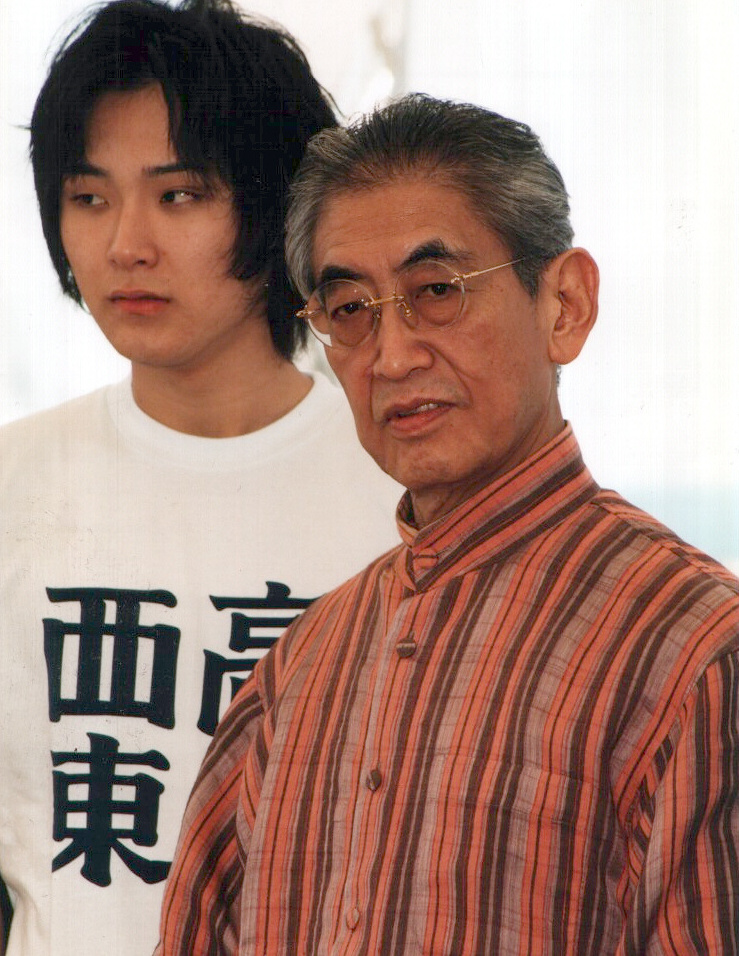
El director Nagisa Oshima i l'actor Ryūhei Matsuda de la pel·lícula ambientada en una escola de samurais Gohatto (1999).

Un dels realitzadors més importants de la filmografia japonesa va ser Nagisa Oshima (1932-2013). Director d'extraordinària sensibilitat i realitzador d'algunes de les pel·lícules nipones més internacionals com Ai no Korîda (1976) o L'imperi de la passió (1978), ambientades totes dues en un Japó no contemporani, van obtenir ampli reconeixement en festivals internacionals com Canes. La temàtica homosexual està especialment present en dues de les seves produccions: Bon Nadal, Mr. Lawrence (1983) i Gohatto (Taboo) (1999).
Bon Nadal, Mr. Lawrence, interpretada en els seus papers principals per David Bowie, Ryūichi Sakamoto i Takeshi Kitano, està ambientada en un camp de presoners japonès durant la Segona Guerra Mundial. El capità Yonoi (Sakamoto) imposa valors com la disciplina, l'honor i la glòria al més pur estil nipó, però el seu zel oculta una homosexualitat reprimida, ja que revelar-la implicaria caure en desgràcia. De forma inesperada Jack Celliers (Bowie), un soldat britànic capturat en combat, és destinat al camp sota les ordres de Yonoi, catalitzant totes les pulsions i desitjos del capità.

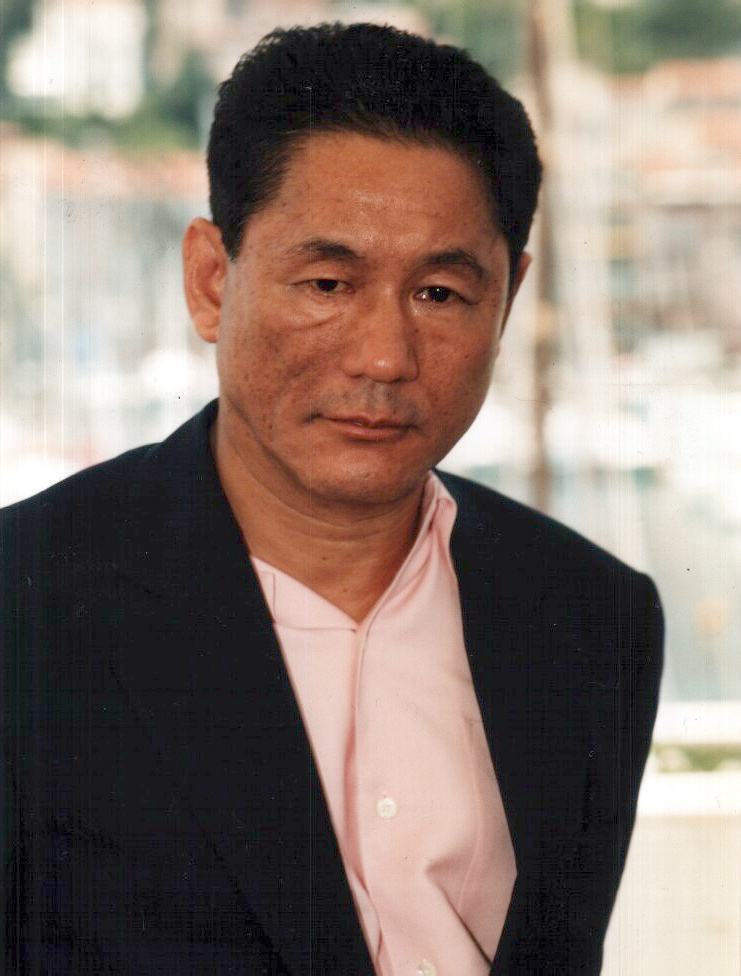
A més de la seva extensa filmografia com a director, Takeshi Kitano ha participat com a actor en algunes de les pel·lícules més importants de temàtica homosexual al Japó, com Bon Nadal, Mr. Lawrence (1983) i Gohatto (1999).

L'última pel·lícula d'Oshima, Gohatto (Taboo) (1999), trenca el tabú sobre l'homosexualitat en el món dels samurais mostrant escenes d'erotisme i combats de kendo que són balls de seducció. Basat en dues novel·les curtes de Ruorato Shiba, ambientades en la primavera de 1865, Gohatto és un relat de la vida del samurai en una escola d'entrenament durant el període Bakumatsu. La milícia Shinsengumi cerca nous reclutes per a convertir-los en guerrers samurais. El comandant Isami Kondo (Yoichi Sai) i el tinent Toshizo Hijikata (Takeshi Kitano) supervisen un dur procés d'ensinistrament que exigeix que cada aspirant s'enfronti a Soji Okita (Shinji Takeda), el millor home de la milícia. L'arribada al temple de Sozaburo Kano (Ryuhei Matsuda), un adolescent de bellesa torbadora, sembrarà entre els joves samurais la llavor del desig, la gelosia, la passió i la mort.
Summer Vacation 1999 (Shûsuke Kaneko, 1988) és una pel·lícula independent basada en el manga publicat en 1974 Thomas no Shinzō. Narra les vacances d'estiu de tres nois (Naoto, Kazuhiko i Norio) els qui, en mancar de familiars als quals dirigir-se, es queden solos en l'internat on estudien. Entre dos d'ells sorgeix una relació amorosa. Kira Kira Hikaru (Joji Matsuoka, 1992) aborda la pressió social per a establir una família en els personatges de Shoko Koyama, una dona alcohòlica emocionalment inestable i "massa gran" per a casar-se, i Mutsuki Kishida, un metge homosexual. Shoko contacta amb Kon Fujishima, un estudiant universitari amb qui Mutsuki (que està desenvolupant sentiments amorosos per la seva nova esposa) va mantenir una relació, amb la finalitat que tots dos homes reiniciïn la relació. Entre els tres neix una aventura indescriptible d'amistat i amor.
El realitzador Ryosuke Hashiguchi ha abordat en diverses ocasions la temàtica homosexual en les seves pel·lícules donat suport pel seu reeixit debut cinematogràfic a A Touch of Fever (Hatachi no Binetsu), (1993). Tatsuro (Yoshihiko Hakamada), un estudiant universitari, i Shinichirô (Masashi Endô), estudiant de batxillerat, per diferents motivacions es dediquen a la prostitució masculina. Entre tots dos forgen una sòlida amistat, arribant al punt d'anar-se a viure junts, que el temps empeny a l'últim a enamorar-se del primer. El pànic al rebuig farà que Shinichirô es negui a admetre els seus sentiments i desaprofiti l'oportunitat de revelar-los-hi a Tatsuro. L'èxit d'aquesta pel·lícula li va permetre abordar noves produccions com Like grains of sand (Nagisa no Shindobaddo) (1995), que conta la història d'Ito, un noi tímid en primer de secundària atret pel seu company de classe i millor amic Yoshida, que no és conscient dels sentiments íntims d'Ito, o Hush (2001) que planteja un nou model familiar sorgit entre Asako, una jove trista, distant i hostil amb els quals l'envolten, després de conèixer Naoya i Katsushiro, una jove parella gai a qui li proposa tenir un fill amb un d'ells. Els tres hauran de tirar endavant i l'amor, l'amistat i la comprensió floriran. Ambientada en el món de la competició esportiva 800 two lap Runner (Ryuichi Hiroki, 1994) és una sensible i honesta història de rivalitat esportiva entre dos corredors d'atletisme d'una escola secundària. Procedents de diferents cultures i classes socials només els uneix el seu suposat interès per les dones però, en conèixer-se, descobreixen un instint que els porta a voler estar l'un amb l'altre.

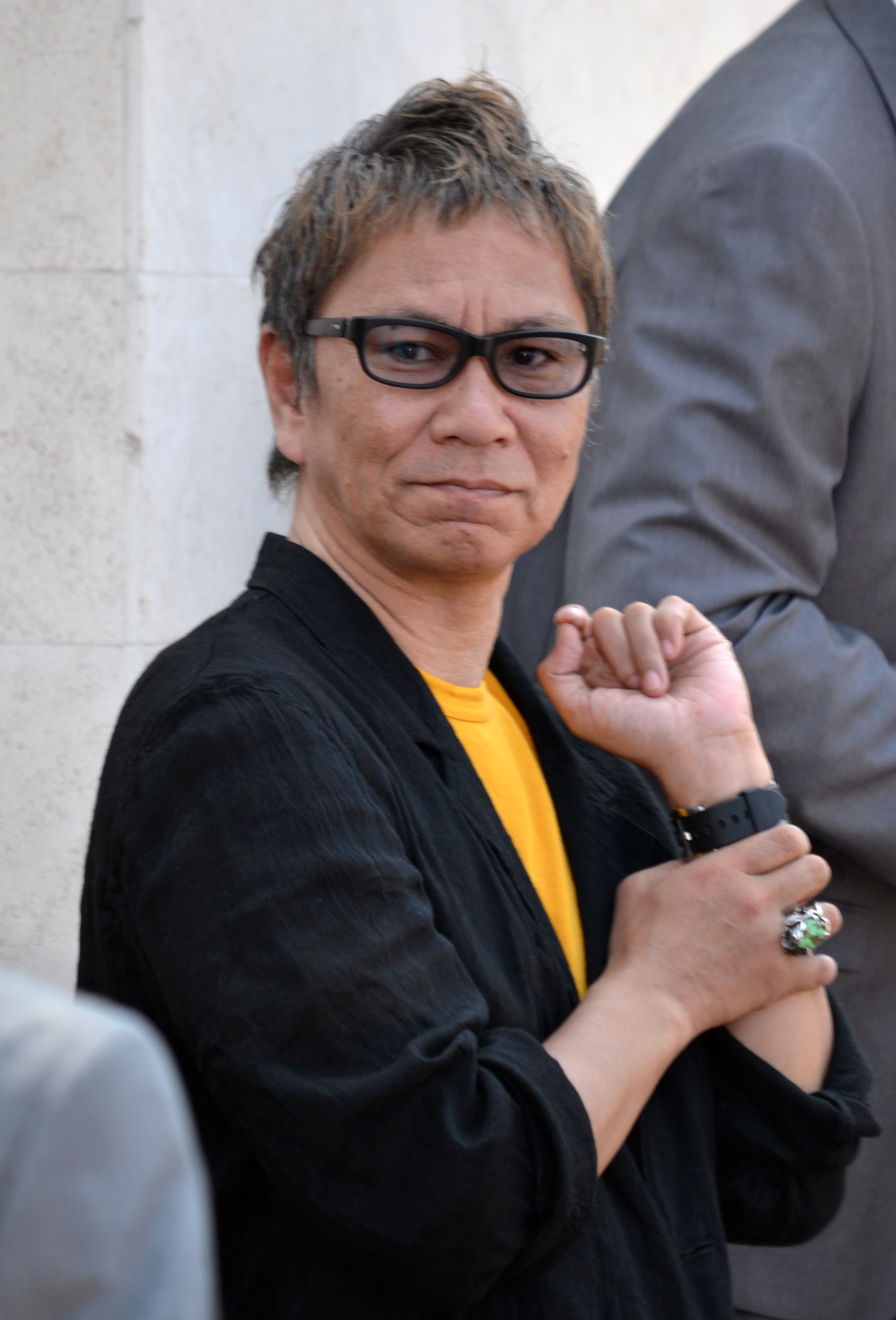
El controvertit director japonès Takashi Miike ha abordat l'homosexualitat i la yakuza en pel·lícules com a Blues Harp (1998).

El controvertit i prolífic director Takashi Miike va ambientar en els suburbis i a l'entorn de la màfia japonesa Blues Harp (1998). Mentre fuig d'un clan yakuza rival, Kenji (Seiichi Tanabe) s'amaga en un carreró trobant-se amb Chûji (Hiroyuki Ikeuchi), un cambrer biracial, de mare japonesa i pare soldat afroamericà, que en les seves estones lliures ven speed subministrat pel clan que persegueix Kenji. Aquesta nit Chûji acull Kenji a la seva casa i, malgrat pertànyer a clans enfrontats, entaulen una intensa amistat. A 46-okunen no koi (2006) narra la relació de respecte i afectiva que sorgeix a la presó entre Jun, un jove introvertit que treballa en un bar d'ambient i assassina al client que el va violar, i Shiro, un pres ple de tatuatges que exerceix la violència per a convertir-se en capitost dels altres presos. Tancats en la mateixa presó, malgrat les seves aparents diferències, entre tots dos s'establirà una estreta relació interrompuda per un misteriós crim.
El debut en la direcció d'Akira Ogata va tenir lloc amb la pel·lícula Boy's Choir (Dokuritsu shonen gasshoudan) (2000) un drama d'adolescents reclosos en un orfenat catòlic en la conflictiva dècada dels anys 70. Michio (Atsushi Itō), un noi tartamut de 15 anys el pare dels quals mor sobtadament, és enviat a un remot orfenat catòlic. Aviat trava amistat amb Yasuo (Sora Tōdt), un noi d'aspecte efeminat, que és la veu principal del cor de l'orfenat. Cantant es preparen per al Concurs Nacional de Cor però el caos polític dels temps afectarà la seva relació. Boy's choir es va projectar en el Festival Internacional de Cinema de Berlín i el seu director va obtenir el Premi als Nous Directors del Gremi de Directors del Japó. En un registre complex, anacrònic i bizarre Mayonaka no Yaji-san Kita-san (Kankurō Kudō, 2005) és una pel·lícula d'aventures amb una parella de samurais homosexuals del Període Edo, Yaji (Tomoya Nagase) i Kita (Shichinosuke Nakamura), que anhelen escapar de la seva avorrida existència. Quan tenen la confiança suficient per a proclamar el seu amor, pugen a una moto i escapen a la recerca de l'aventura per a peregrinar al Santuari de Gel en Ise. Tots dos esperen que el viatge els condueixi a la felicitat i que Yaji sigui capaç d'abandonar l'addicció que té cap a l'heroïna i les pastilles.
Mezon do Himiko (Isshin Inudo, 2005) planteja un drama ambientat en una casa d'ancians homosexuals quan a Saori (Ko Shibasaki), una jove amb problemes i baixa autoestima, el fill homosexual d'un dels ancians que viuen a la casa li proposa exercir de cuidadora davant la imminent defunció de l'ancià. Sukitomo (Mitshuhiro Mihara, 2006) proposa un insòlit triangle amorós entre el jove Aoi Tomokazu (Takumi Saitō) membre d'un equip de boxa i que està en el seu tercer any de la universitat, Yoshiko (Hiroki Aiba), el seu millor amic i a qui veu com un germà petit -encara que aquest sent per ell alguna cosa més que una simple amistat- i la germana de Tomokazu, Misao, que també el vol en secret i sent gelosia de la seva relació amb Yoshiko.
La pel·lícula independent Itsuka no Kimi e (Kei Horie, 2007) centra la seva història en Noboru (Takumi Saitō), un solitari i introvertit estudiant universitari que salva Kōhei Hayase (Ryūnosuke Kawai), un dels seus companys de classe, d'ofegar-se mitjançant respiració boca a boca. Hayase mai abans havia parat esment al noi, però després de ser salvat comença a sentir-se confós respecte als seus sentiments cap al molt misteriós Noboru. Com si això fos poc, Hayase aviat coneix al germà bessó de Noboru, Ryū, qui posseeix una personalitat vivaç i molt diferent a la del seu germà.

### Cinema tailandès
A Tailàndia, la primera pel·lícula sobre temàtica homosexual que va adquirir fama internacional va ser The Iron Ladies (Yongyooth Thongkonthun, 2001), guanyadora de 10 premis internacionals, entre ells el premi nacional de cinema tailandès i el Premi Teddy de la Berlinale. La pel·lícula tracta la història real d'un equip de voleibol integrat per travestis, homosexuals y transsexuals que arriba a la final nacional de voleibol. L'èxit assolit va motivar la realització d'una segona pel·lícula Satree lek 2 (2003] on, partint dels mateixos personatges, ampliava la historia explicant els seus orígens i com es van conèixer els protagonistes de la pel·lícula.
Beautiful Boxer (Ekachai Uekrongtham, 2004), basada en la història real de Nong Toom un famós boxador d'aquest país que utilitzava el muay thai per pagar-se el seu major somni: convertir-se en dona. La pel·lícula repassa tota la seva vida des de la seva adolescència com a monjo budista fins als violents combats en els que venç a la majoria dels seus oponents, si bé part de la crítica considera que és un híbrid d'arts marcials i drama social.
La transsexualitat ha estat abordada a It Gets Better (Tanwarin Sukkhapisit, 2012), una pel·lícula de tres històries creuadeas en la que per primera vegada a Tailàndia una actriu (Penpak Sirikul) encarna a una dona transsexual, i que ha estat projectada en festivals de cinema.

### Cinema vietnamita
Una de les primeres pel·lícules vietnamites a abordar l'homosexualitat com a tema principal va ser Adrift (Bui Thac Chuyen, 2009), que conta la història de Duyen (Do Thi Hai Ien), una jove guia turística que contreu matrimoni amb Hai (Nguyen Duy Khoa), un taxista, però la seva amiga i escriptora Cam (Linh Donen Pham) encara està enamorada d'ella i es mostra poc inclinada amb el seu matrimoni. Lost in Paradise (Vu Ngoc Dang, 2011), narra un triangle amorós entre tres homes, Khoi, Lam i Dong, en el món de la prostitució masculina. La seva segona història se centra en un home amb una discapacitat mental, Cuoi, i la seva amistat amb Hanh, una prostituta. El film va ser un èxit comercial a Vietnam i va rebre bones crítiques, a més de ser exhibit en diversos festivals internacionals de cinema.
Rainbow Without Colours (Nguyen Quang Tuyen, 2015), narra la història de Hoang i el seu germà adoptiu Hung, l'afecte fraternal del qual evoluciona a un càlid i profund amor amb el córrer dels anys. La vida de tots dos presa un gir dràstic després que la seva relació és descoberta per la seva mare, qui es nega a acceptar-lo i intenta evitar que els seus fills segueixin un estil de vida homosexual. La pel·lícula va rebre bones crítiques tant de la premsa com de l'audiència, i va ser seleccionada de 2.000 pel·lícules de tot el món per a ser projectada en l'edició número 39 del Festival Internacional de Cinema de Mont-real.

## Cinema de la resta del món

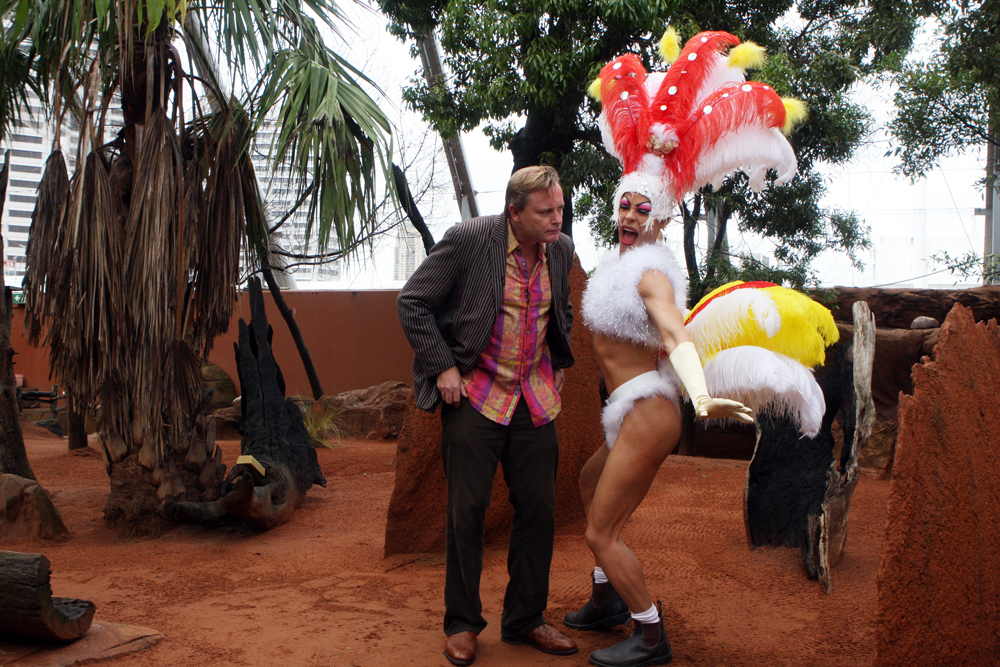
Stephan Elliott (esq.) va dirigir la més coneguda pel·lícula australiana de temàtica LGBT: Les aventures de Priscilla (1994).

A Austràlia, el gran salt del cinema de temàtica LGBT es va donar gràcies a l'èxit de la pel·lícula Les aventures de Priscilla (Stephan Elliott, 1994), en la que Anthony (Hugo Weaving), Adam (Guy Pierce) i Bernadette (Terence Stamp), dos gais i una transsexual que treballen com a transformistes drag queens, travessen el desert australià des de Sídney (a la costa Est) fins a Alice Springs (al centre del país) per a actuar a la sala de festes d'un hotel. Poc després de la seva estrena Hollywood realitzaria un remake titulat To Wong Foo, Thanks for Everything! Julie Newmar (Beeban Kidrom, 1995) amb una nova ambientació i localització i encarnant els papers principals els actors Patrick Swayze, Wesley Snipes i John Leguizamo. També australià el drama Head On (Ana Kokkinos,1998) conta la història d'Ari (Alex Dimitriades), un jove gai d'ascendència grega que viu a Melbourne. La pel·lícula va ser famosa en el seu moment per les seves escenes de contingut eròtic i per mostrar una escena explícita de masturbació interpretada per Dimitriades
A Israel, destaca la filmografia del director obertament homosexual Eytan Fox que ha inclòs trames i personatges LGBT en bona part de la seva trajectòria. Yossi & Jagger (2002), basat en una història real, mostra la relació d'amor que sorgeix entre dos oficials israelians destinats a la frontera libanesa i la diferència amb la qual perceben els seus sentiments davant la por a comprometre's. Lalekhet Al HaMayim (Caminar sobre les aigües, 2004) tracta sobre la tensió sexual que sorgeix entre un agent del Mosad que, en compliment d'una missió, ha de fer-se amic del net d'un criminal de guerra nazi al qual tots donaven per mort però noves recerques revelen que podria estar viu. El Conflicte palestino-israelià és retratat a La bombolla (2006) abordant la història d'amor que neix entre un israelià jueu i un palestí en Tel-Aviv. Fox va indicar que estava basada en una experiència personal quan estava realitzant el servei militar obligatori. Reprenent un dels seus personatges més carismàtics, Yossi (2012) mostra la vida del ja cardiòleg, i homosexual en l'armari, Yossi deu anys després d'haver-se enamorat de Jagger tal com mostrava la pel·lícula Yossi & Jagger.
Al Canadà, trobem gran quantitat de pel·lícules de temàtica LGBT. En el pla masculí la francòfona C.R.A.Z.Y. (Jean-Marc Vallée, 2005), presentada als Oscars, mostra una família catòlica tradicional a través de les vivències de Zac, el fill favorit fins que les seves tendències sexuals el separen en la seva adolescència del seu pare, a causa de la homofòbia d'aquest, arribant a la seva maduresa, en un viatge l'objectiu del qual no és gaire clar. La polèmica Prom Queen (John L'Ecuyer, 2004) va aixecar gran polseguera en l'església catòlica en abordar la negativa d'un institut catòlic al fet que un dels seus alumnes portés al seu nuvi al ball de fi de curs, qüestió que va acabar dirimint-se en els tribunals. En la temàtica lèsbica Floored by love (2005) o La Turbulence Des Fluides (2002).

## Cinema pornogràfic

### Homosexualitat en el primer cinema pornogràfic
El primer cinema pornogràfic comença en la dècada de 1900, encara que existeixen notícies de pel·lícules de finals de la dècada de 1890. És poc el que se sap del tema i les queixes conservades són fins i tot menys que les de cinema comercial, que es calcula en un 10%. Les pel·lícules pornogràfiques de l'època es caracteritzen per tenir una durada de 5 i 15 minuts, ser en blanc i negre i ser mudes i, sobretot, per estar enfocades a un públic masculí heterosexual. Posseeixen un llenguatge cinematogràfic sorprenentment modern, dins del gènere, naturalment, i no totes van ser realitzades per afeccionats, sinó que en algunes es veu la mà de talents professionals. La distribució era majoritàriament a través de bordells (sobretot a Europa), festes privades, fraternitats universitàries i clubs masculins (sobretot als EUA), encara que també en sales de cinema sota condicions especials.
Dins d'aquestes pel·lícules, les escenes lèsbiques es realitzen habitualment des del punt de vista de l'home heterosexual, que les trobava excitants, i no serà fins a la dècada de 1950 amb Petit conte de Noel e La femme au portrait en la qual s'aprecia una escena lèsbica en la qual el plaer i la satisfacció femenina estan en primer pla. Així i tot, escenes lèsbiques es poden trobar en un 20% de les pel·lícules conservades. En canvi, escenes sexuals entre homes es troben en un 5% de les cintes, un percentatge sorprenentment alt si es té en compte que el públic a qui es dirigien eren homes heterosexuals. Aquestes escenes entre homes tenen algunes característiques comunes, com que l'acte es considera com alguna cosa «fora del comú», no és habitual per als personatges, es realitza com a càstig o venjança, prepara o introdueix una relació heterosexual i és sempre jeràrquicament determinada, sent clarament distingibles el paper de senyor i servent, d'actiu i passiu. En general, la representació de l'homosexual es manté profundament homòfoba.
La primera pel·lícula pornogràfica que va introduir elements bisexuals i homosexuals explícits en la seva trama va ser Le ménage moderne du Madame Butterfly (Bernard Natan; 1920). Als EUA, la primera pel·lícula pornogràfica amb acció homosexual va ser The Surprise of a Knight (1929). En les úniques tres pel·lícules pornogràfiques espanyoles anteriors a la Guerra Civil conservades, El confesor, Consultorio de señoras i El ministro, no es donen escenes gais i les escenes de sexe entre dones sol es donen en el context de trios, en els quals dues dones actuen per a gaudi de l'home.